# Johann Conrad Schlaun

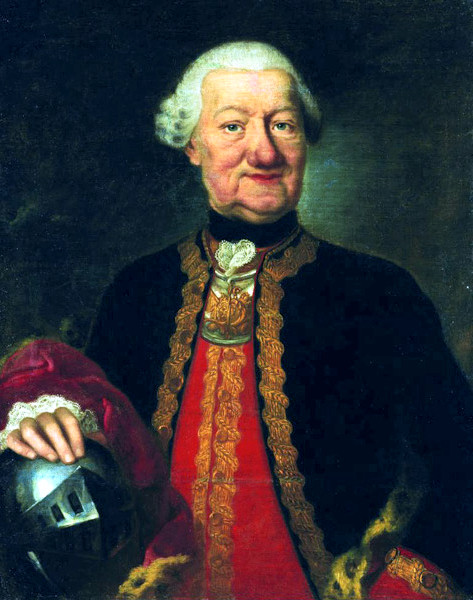
Johann Conrad Schlaun, Porträt von Matthias Kappers, um 1765

Johann Conrad Schlaun (* 5. Juni 1695 in Nörde  als Johann Conrad Schluen; † 21. Oktober 1773 in Münster) war der bedeutendste Baumeister des westfälischen Barocks. Zu seinen Hauptwerken gehören das Schloss Nordkirchen bei Münster, das Schloss Augustusburg in Brühl, das Schloss Clemenswerth in Sögel, das Fürstbischöfliche Schloss, die Clemenskirche, der Erbdrostenhof, das Landhaus und das ehemalige Stadthaus Schlaun in Münster.

## Leben
Johann Conrad Schlaun wurde 1695 mit dem Namen „Schluen“ als Sohn des Patrimonialrichters des Klosters Hardehausen, Henrich Schluen, und dessen Frau Agnes Berendes in Nörde bei Warburg im Hochstift Paderborn geboren und besuchte zunächst das damalige Progymnasium Marianum des Dominikanerklosters in Warburg sowie nachfolgend das Gymnasium Theodorianum der Jesuiten in Paderborn, das er aber ohne Abschluss verließ. Anschließend trat er in hannoversche Militärdienste, wo er 1710 sein Fähnrichspatent erwarb und in den beiden folgenden Jahren seine Ausbildung als Vermessungsingenieur absolvierte. Danach trat er als Ingenieur in den Dienst des paderbornischen Infanterieregiments und wurde 1715 zum Leutnant und 1720 zum Kapitänleutnant der Artillerie befördert. 1723, nach seiner Rückkehr von einer mehrjährigen Studienreise, die ihn durch Süddeutschland, Österreich, Italien, Frankreich und Flandern führte, erhielt er den Rang eines Titularkapitäns.
Ab 1725 änderte er seinen niederdeutschen Namen von „Schluen“ zu hochdeutsch „Schlaun“ und adoptierte gleichzeitig das Wappen der ausgestorbenen hessischen Adelsfamilie „Schlaun von Linden“, drei silberne Lindenblätter auf rotem Grund, ohne aber selbst die Nobilitierung anzustreben. Erst sein Sohn Gerhard Mauritz von Schlaun, als Generalfeldzeugmeister in österreichischen Diensten, wird die Erhebung in den Adelsstand beantragen. 1726 wurde er zum Major, 1728 zum Obristleutnant, 1733 zum Oberst und Kommandant der münsterschen Artillerie, 1745 zum Generalmajor und 1750 zum Generalgouverneur von Meppen befördert. Parallel dazu verlief in Schritten seine Karriere im fürstbischöflichen Bauwesen, so 1720 als Landmesser in Münster, 1725 als kurkölnischer Oberbaumeister und Ingenieur sowie 1729 als Nachfolger von Pictorius als Landbauingenieur des Hochstifts Münster. Die Höhe der ihm während des Siebenjährigen Kriegs auferlegten Kontribution von 842 Reichstalern belegt, dass „er absolut zu den Reichsten des Fürstbistums“ zählte. Die graphologische Untersuchung seiner Handschrift attestierte ihm, dass „persönlicher Ehrgeiz, großes Geltungsstreben und soziales Ehr- aber auch Machtbedürfnis … für ihn starke Antriebe“ seien, „aber auch seine innere Unrast treibt ihn zum Schaffen. Sein Wirkungsdrang ist stark und überwiegend nach außen gerichtet.“ Welches Ansehen Schlaun zu Lebzeiten genoss, ist überliefert. So berichtet Ferdinand Graf von Schall, der zu diesem Zeitpunkt die Errichtung von Schloss Wahn plante, am 28. Oktober 1750 nach einem Besuch der von Schlaun um 1730 errichteten Großen Burg in Kleinbüllesheim, dass ein gewisser Baron von Schlaun, Brigadier der Truppen Seiner Hoheit, des Kurfürsten von Köln, es gebaut habe und dass dieser Kavalier die berühmtesten Architekten in Deutschland an Kenntnissen der Architektur in den Schatten stelle.
Schlauns bäuerliches Geburtshaus von 1656, das 1696 durch Schlauns Vater um einen rückwärtigen steinernen Wohntrakt erweitert und 1737 von seinem Schwager Levin Engelbert Thelen und seiner Schwester Anna Maria unter Verwendung des älteren Baumaterials als westfälisches Hallenhaus in Fachwerk erneuert worden war, wurde 1971 unter Missachtung des Denkmalschutzes abgebrochen. An seiner Stelle wurde die „Johann-Conrad-Schlaun-Halle“ errichtet.
Schlaun war zweimal verheiratet. Am 3. November 1725 ehelichte er die Tochter des Kölner Tuchhändlers und Ratsherrn Gabriel Bourell, Maria Katharina Bourell. Aus dieser Ehe Schlauns gingen hervor:
1. Maria Anna Gertrud
2. Maria Magdalena
3. Clemens August Johannes Bernardus Erasmus Franciscus (* 27. Juni 1726)

In zweiter Ehe war Schlaun seit 1740 mit Anna Katharina Rehrmann, der Tochter des Textilfabrikanten Martin Rehrmann aus Eupen verheiratet. Aus dieser Ehe gingen hervor:
1. Martin Conrad (* 1741; † 26. November 1809), Thesaurar von 1791–1809, Erbe von Haus Rüschhaus
2. Gerhard Mauritz, österreichischer Generalfeldzeugmeister
3. Maria Anna Catharina
4. Maria Antonette[8]

Schlauns charakteristische Physiognomie geht wahrscheinlich stressbedingt auf die Hauterkrankung Rosazea zurück. Vielleicht zu deren Therapie hielt sich Schlaun 1768 zur Kur in Aachen auf. Am 21. Oktober 1773 verstarb Schlaun in seinem Haus in Münster und wurde zwei Tage später in der Überwasserkirche bestattet, wo eine Gedenktafel angebracht ist.

## Werke
Johann Conrad Schlaun hinterließ ein umfangreiches wie vielfältiges Œuvre an Bauwerken, darunter Kirchen- und Schlossbauten, Adelspalais und Herrenhäuser sowie Kirchenausstattungen. Die Mehrzahl seiner Bauten liegt in Westfalen, dem angrenzenden westlichen Niedersachsen und dem Rheinland.

### Forschungsgeschichte
Die Forschungen zum Werk des Westfälischen Barockbaumeisters setzten 1910 mit dem Werk Heinrich Hartmanns ein. Das sechsbändige Kunstdenkmälerinventar der Stadt Münster von Max Geisberg stellte dann die Kenntnis der Münsteraner Bauten Schlauns auf eine neue Quellenbasis und erlaubte die klarere Scheidung gegenüber den Projekten seiner Zeitgenossen. Gleichzeitig setzten auch die intensiven Forschungen Theodor Rensings zum Thema Schlaun ein, der in seinem erstmals 1936 erschienenen Werk wie auch in zahlreichen nachfolgenden Aufsätzen dessen Werk einer größeren Öffentlichkeit bekannt machte.
Anlässlich von Schlauns 200. Todestag im Jahre 1973 sowie seines 300. Geburtstags im Jahre 1995 veranstaltete das Westfälische Landesmuseum für Kunst und Kulturgeschichte in Münster jeweils eine umfassende Ausstellung seines zeichnerischen Nachlasses, jeweils begleitet von der Publikation eines alle Aspekte seines Schaffens erfassenden Aufsatzbandes. Insbesondere nach der ersten der beiden Ausstellungen schuf die neubegründete Reihe der Schlaunstudien ein Forum für die Erarbeitung weiterer Aspekte des Schlaunschen Werks.

### Ausbildung und Anfänge

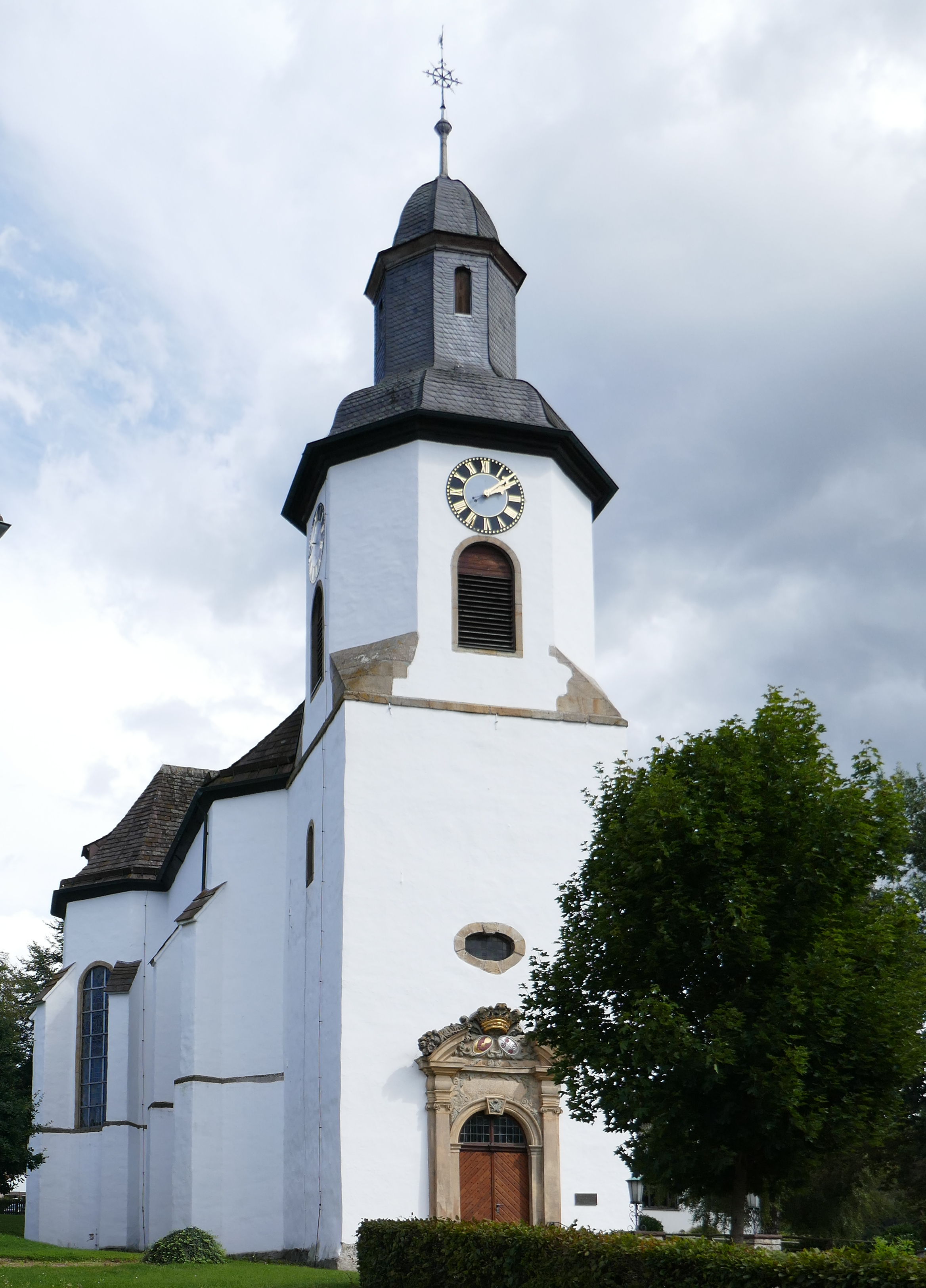
Rheder, Pfarrkirche
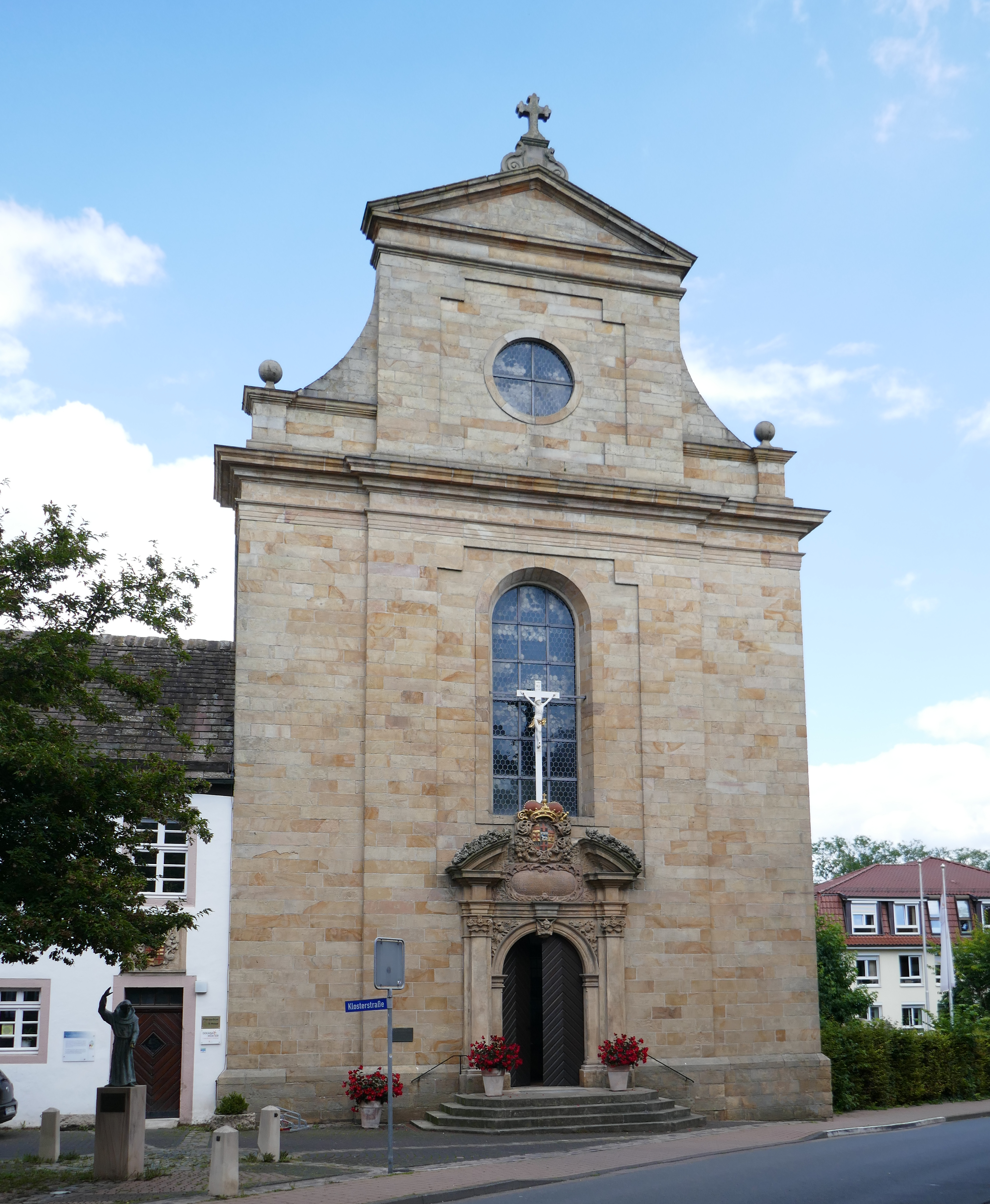
Brakel, Kapuzinerkirche
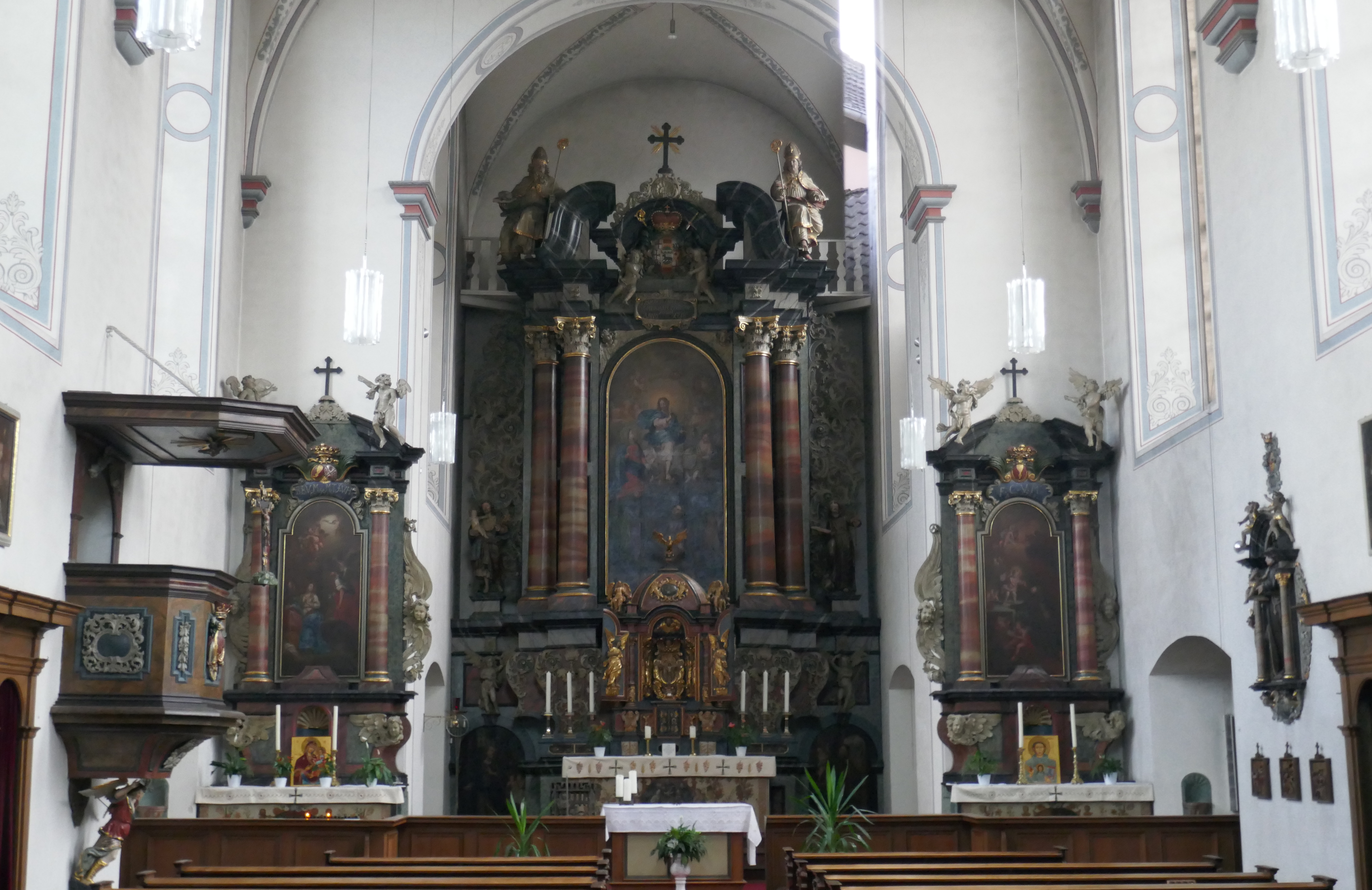
Brakel, Kapuzinerkirche, Innenraum
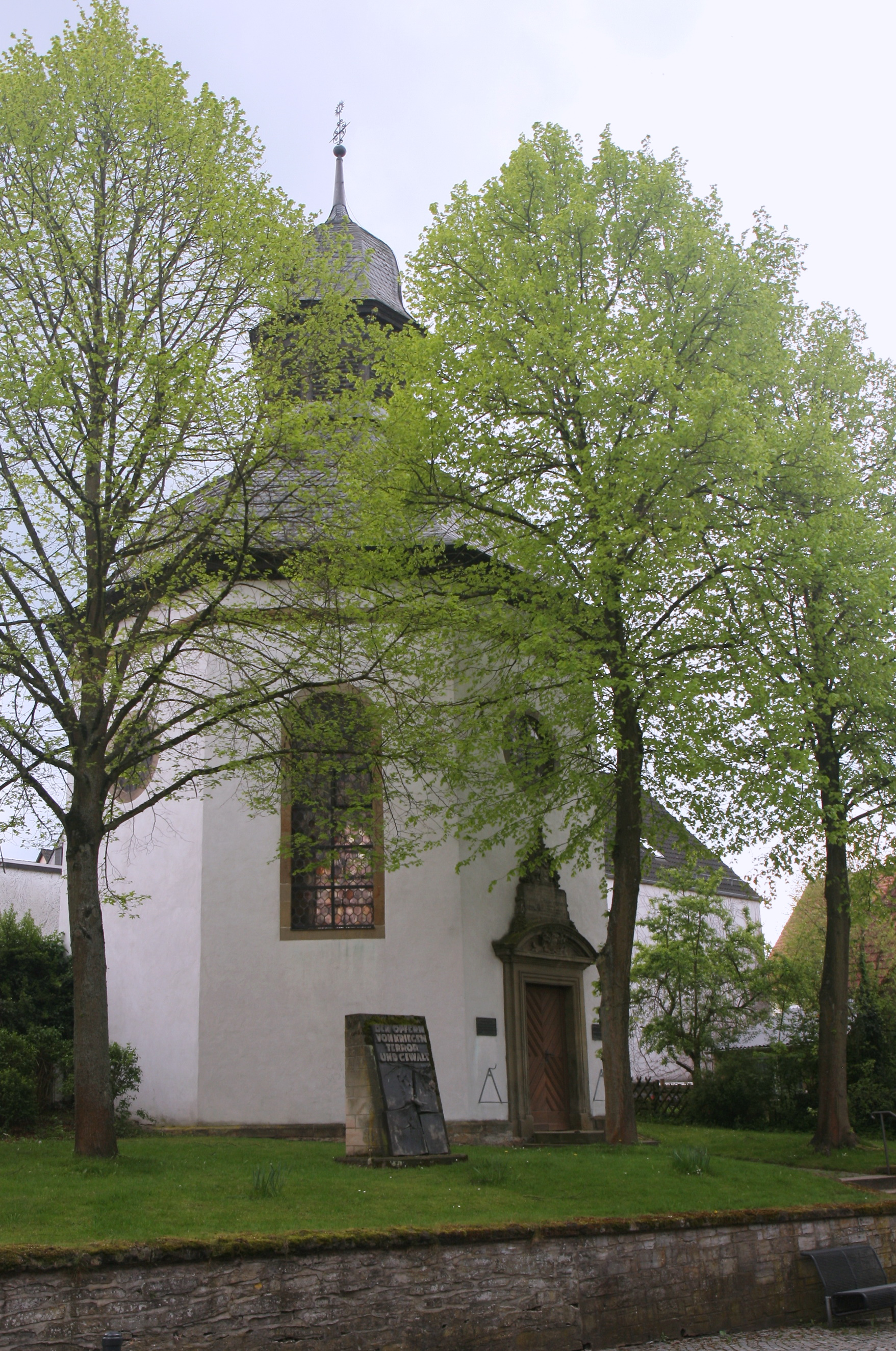
Kapelle Büren
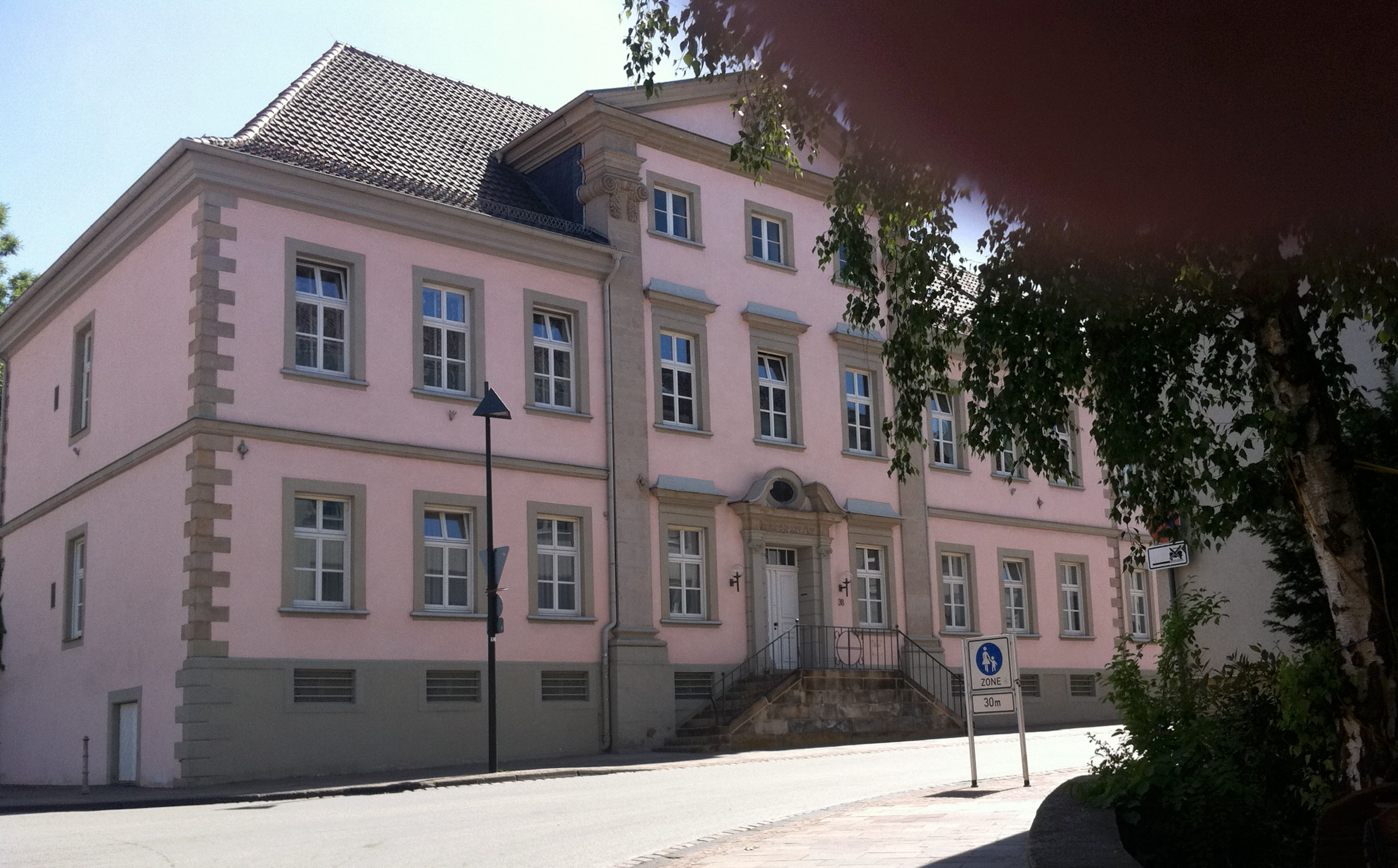
Paderborn, Dalheimer Hof

In dem Rechnungsbuch des Klosters Hardehausen findet sich die Nachricht, dass der Vater Schlauns im Jahre 1713 den Betrag von 30 Reichstaler empfangen habe, welche er umb seinen sohn in der bawkunst weiter instruieren lassen hat anwenden wollen, die er dann im Verlaufe des nächsten Jahres schrittweise zurückzahlte. Wo er diese Ausbildung erhielt, ist nicht belegt, doch scheint diese im Baubüro des Münsteraner Landbaumeisters Gottfried Laurenz Pictorius stattgefunden zu haben, der in dieser Zeit mit dem Bau von Schloss Rheder für den paderbornischen Minister Bruno Burchhard von Mengersen beauftragt war. Hier entstand gleichzeitig die noch ganz gotisierend gehaltene Pfarrkirche St. Katharina in Rheder, in deren Turm Schlaun den Auftrag zum Einbau eines Portals erhielt. Schlauns erster Förderer wurde in dieser Zeit der Paderborner Fürstbischof Franz Arnold von Wolff-Metternich zur Gracht, in dessen Auftrag er 1715 – damals erst zwanzigjährig – die Kapuzinerkirche in Brakel errichtete. Nach außen erhielt der Kirchenbau eine schlichte Werksteinfassade mit feinem Relief, betont nur durch ein kräftiges Gebälk, einen Dreiecksgiebel und ein barockes Portal, wobei Anregungen durch die 1692 fertiggestellte Jesuitenkirche von Paderborn nicht zu übersehen sind. Unter der Leitung von Pictorius war Schlaun 1719 am Bau des vom Fürstbischof gegründeten Jesuitenkollegs Büren beschäftigt, für welchen Bau er selbst einen eigenen Entwurf vorgelegt hatte. Als ein selbständiges Bauwerk führte er hier 1717 bis 1720 die oktogonale Sakramentskapelle aus. Für das Kloster Dalheim errichtete Schlaun während des gleichen Zeitraums den in einfachen Formen gehaltenen Dalheimer Hof in Paderborn.

### Studienreise
Für die Zeit 1720 bis zum März 1723 unternahm Schlaun im Auftrag des neugewählten Fürstbischofs von Paderborn und Münster und späteren Kölner Kurfürsten Clemens August I. von Bayern eine umfassende Studienreise, die ihn zunächst nach Würzburg führte. Hier war 1719 unter Johann Philipp Franz von Schönborn der Bau der Würzburger Residenz durch Balthasar Neumann und Johann Dientzenhofer begonnen worden. In diese Zeit fällt auch die Planungsphase für die 1721 begonnene Schönbornkapelle am Würzburger Dom, der Entwurf des Maximilian von Welsch modifiziert durch Neumann unter Verwendung einer Planung des Johann Lucas von Hildebrandt.
Der nächste wichtige Aufenthaltsort Schlauns war Rom, wo sich gerade zuvor, 1717–19, Clemens August zu Studienzwecken am Collegium Germanicum aufgehalten hatte. Eine Generation zuvor hatte 1698–1700 Lambert Friedrich Corfey eine vergleichbare Studienreise über Frankreich, Italien und Österreich unternommen, über die wir anhand seines dabei verfassten Tagebuchs informiert sind. Die Zeichnungen Schlauns belegen sein vorrangiges Interesse am Kirchenbau, wo er wohl im Baubüro von Giovanni Battista Contini und Antonio Canevari tätig war, deren Entwürfe für Santi Giovanni e Paolo, Santissime Stimmate di San Francesco er dokumentierte. Daneben kopierte er Zeichnungen der Kirchen Sant’Agnese in Agone an der Piazza Navona, Sant’Ivo alla Sapienza und Sant’Andrea al Quirinale, also Kirchenbauten des mittleren 17. Jahrhunderts von Gianlorenzo Bernini und Francesco Borromini. Ein anschließender Wienaufenthalt Schlauns ist durch Passeintrag im April 1722 belegt. Hier war seit 1715 Johann Bernhard Fischer von Erlach mit dem Bau der Karlskirche befasst und hatte Johann Lucas von Hildebrandt 1721/22 den Bau des Oberen Belvederes begonnen.
Von Wien führt ihn der Weg nach Paris, wo er den Winter 1722/23 mit dem Studium der zahlreichen adligen Stadtpalais verbrachte, die später als Vorbilder für seine eigenen Schlossbauten wichtig werden sollten. Zur gleichen Zeit hielt sich 1723 auch Balthasar Neumann zum Studium der neuesten französischen Architekturentwicklung in Paris auf. Dass Schlaun bereits auf dieser Reise auch die Residenz der Wittelsbacher, München, besucht hat, ist nicht erwiesen, aber sehr wahrscheinlich. Konkret aber lässt sich sein Besuch in dieser Stadt für 1724 nachweisen. Zu diesem Zeitpunkt war François de Cuvilliés, den Schlaun zuvor wahrscheinlich in Paris getroffen hatte, nach München zurückgekehrt.

### Tätigkeit für Ferdinand von Plettenberg

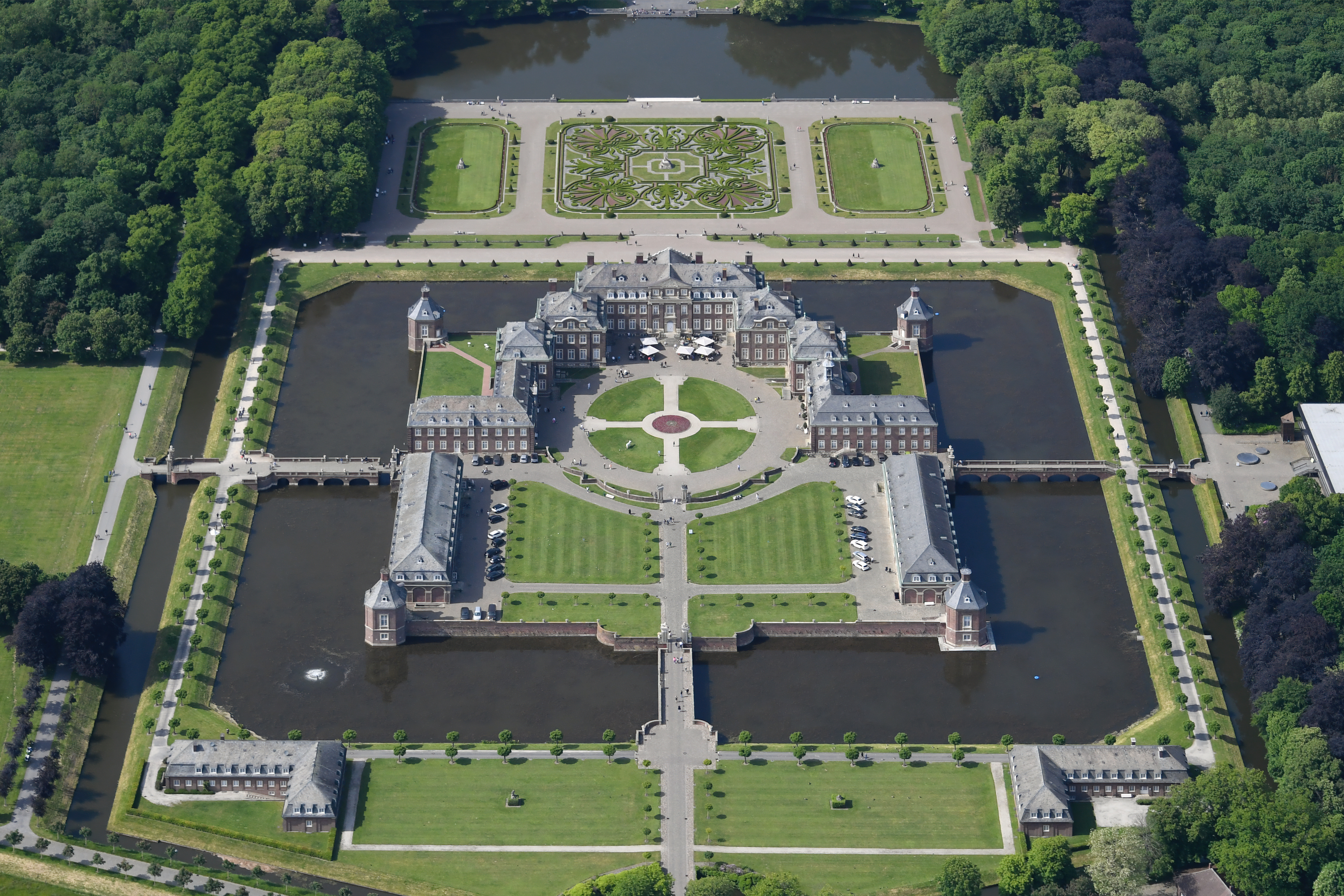
Schloss Nordkirchen Luftbild der Schlossanlage
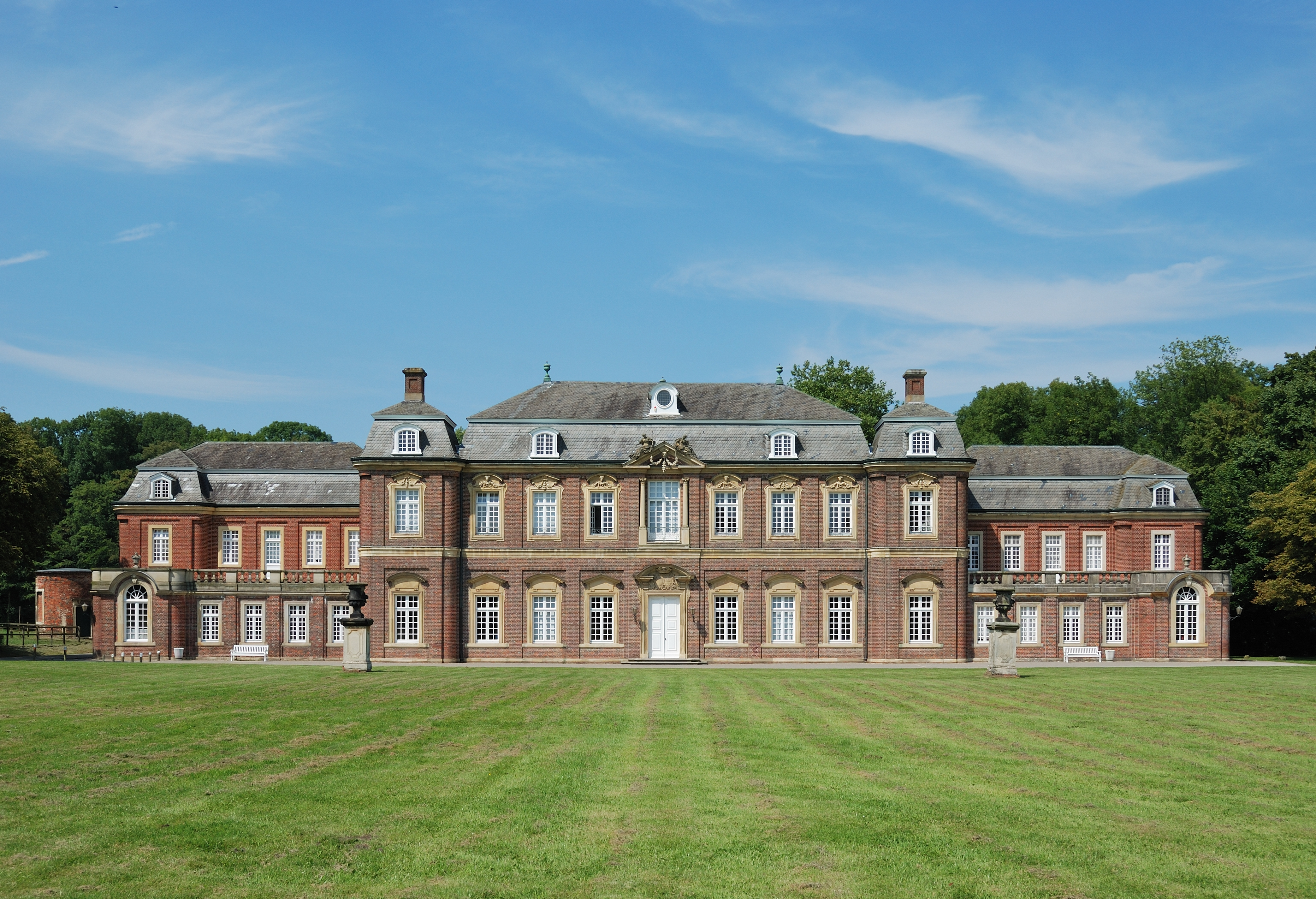
Schloss Nordkirchen, Oranienburg
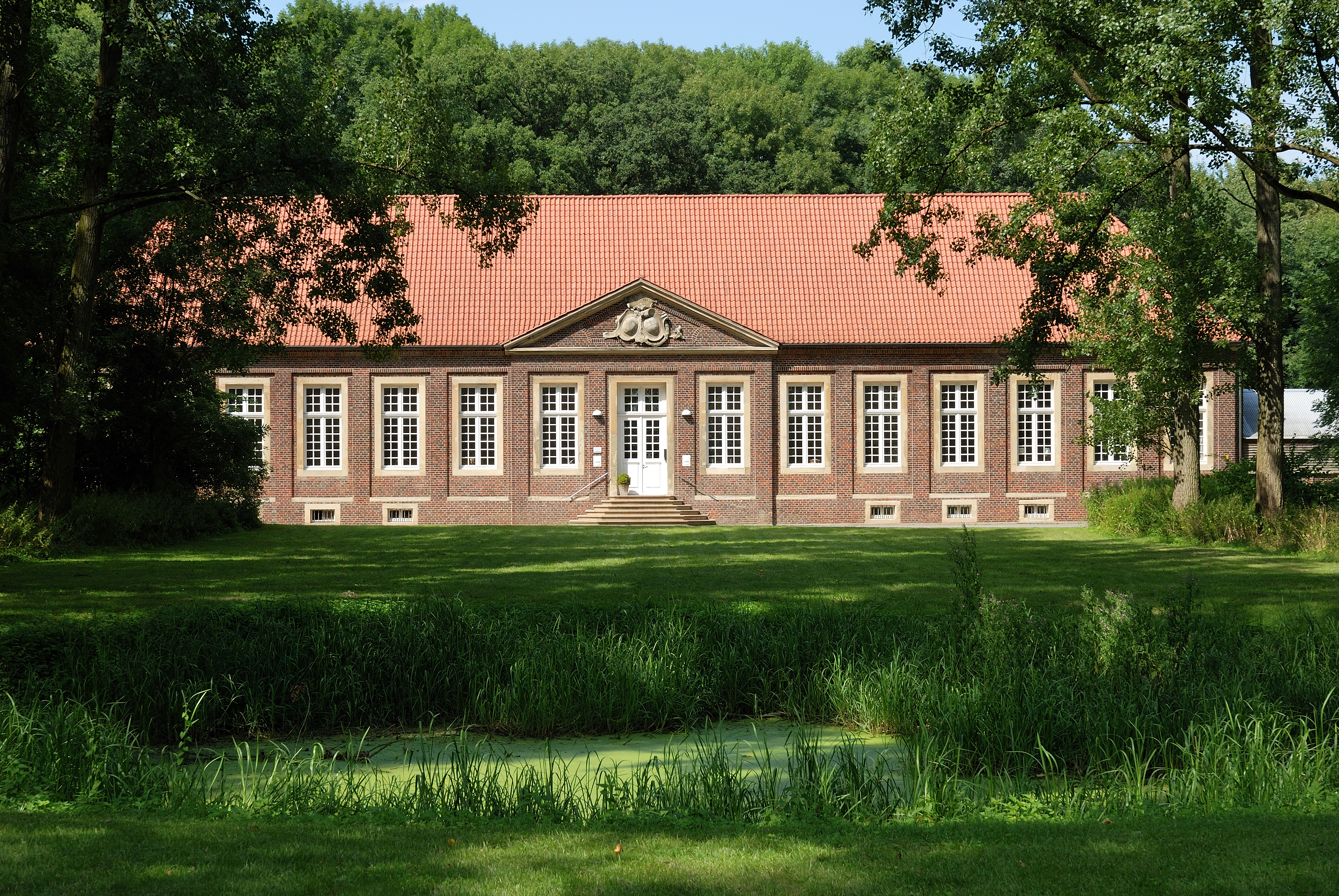
Schloss Nordkirchen, Orangerie
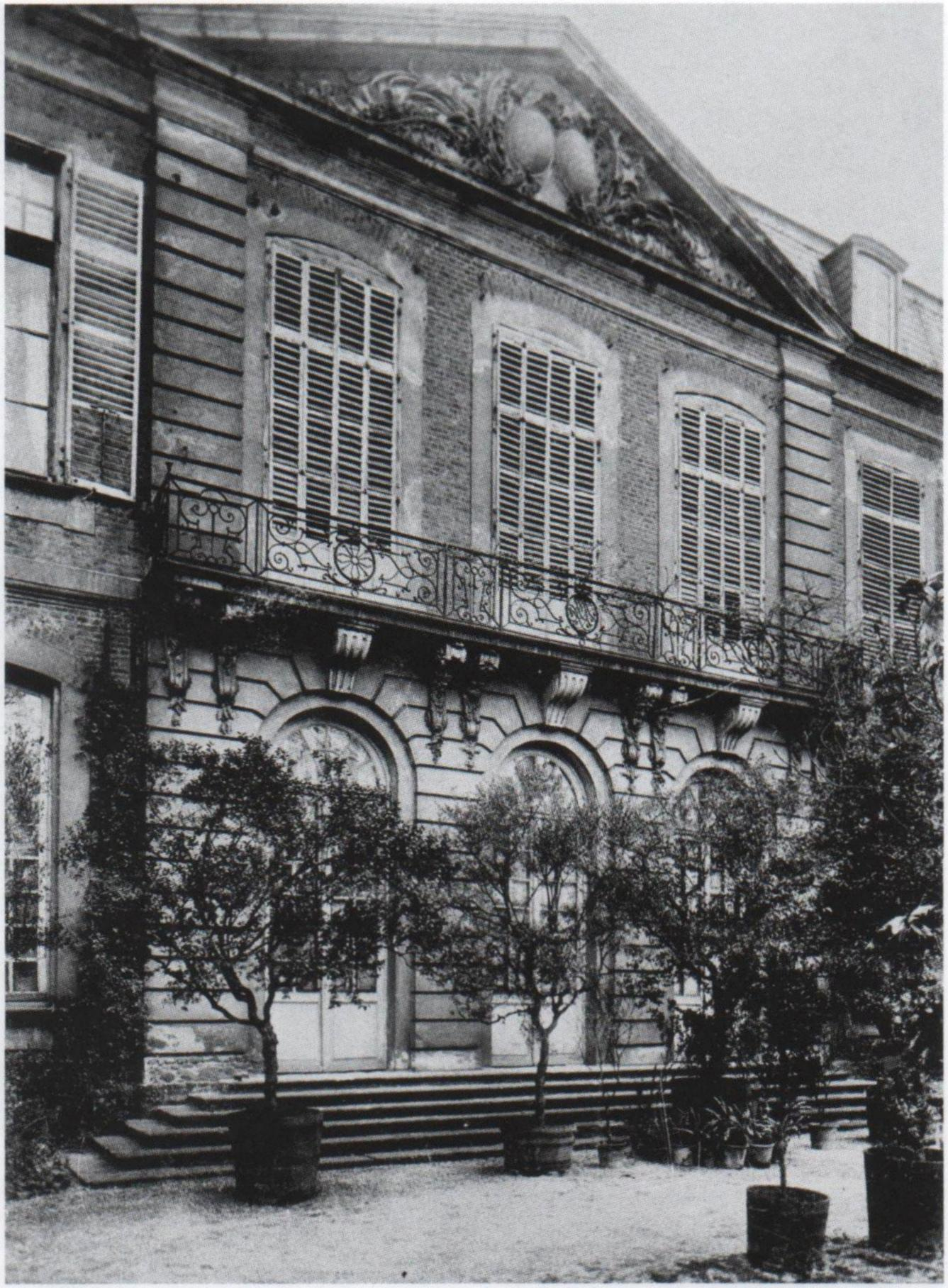
Bonn, Plettenberger Hof

Von seiner Studienreise nach Münster zurückkehrend, fand Schlaun zunächst in dem Erbmarschall des Hochstifts Münster, Ferdinand von Plettenberg, seinen ersten Förderer. Der Onkel Plettenbergs, Friedrich Christian von Plettenberg, Fürstbischof von Münster, hatte 1703 die bedeutendste westfälische Residenzanlage, Schloss Nordkirchen, in Auftrag gegeben, dessen Bau bis 1734 von seinem Neffen fortgeführt wurde. Nach einer ersten Planung durch den niederländischen Architekten Jacob Roman ging der Bau an Gottfried Laurenz Pictorius und seinen Bruder Peter über, welcher letzterer 1718 den Bau einer Orangerie im Westgarten, die heutige Oranienburg, begann. Seit 1723 war Johann Conrad Schlaun zusehends in die Planungen eingebunden, um schließlich Peter Pictorius als örtlichen Bauleiter zu ersetzen. Bereits 1725 nahm er einen Neubau der Oranienburg als Gartenkasino vor, gefolgt 1726 vom Neubau der kleinen Orangerie, 1727 dem Bau der Fasanerie, 1728 der Rentei und 1730 des Hospitals. Auch beim Bau des Plettenberger Hofs in Bonn von 1725 bis 1729 hatte Schlaun die Bauleitung zeitweise inne, seine zeitgleichen Planungen für den Umbau des Nordkirchener Hofes in Münster wurden nicht realisiert.

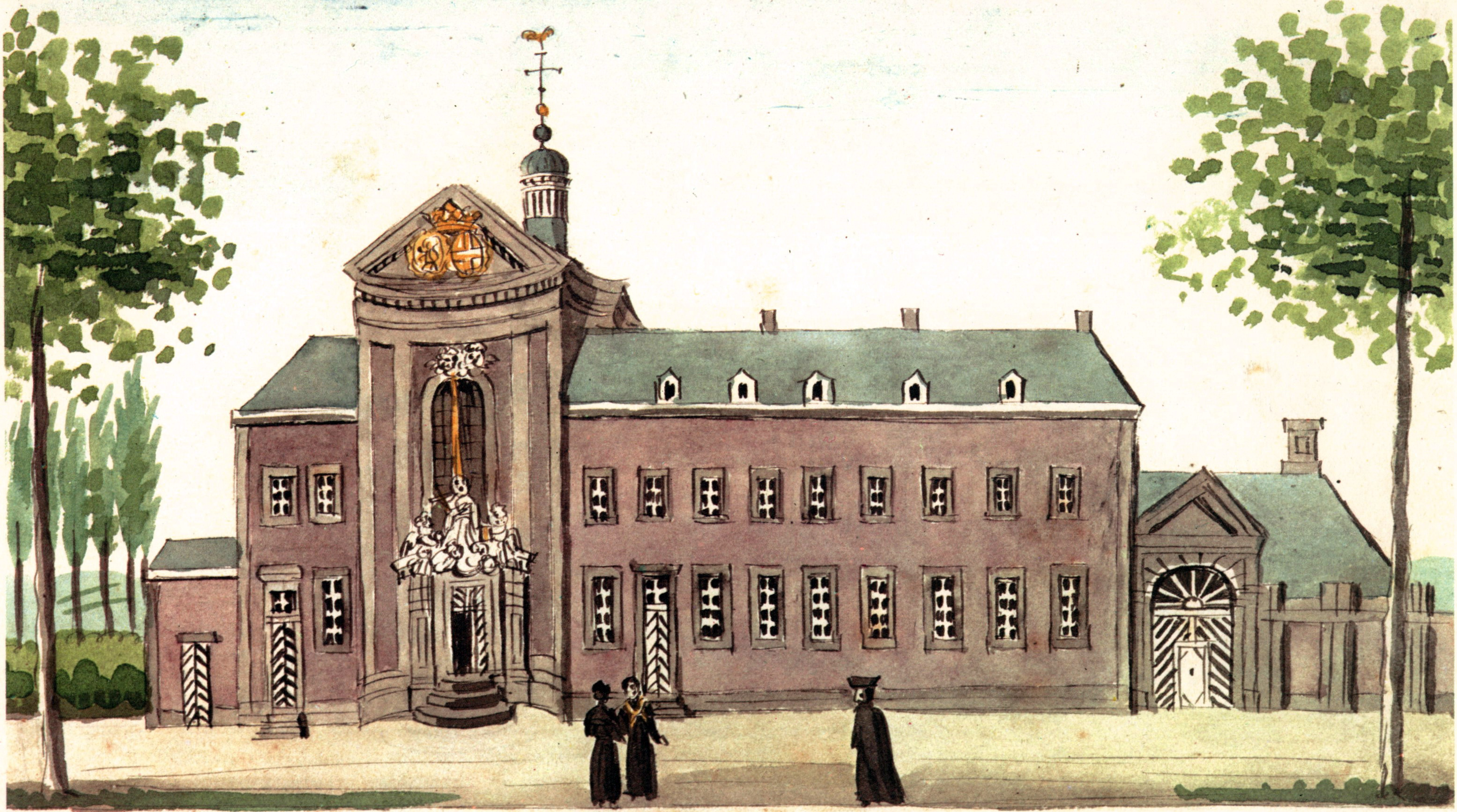
Wittem, Kapuzinerkloster (um 1850)
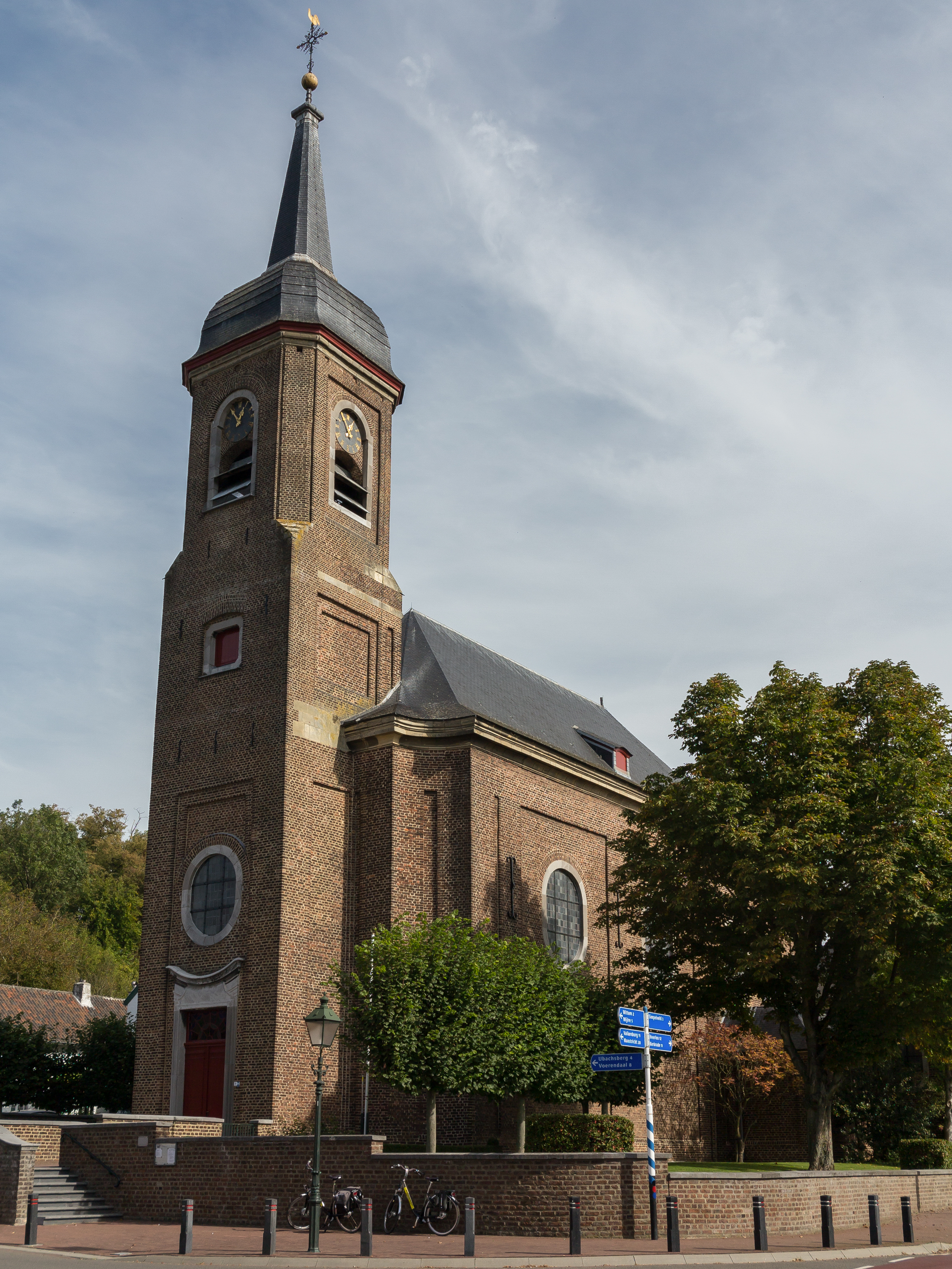
Pfarrkirche St. Agatha in Eys
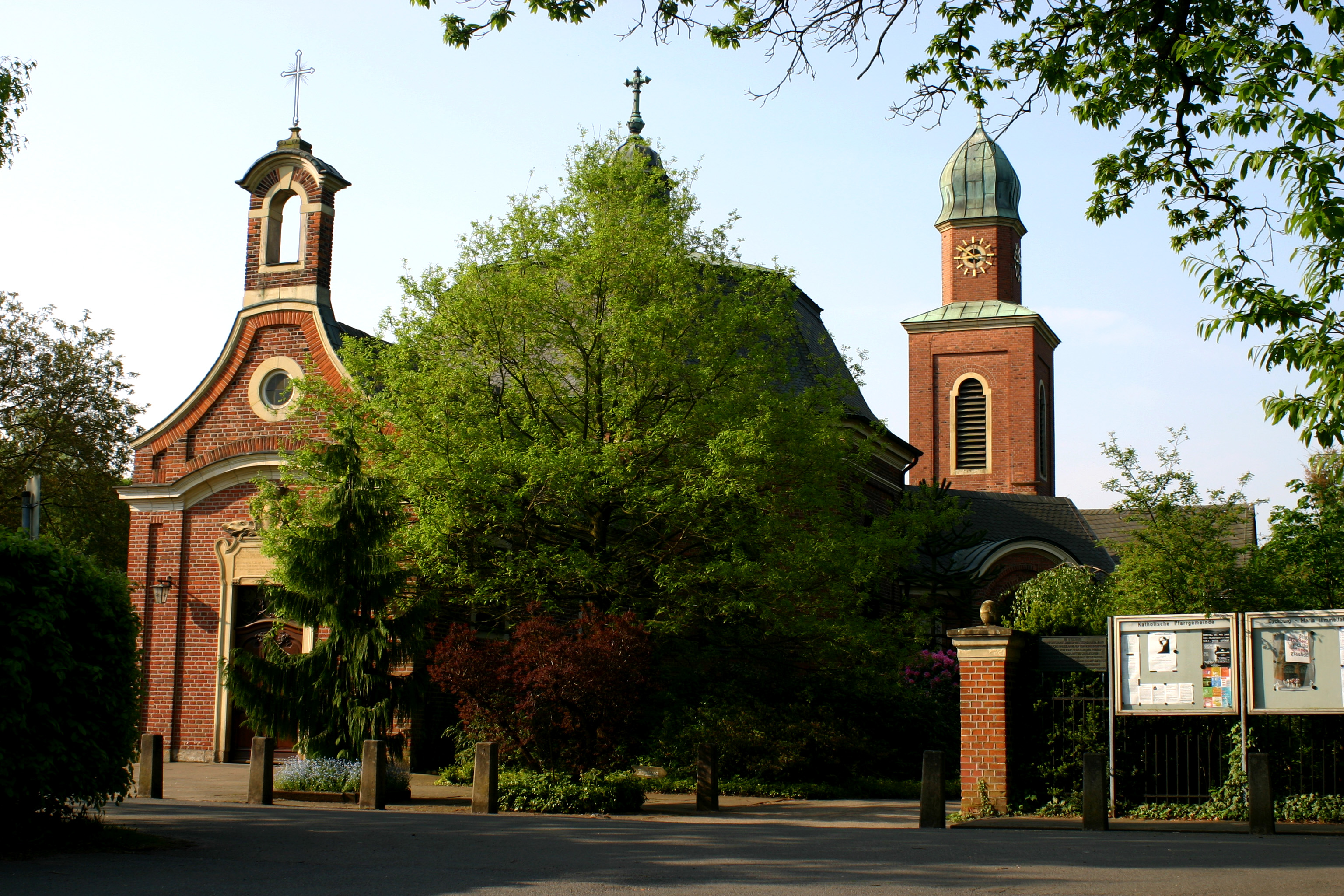
Dyckburg-Kirche mit der Loreto-Kapelle
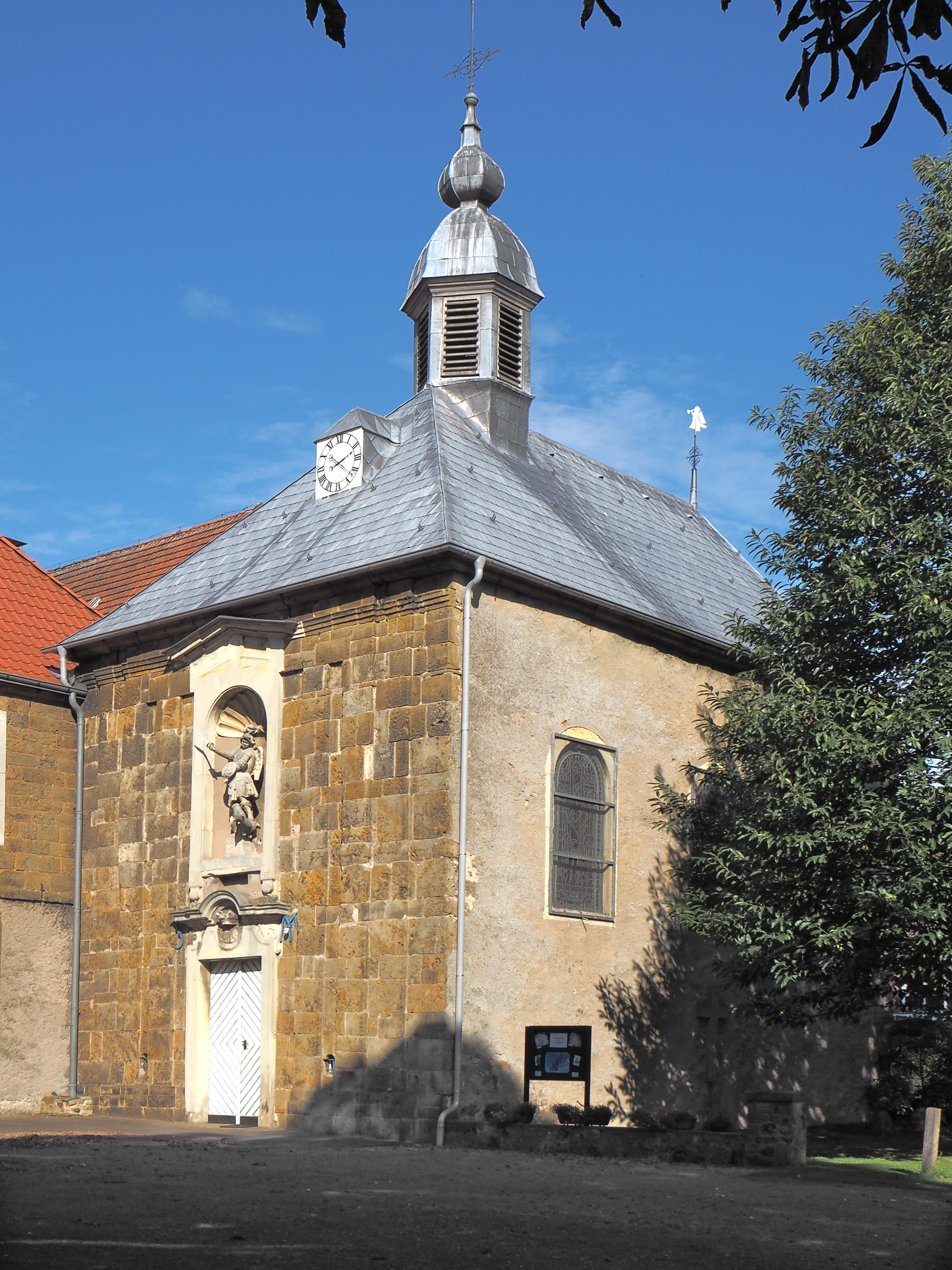
Lembeck, Michaelskapelle

Für Ferdinand von Plettenberg erbaute Schlaun in dessen in der niederländischen Provinz Limburg gelegenen Herrschaft Wittem 1729–1733 das (1891 bis auf die Kirche abgebrochene) Kapuzinerkloster Wittem  mit seiner konkav geschwungenen Kirchenfassade sowie 1732–1734 die Pfarrkirche St. Agatha in Eys. Gerade bei der Wittemer Kapuzinerkirche zeigt sich deutlich der Einfluss von Schlauns Romaufenthalt; „so gibt er der ganzen Fassade einen konkaven Schwung, die in ihrer sonst einfachen Haltung eine Auflockerung durch die Anbringung von Figuren über dem Portal erfährt, wie sie San Francesco di Stimmate in Rom Schlaun eindringlich vor Augen geführt hat.“ Im Auftrag der Witwe Ferdinand von Plettenbergs errichtete er schließlich an der gotischen Pfarrkirche St. Lambertus in Ascheberg 1737–1741 einen schlichten, im Innern kreuzrippengewölbten Chorneubau über quadratischem Grundriss, die gleichzeitig geplante Erneuerung des Westturms und seine Erhöhung um ein weiteres Geschoss mit geschweifter Haube unterblieb. Auf der Vorburg von Haus Dyckburg erbaute er für Dompropst Friedrich Christian von Plettenberg die 1735 gestiftete Loretokapelle in der inzwischen für seine Bauten charakteristischen fein artikulierten Sichtbackstein. Das Verhältnis Schlauns zu seinem Auftraggeber und Förderer Plettenberg war offensichtlich so eng, dass er bei seinem Sturz 1735 ihn an den Kaiserlichen Hof in Wien zu vermitteln suchte.
Wohl auf Vermittlung Plettenbergs erhielt Schlaun den Auftrag zur Michaelskapelle in Lembeck, die Maria Anna Theodora von Westerholt zu Lembeck als Grabkapelle für den letzten Grafen von Westerholt, Dietrich Konrad Adolf, und als Bestandteil eines geplanten Landsitzes stiftete. Der Kapellenbau, dem sich später ein Hospiz für Witwen und Waisen anschloss, stellt einen einfachen Baukörper mit Lisenengliederung dar, im Innern tonnengewölbt. Auf Schloss Lembeck selbst führte Schlaun für Dietrich Hermann I. von Merveldt zu Westerwinkel Arbeiten aus, so die Errichtung einer Gartenbrücke sowie Neuausstattung und Stuckierung des Festsaals. Für denselben Auftraggeber entwarf Schlaun den Gedächtnisaltar für den 1727 verstorbenen Grafen Goswin Hermann Otto von Merveldt auf Drostenhof Wolbeck, später versetzt in die Pfarrkirche St. Nikolaus in Wolbeck.

### Schloss Augustusburg in Brühl

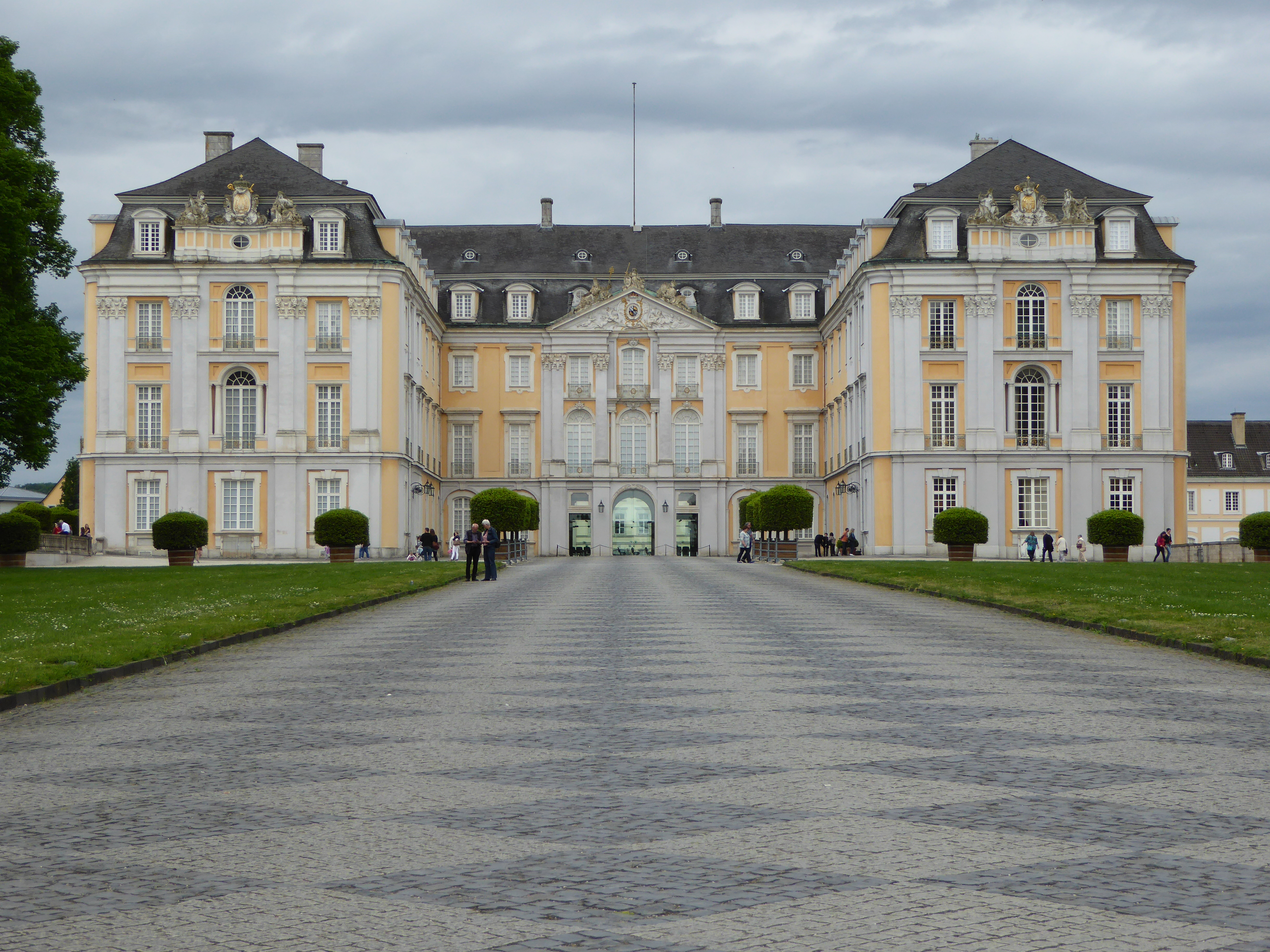
Brühl, Schloss Augustusburg
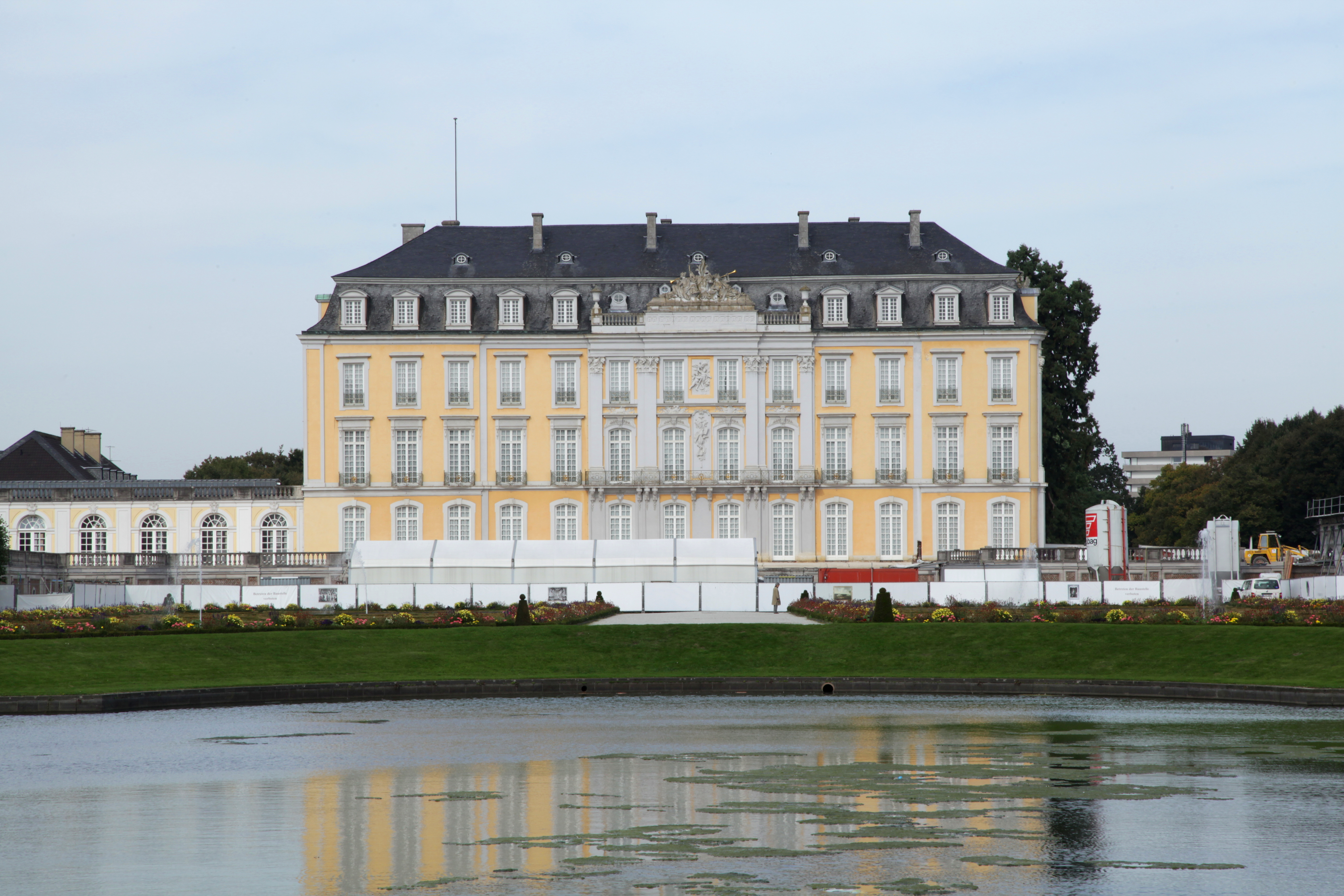
Die von Schlaun entworfene Seitenfassade
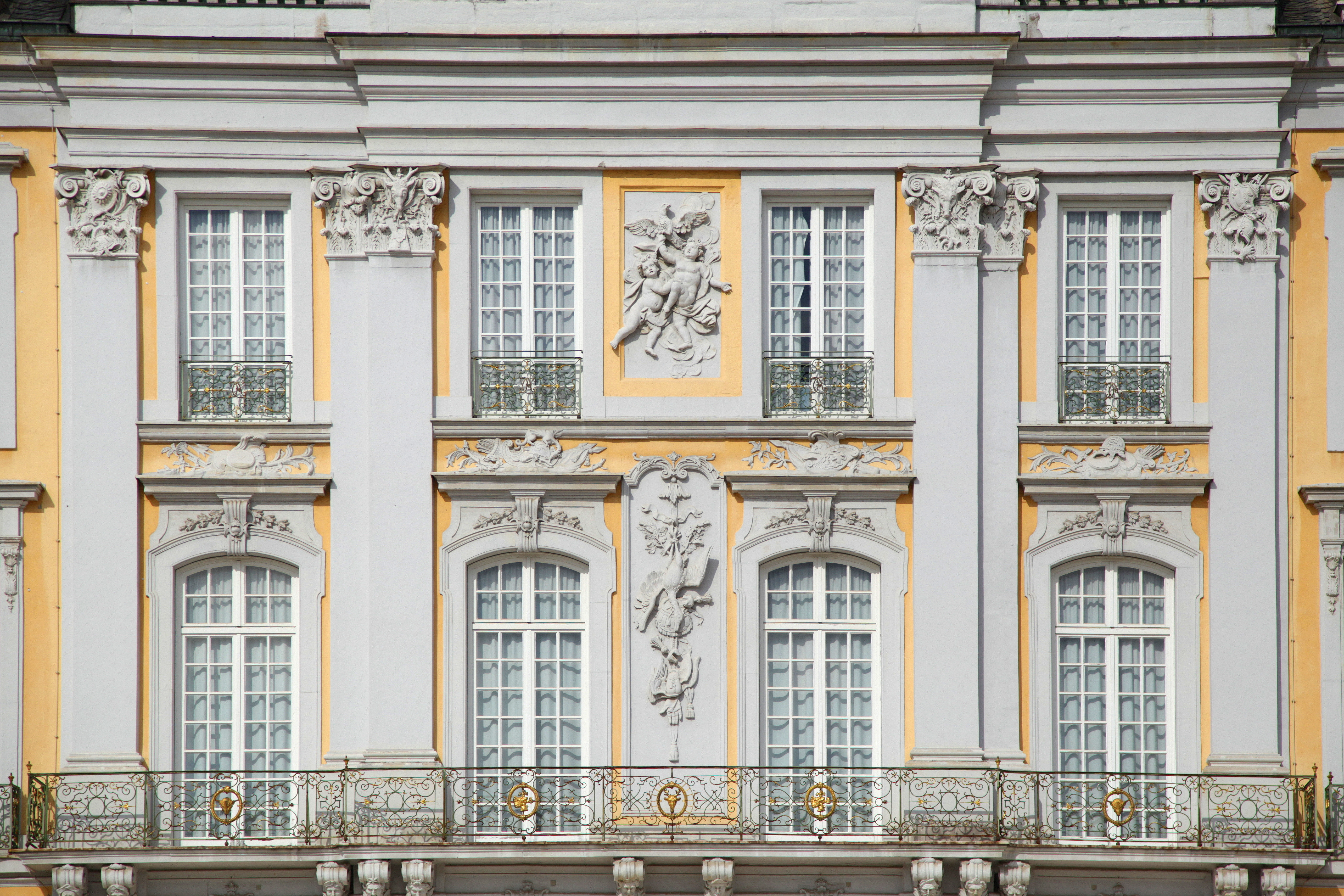
Detail der Wandgliederung
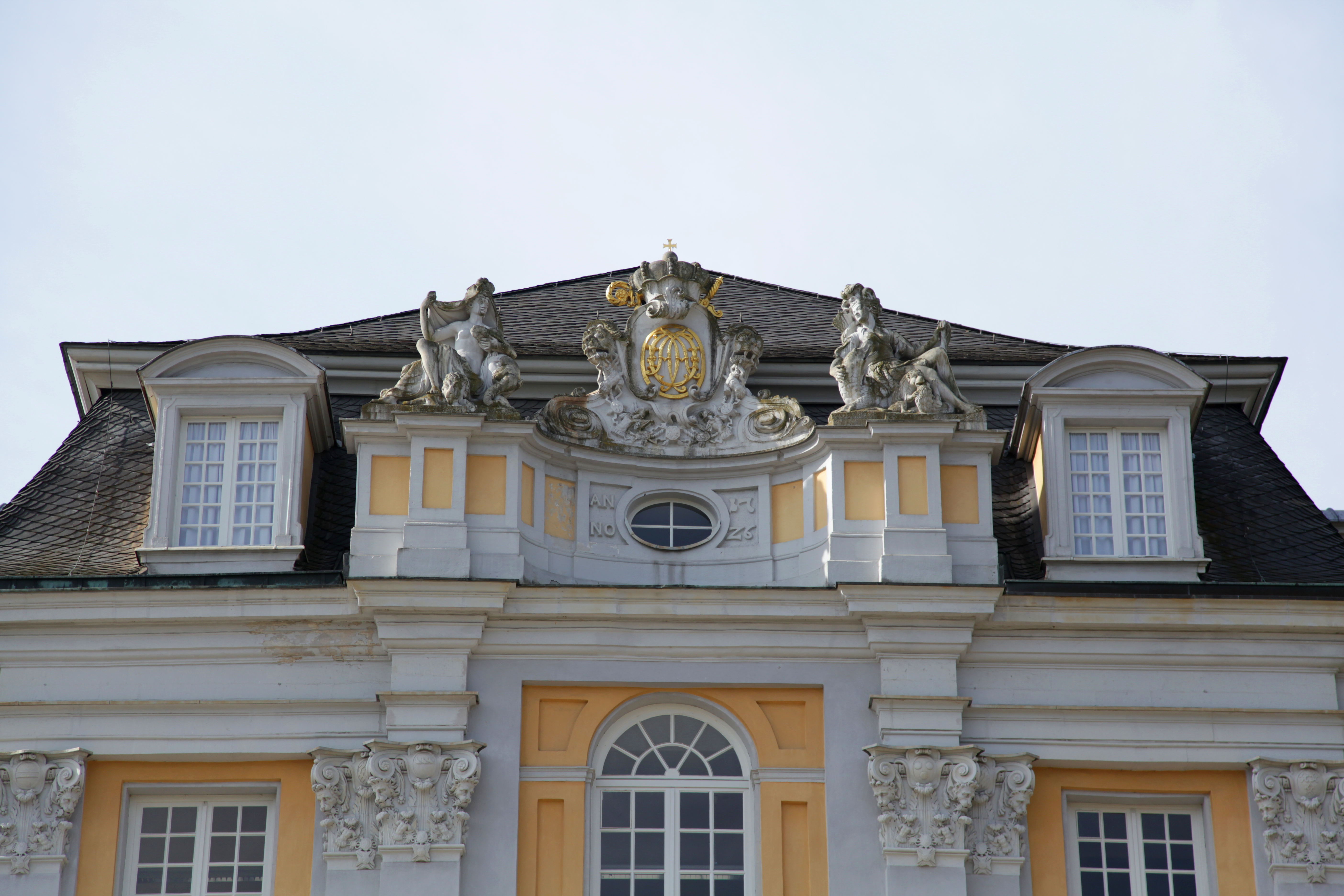
Detail der Dachzone

Die erste große Bewährungsprobe für Schlaun war der Bau von Schloss Augustusburg in Brühl im Auftrag des Kurfürsten Clemens August, nachdem bereits Guillaume d’Hauberat Pläne für eine geschlossene Vierflügelanlage vorgelegt hatte. Die Empfehlung zur Einstellung Schlauns, der zugleich zum kurkölnischen Oberbaumeister ernannt wurde, stammte dabei offensichtlich vom Minister Plettenberg. Unter Verwendung der Fundamente und eines Turmes des Vorgängerbaus der alten Landesburg plante Schlaun ab 1725 eine Dreiflügelanlage mit Mansardwalmdach, die einen Ehrenhof umschließt. Die Stirnseiten der beiden Flügel mit ihrer nach dem Wiener Vorbild von Johann Bernhard Fischer von Erlach entworfenen Kolossalordnung gehören zu den bedeutendsten Werken des deutschen Barock. An den Gebäudekanten der Flügelbauten finden sich erstmals die für Schlauns Werk charakteristischen, auf römische Vorbilder zurückgehenden Viertelkreisblenden der gerundeten Gebäudekanten, die dem Bauwerk eine größere Plastizität verleihen. Nach Fertigstellung des Außenbaus 1728 erfolgten – nach Abbruch der beiden flankierenden Rundtürme – der Ausbau der Eingangs- und Gartenfassade sowie die Innenausstattung durch den Münchner Hofbaumeister François de Cuvilliés im Stil der Régence und des Frührokoko. Den Einbau des Treppenhauses übernahm 1740 bis 1746 Balthasar Neumann.

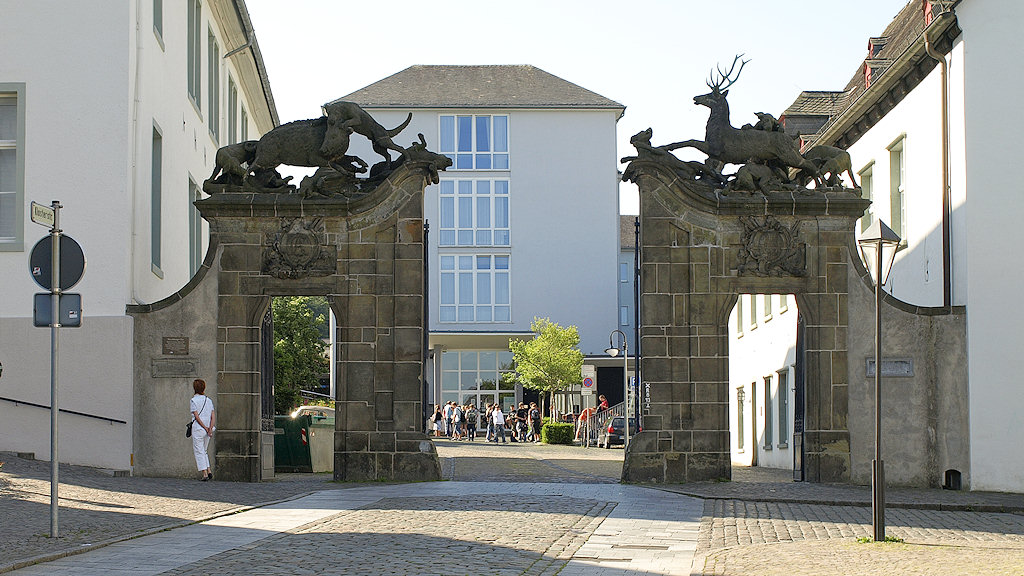
Arnsberg, Hirschberger Tor

Während seiner Tätigkeit in Brühl führte Schlaun auch Wiederherstellungsarbeiten an dem 1723 durch Brand beschädigten (1762 im Siebenjährigen Krieg zerstörten) Jagdschloss des Kurfürsten in Arnsberg durch. Für das Jagdschloss Hirschberg bei Arnsberg ließ Clemens August 1753 durch Schlaun das später nach Arnsberg versetzte Hirschberger Tor errichten. Die beiden bekrönenden Skulpturengruppen der Parforcejagd und der Sauhatz schuf der kurkölnische Hofbildhauer Johann Christoph Manskirsch. Bei einem weiteren Jagdschlossprojekt von Clemens August, Schloss Liebenburg am Harz, wird zumindest eine Beteiligung Schlauns an der Planung angenommen.

### Kirchenbauten in Münster

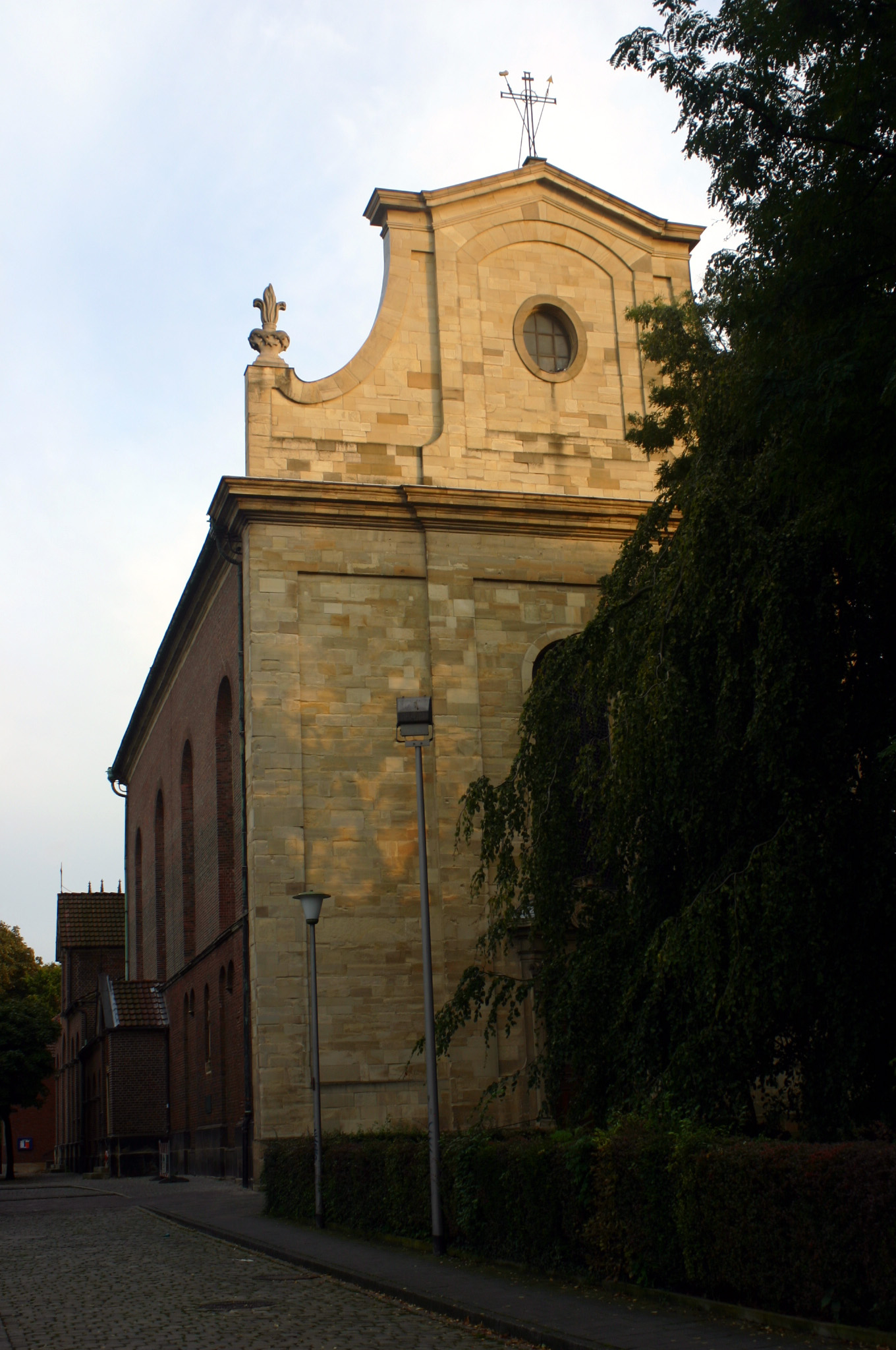
Münster, St. Ägidii
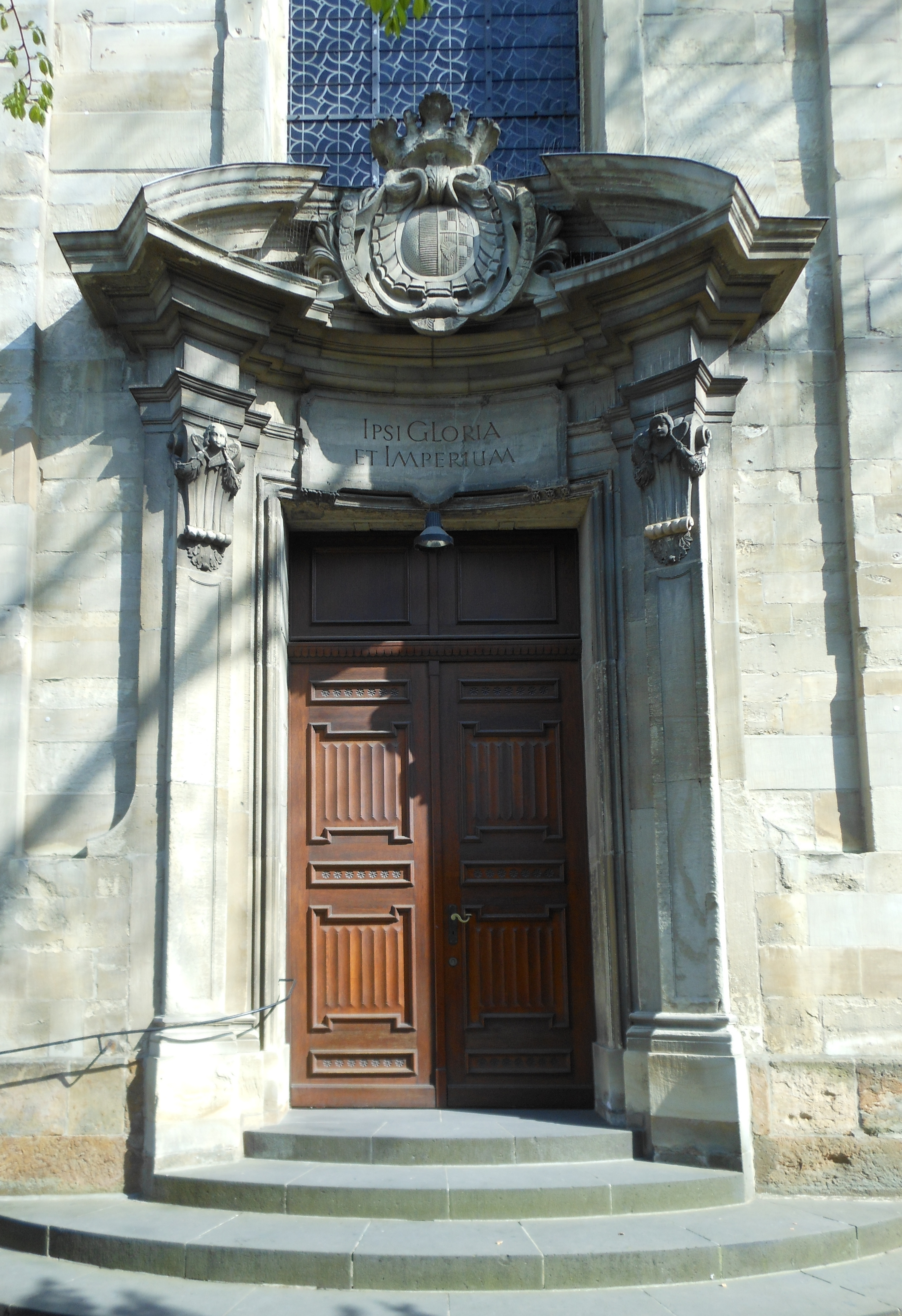
Portal der Ägidiikirche
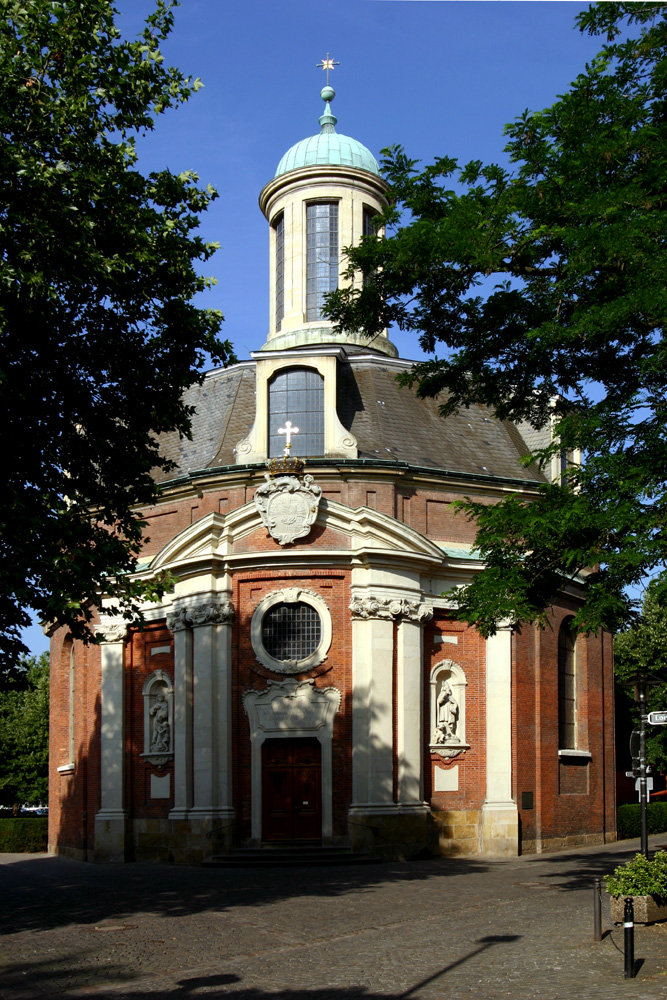
Münster, Clemenskirche
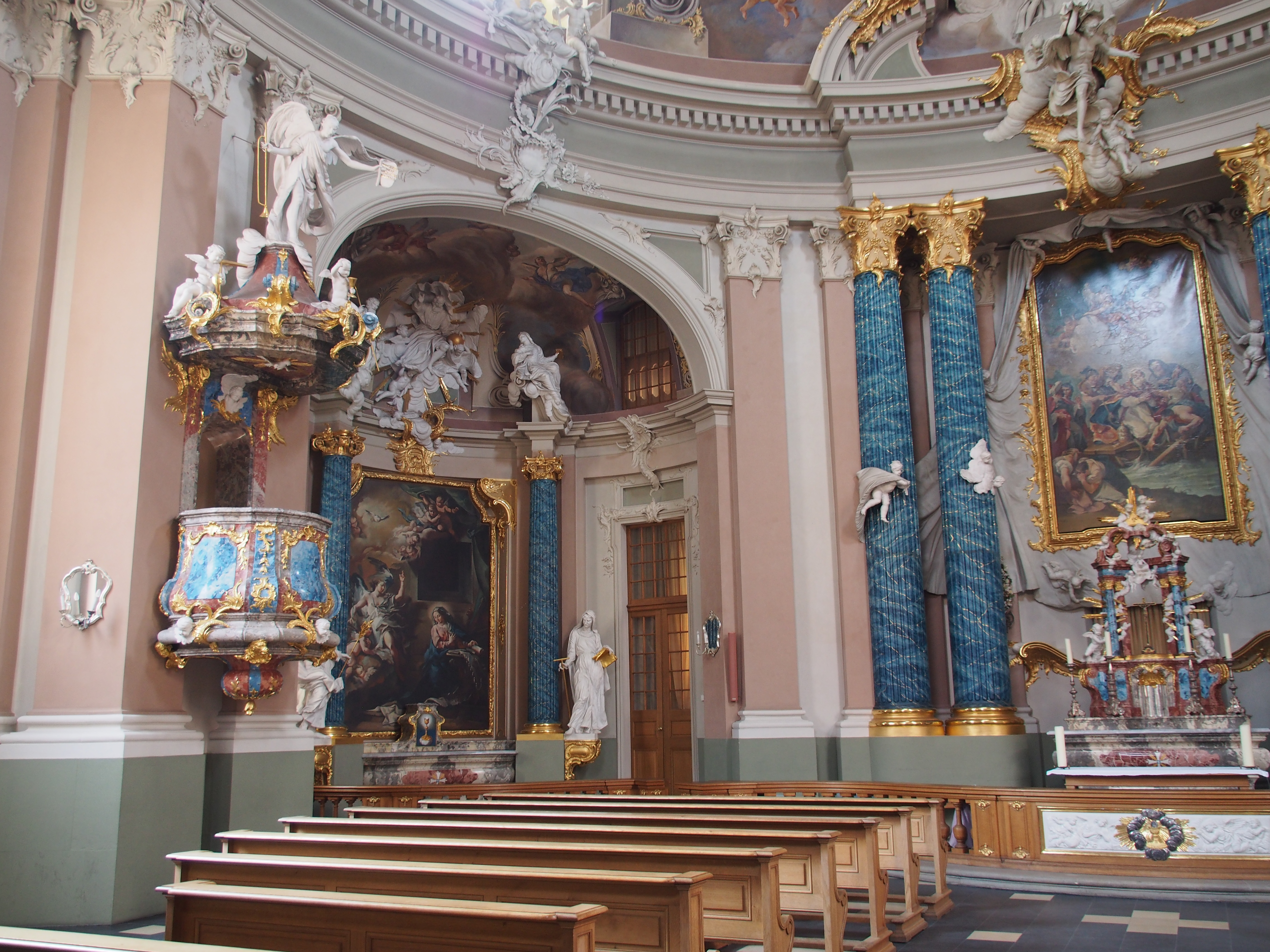
Münster, Clemenskirche, Innenansicht
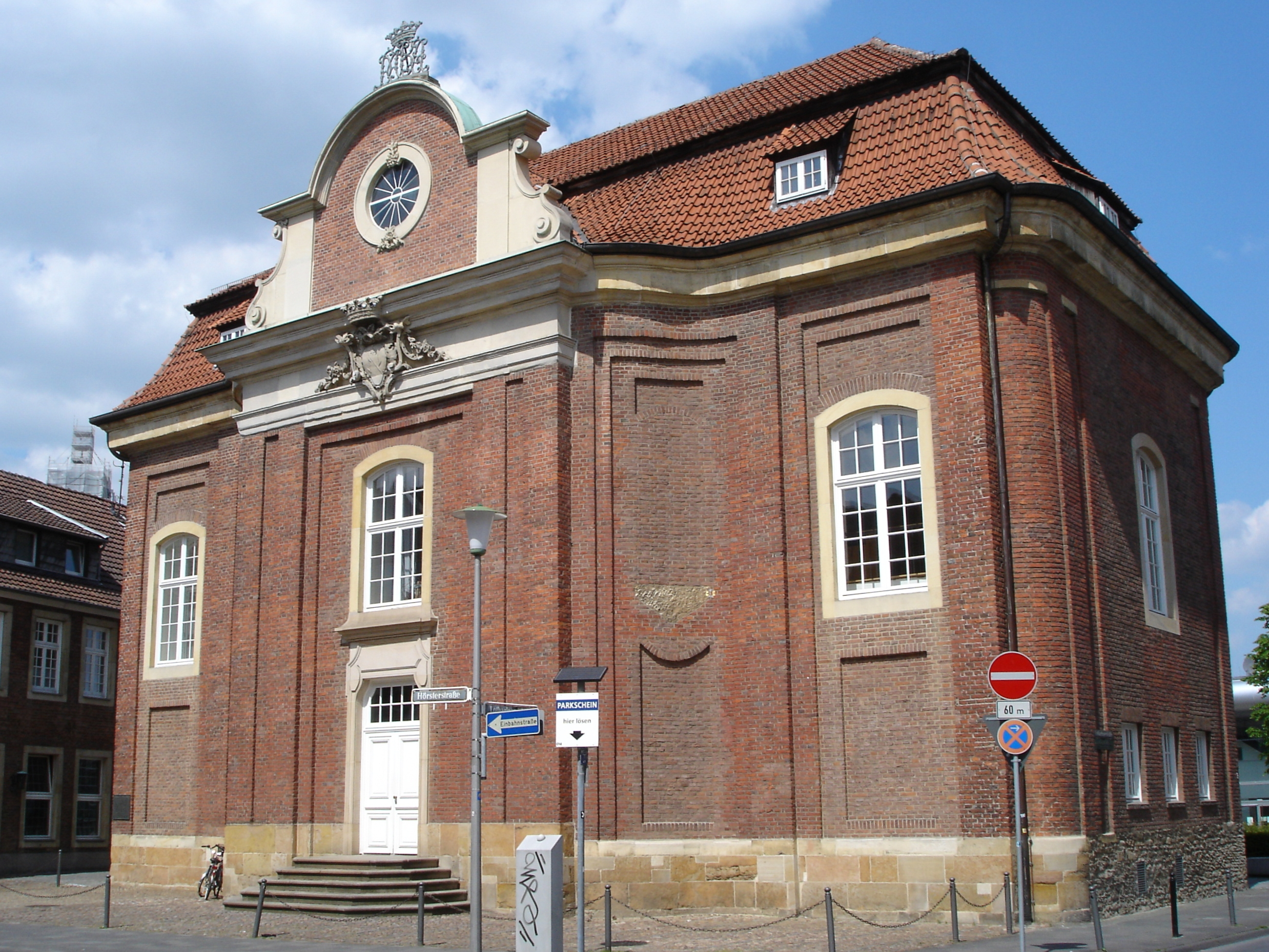
Münster, Kirche der Lotharinger Chorfrauen

Nach seinem Ausscheiden in Brühl verlegte Schlaun seine Tätigkeit nach Münster, wo er 1729 zum Landbauingenieur des Hochstifts ernannt wurde. Schon zuvor hatte er hier 1724 bis 1728 die Aegidienkirche des Kapuzinerordens in Münster, dabei den Bautypus der 1687 bis 1698 von Anton Hülse als Wandpfeilerkirche errichteten Observantenkirche aufgreifend. Den strengen Ordensvorschriften entsprechend war auch dieser Kirchenbau mit einer stark vereinfachten Fassade ausgestattet, wobei er die Schichtung seiner Brakeler Fassade zu dem Rahmensystem einer ordre absent, einer nur schemenhaften Andeutung der klassischen Säulenordnung, abstrahierte. Eine reichere Ausformulierung erfuhr lediglich der konkav geschwungene Portalrahmen. Auch der 1744 von Clemens August gestiftete Kirchenbau von Wahn im Hümmling, 1942 für die Anlage eines Schießplatzes abgebrochen, folgte, vollständig in Backstein errichtet, dem Gestaltungsprinzip.
Schlauns kirchlicher Hauptbau wurde 1745 bis 1753 die Clemenskirche in Münster, für die er zuvor bereits zwei Planungen – in beiden Fällen als Querovalkirche – für jeweils andere Standorte ausgearbeitet hatte. Schon bei diesen vorausgegangenen Planungen eines überkuppelten Zentralraums hatte Schlaun römische Vorbilder, namentlich der Kirche Sant’Andrea al Quirinale von Gianlorenzo Bernini, verarbeitet, die auch jetzt beim Ausführungsentwurf wirksam wurden. In städtebaulich markanter Lage an der Spitze zweier winklig aufeinander treffender Straßen gelegen, schiebt sich der Kirchenbau durch sein Volumen in den Straßenraum vor, um hier mit einer kurviert angelegten Fassade deutlich auf die römischen Vorbilder bei Francesco Borromini, vor allem seiner Kirche San Carlo alle Quattro Fontane, zurückzugreifen. Als kreisförmig angelegter überkuppelter Raum mit sechs Nischen – im Wechsel halbkreisförmig und flach geführt – zeigt sich unverkennbar der Einfluss von Borrominis Sant’Ivo alla Sapienza, wenngleich sich die formale Ausgestaltung stärker an Berninis klassischer Lösung von Santa Maria Assunta in Ariccia orientiert. Die Stuckarbeiten in der Kirche übernahm er Wessobrunner Stuckateur Jakob Rauch, die Freskierung des Kuppelgewölbes Johann Adam Schöpf, die Altargemälde Carlo Carlone.

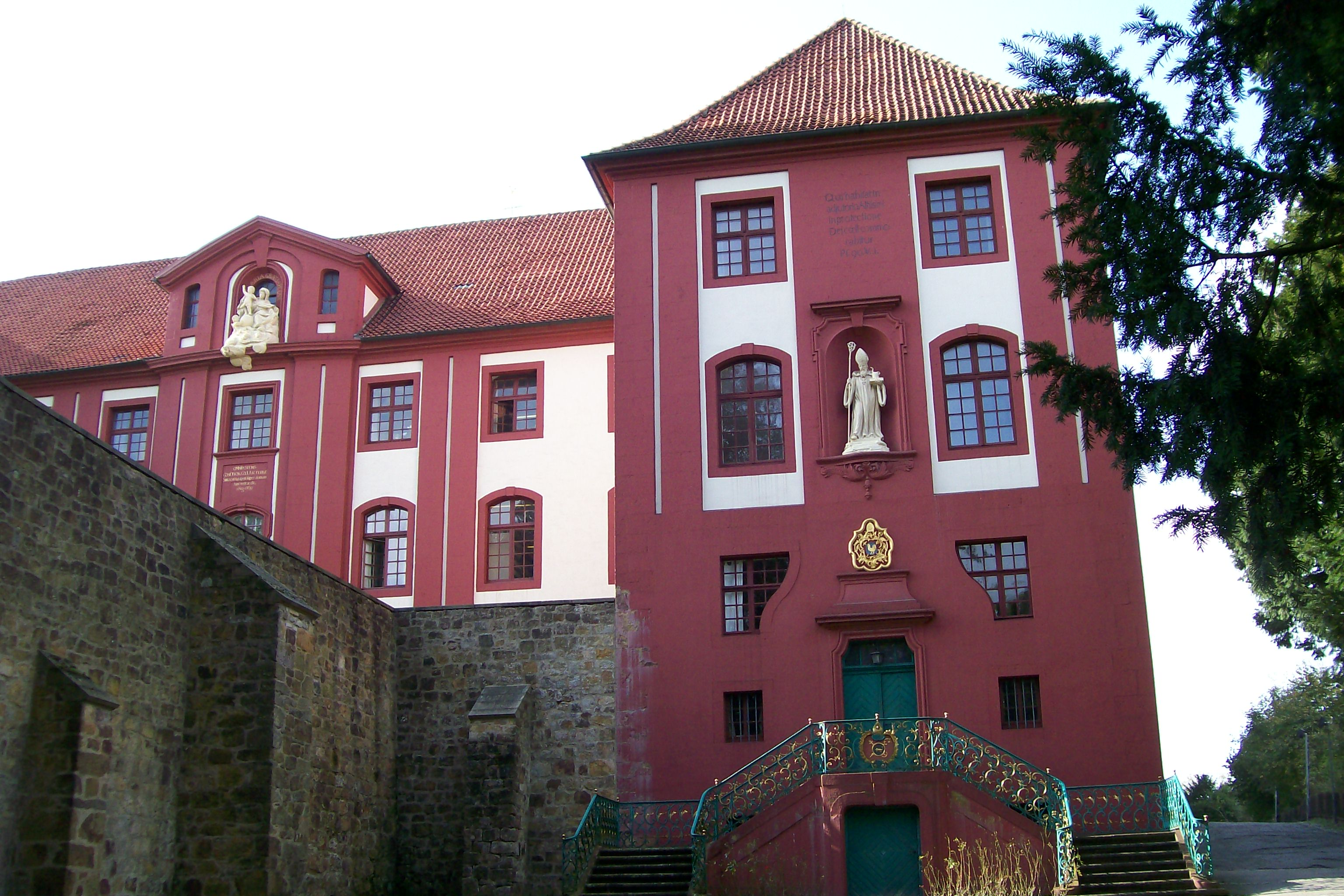
Benediktinerabtei Iburg

Während der Belagerung Münsters 1759 im Siebenjährigen Krieg war auch die 1642 gegründete Lotharinger Chorfrauenkirche zerstört worden. 1764 erhielt Schlaun den Auftrag zum Wiederaufbau von Kirche und Kloster, von denen nach Profanierung nur noch die Kirche in vereinfachtem Außenbau besteht. Ungewöhnlich für den katholischen Sakralbau verwendete Schlaun hier den Bautypus der Quersaalkirche mit vorgezogenem Risalit, bekrönt von einem Volutengiebel. Wieder sind die Flächen des Backsteinsichtmauerwerks mit einer feinen Lisenengliederung artikuliert und die Gebäudekanten durch die charakteristischen Viertelkreisblenden ausgerundet. Ein in der Gestaltung ähnliches, heute nicht mehr bestehendes Kirchengebäude mit angeschlossenen Klostergebäuden hatte Schlaun 1750 für die Niederlassung desselben Ordens, die Welschnonnenkirche, in Bonn errichtet.
Zwischen 1750 und 1755 plante Schlaun den Neubau der im Hochstift Osnabrück gelegenen Benediktinerabtei Iburg in schlichten Formen unter Verwendung der ordre absent.

### Schloss Clemenswerth

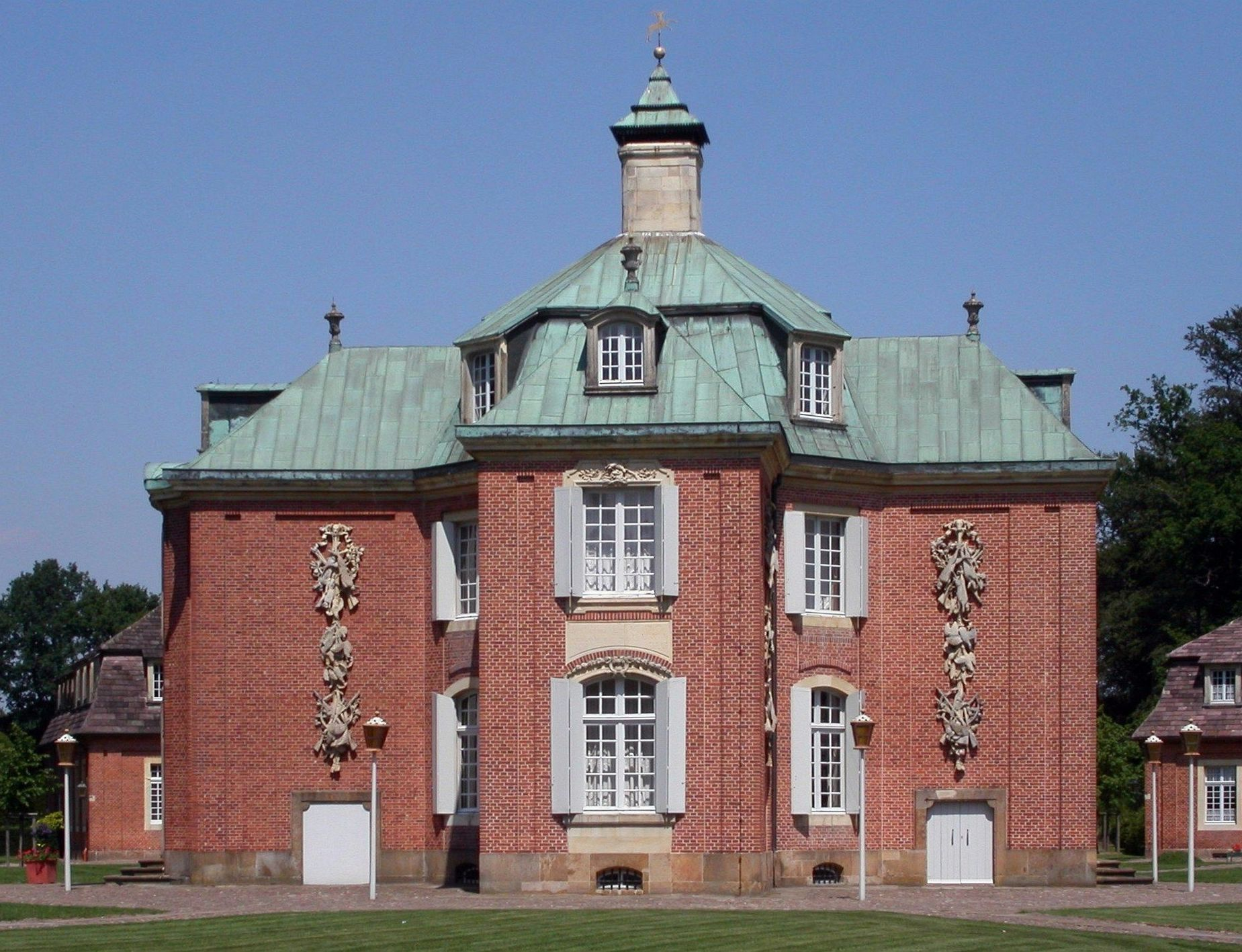
Jagdschloss Clemenswerth
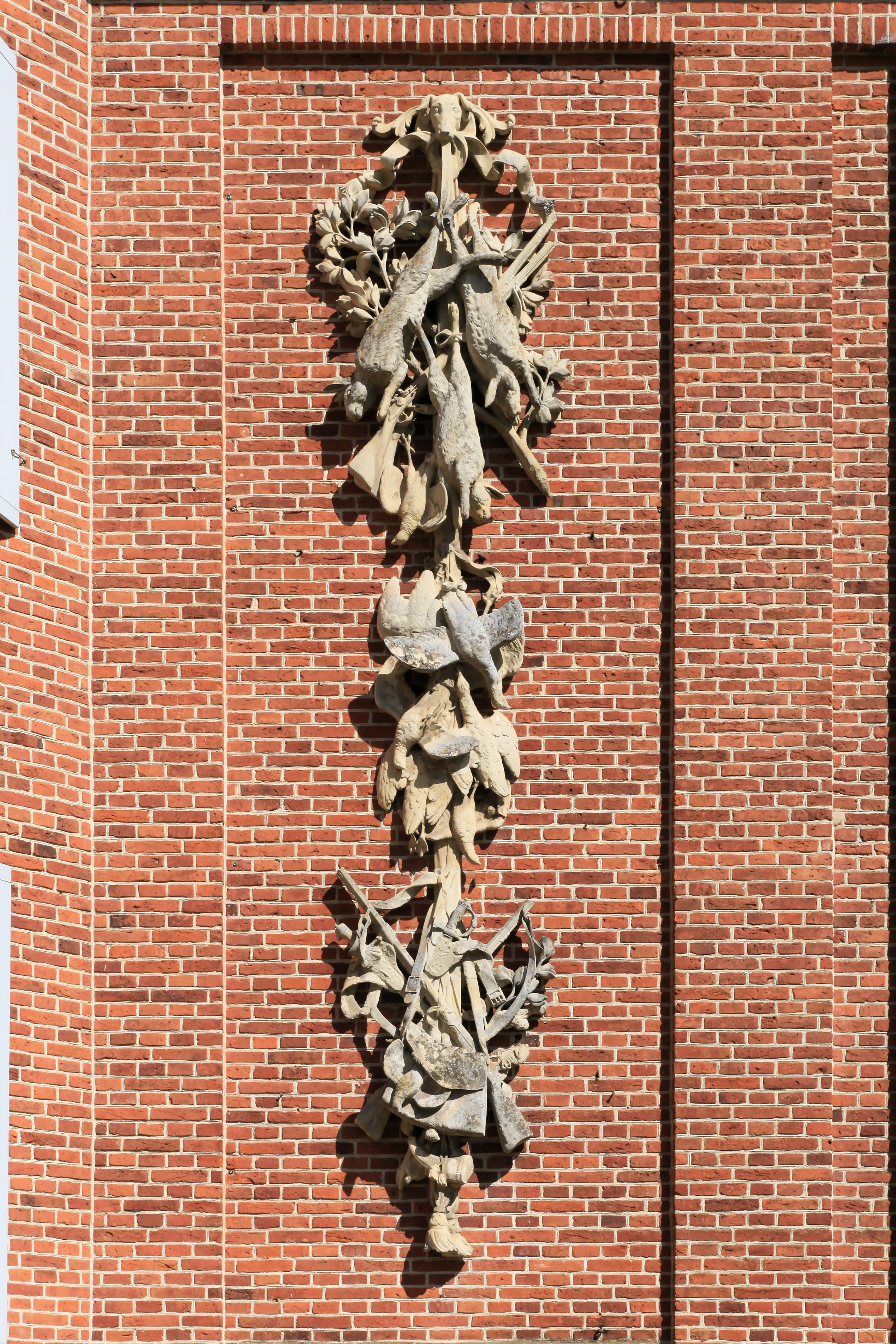
Jagdemblem
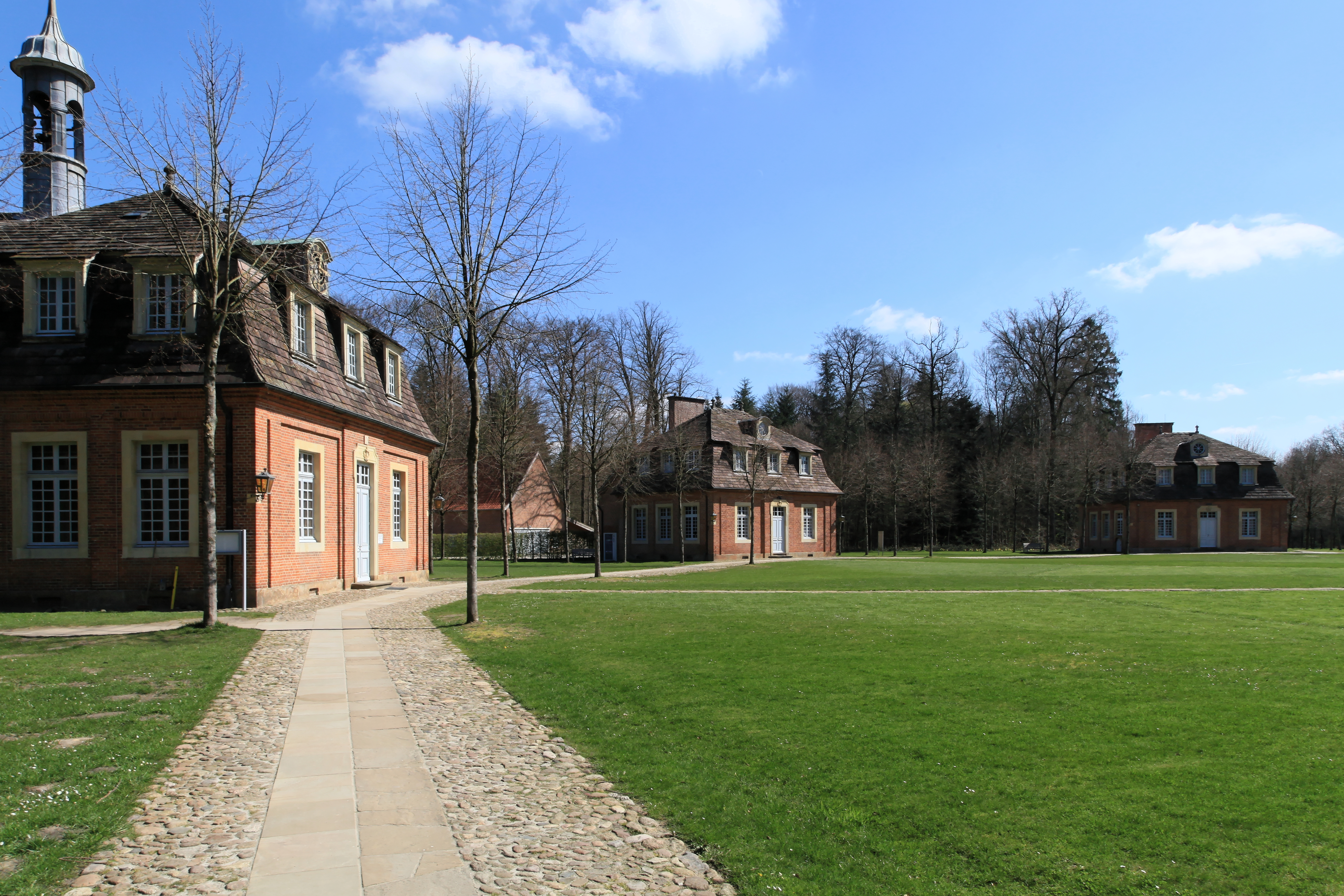
Clemenswerth, Kapuzinerkloster und Pavillonbauten
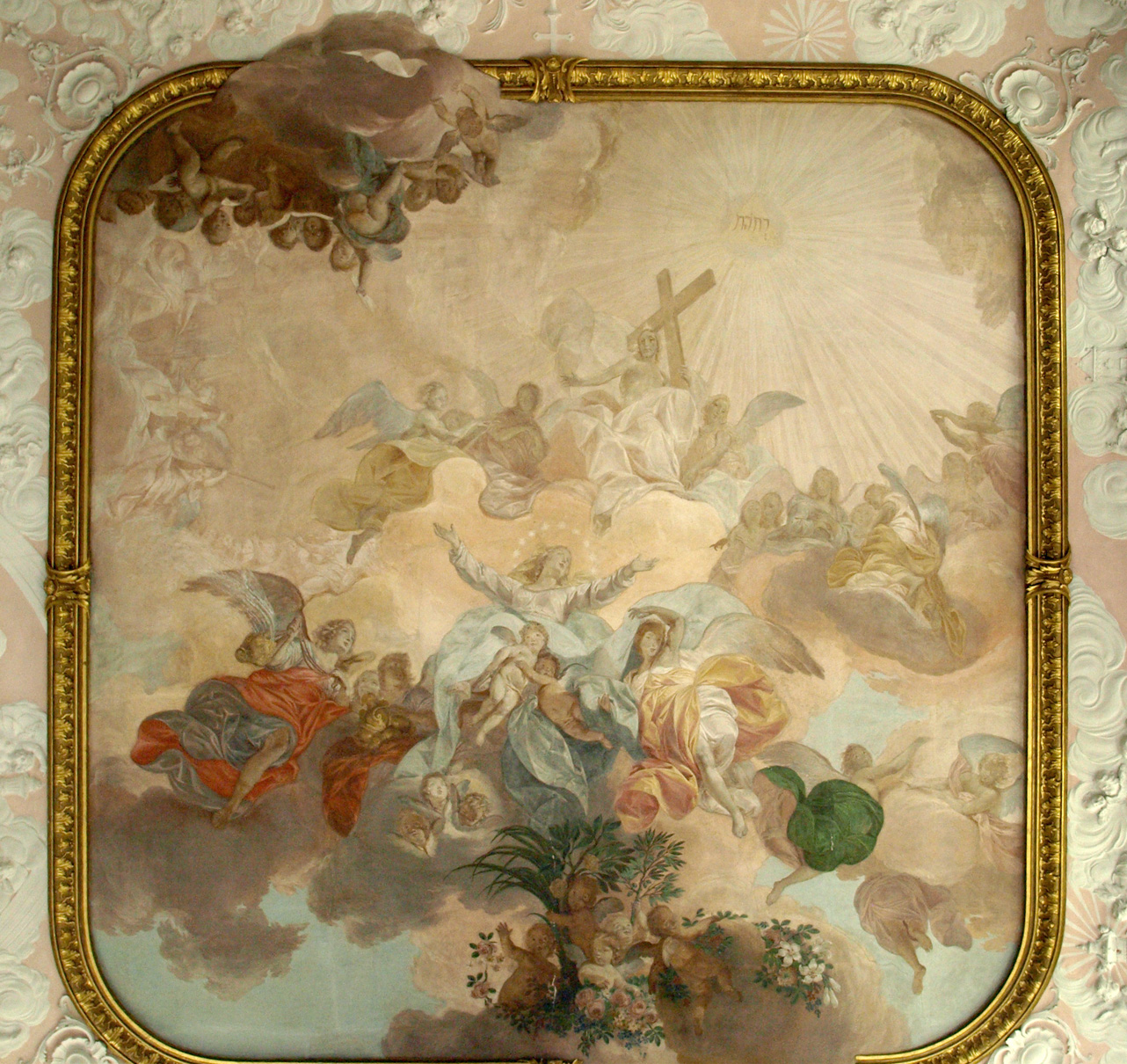
Clemenswerth, Deckenfresko der Kapelle

Von Johann Conrad Schlaun stammen in der Folgezeit mehrere ungewöhnliche Schlossanlagen. Von 1737 bis 1747 errichtete er Schloss Clemenswerth als Jagdschloss für Clemens August in dessen bevorzugtem Jagdgebiet, dem Hümmling.  Die Anlage besteht aus einem kreuzförmig angelegten Zentralbau, umgeben von acht in der Fassade identischen Pavillonbauten, von denen einer als Kapuzinerkloster mit angefügter Kapelle dient; als unmittelbares Vorbild diente die Pagodenburg im Park von Schloss Nymphenburg von François de Cuvilliés, der selbst auch Pläne für Clemenswerth geliefert hatte. Zuvor hatte auch Michael Leveilly eine Planserie für einen rechteckigen Baukörper erstellt, den Schlaun in seinem ersten Entwurfsprojekt formal vereinfachte. Die Bauten dieses Ensembles leben von dem mit feiner Lisenengliederung strukturierten roten Backsteinmauerwerk, dem in den geschlossenen Wandfeldern Gehänge mit Jagdelementen in gelbem Baumberger Sandstein appliziert sind, eine Materialkombination, die Schlaun künftig für seine Münsteraner Bauten bevorzugte.
Sowohl Stiegenhaus und oktogonaler Salon des Hauptbaus wie auch die Kapelle sind reich in Rokokoformen stuckiert, wobei Stiegenhaus und Kapelle jeweils durch ein Deckenfresko, darstellend den Triumph der Diana bzw. der Himmelfahrt Mariens ausgestattet ist. Dem Ensemble vorgelagert ist eine Marstallanlage in Form des Buchstabens C, die ursprünglich spiegelbildlich verdoppelt werden sollte. Eingebunden war die Anlage in einen achtteiligen Jagdstern aus das Waldgebiet durchschneidenden Sichtachsen.

### Adelshöfe in Münster

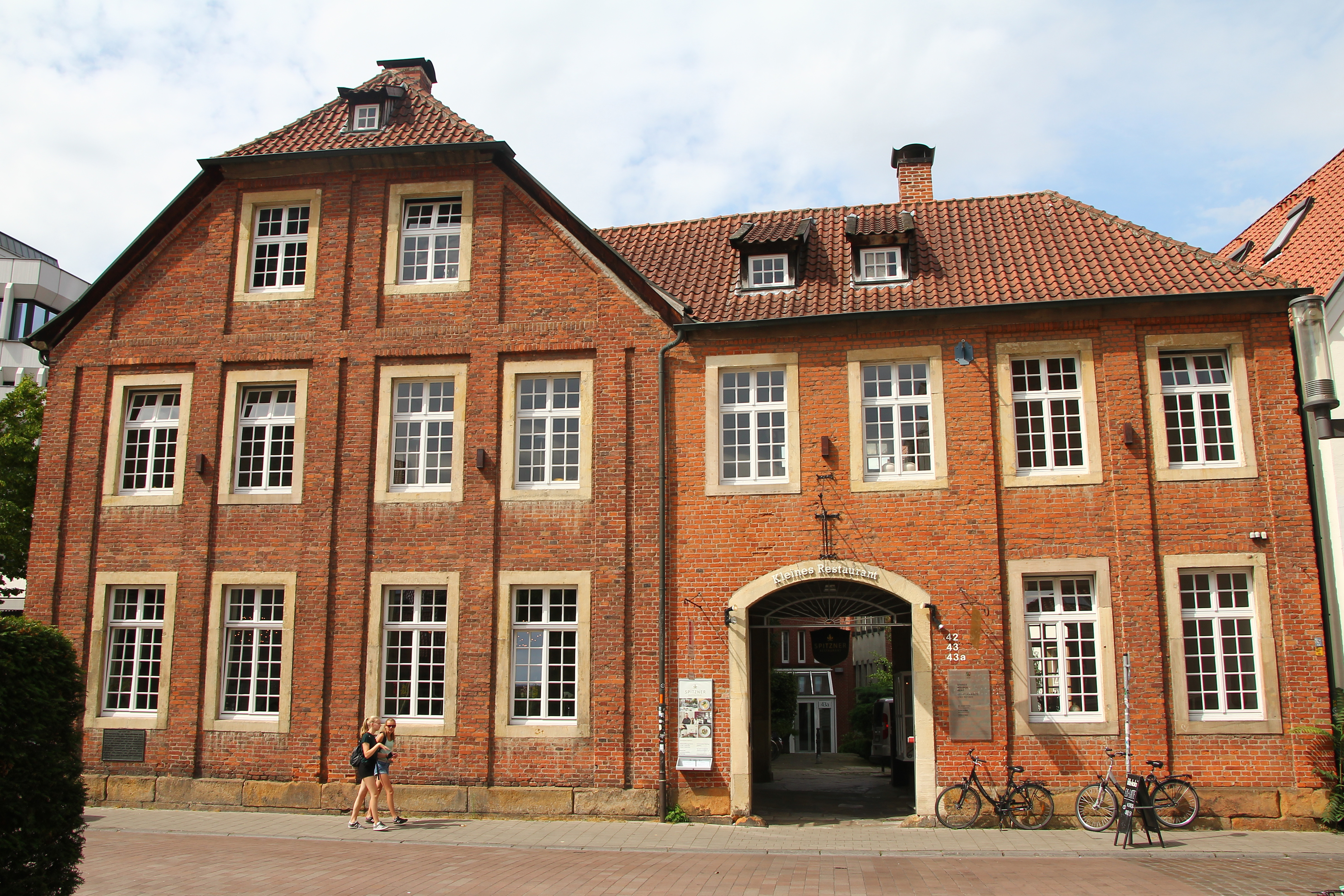
Münster, Oerscher Hof
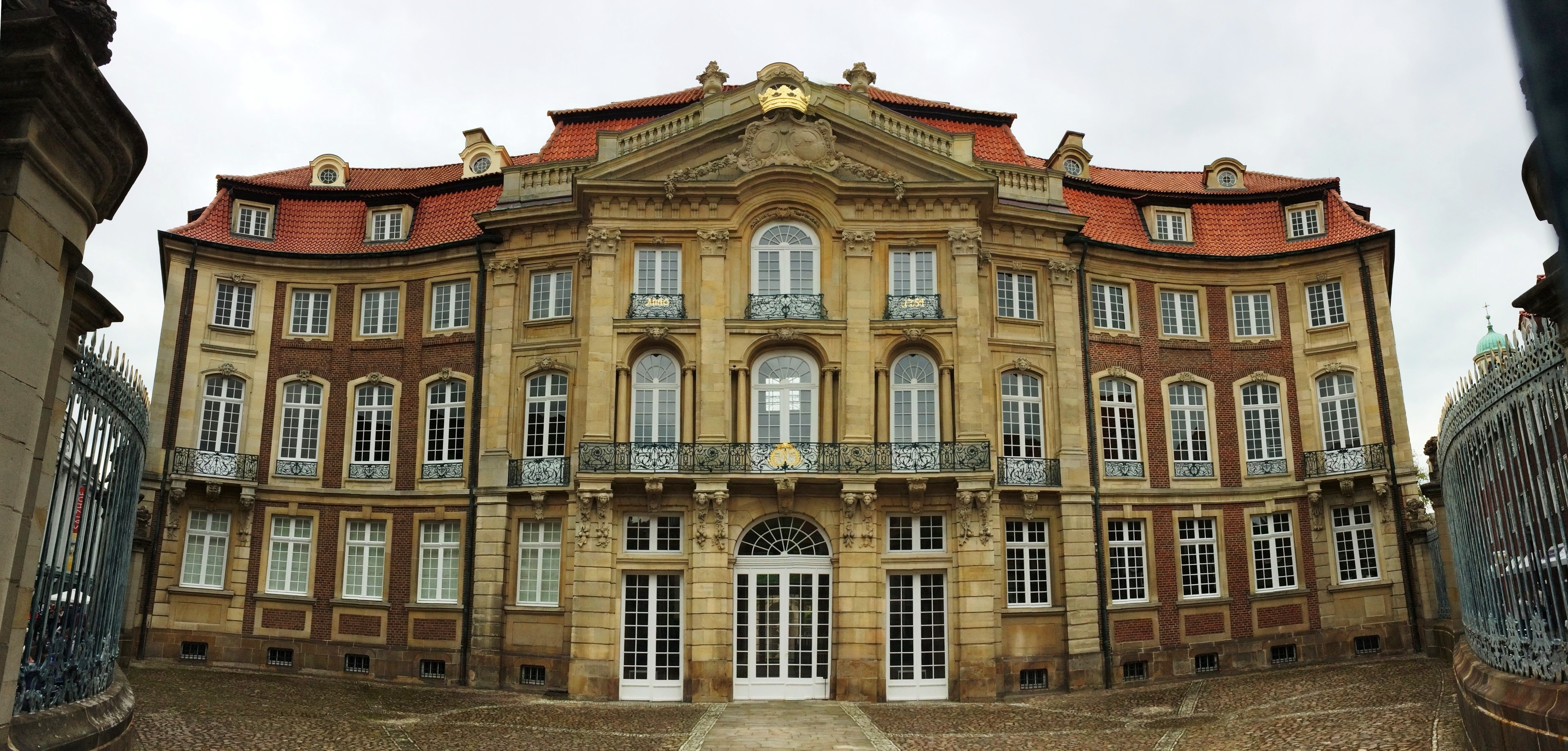
Münster, Erbdrostenhof
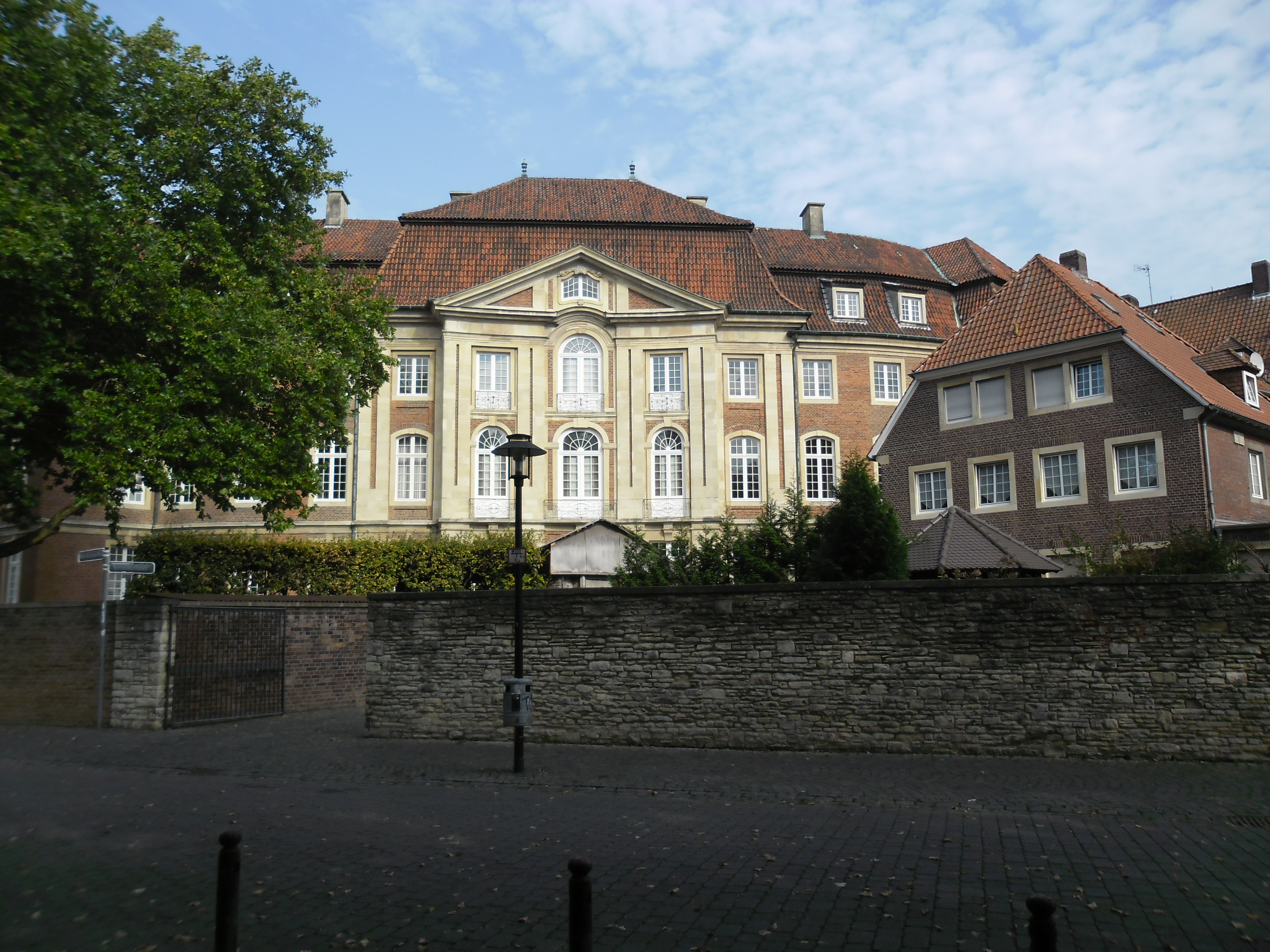
Münster, Erbdrostenhof, rückwärtige Ansicht

Das barocke Münster war von zahlreichen Adelshöfen sowie den Kurien der Domherren geprägt gewesen, von denen viele nach ihrer Zerstörung im Zweiten Weltkrieg nicht oder nur vereinfacht wiederaufgebaut worden sind. Beim Umbau des von Gottfried Laurenz Pictorius errichteten (1945 zerstörten) Schmiesinger Hofs 1736 fügte Schlaun ein übergiebeltes Fassadenelement in zurückhaltender Formensprache zu, wie er es ähnlich auch beim landesherrlichen Schloss Ahaus verwendete. Beim Erweiterungsbau des (gleichfalls zerstörten) Velener Hofs setzte er in „dessen Mitte durch das in die Dachzone reichende große Rundbogenfenster mit seiner festlichen Bekrönung einen beherrschenden Akzent.“ Als einziger unter den Münsteraner Bauten Schlauns hat der um 1750 entstandene Oersche Hof unbeschädigt überstanden.
Ein Kleinod unter den barocken Adelshöfen Münsters stellt der 1753 bis 1757 für den münsterschen Erbdrosten Adolf Heidenreich Freiherr Droste zu Vischering erbaute Erbdrostenhof dar.  In wiederum städtebaulich markanter Weise wurde das Palais diagonal auf ein Eckgrundstück gesetzt und mit einer konkav geschwungenen Fassade im Sinne des römischen Barock ausgestattet. Den Mittelteil bildet ein Fassadenelement, in dem „die Formelemente des Brühler Schlosses … nach streng geometrischen Gesetzen zu dramatischer Steigerung gebracht“ sind. Auf der Rückfassade ist der entsprechende Abschnitt wieder im Sinne der ordre absent abstrahiert. Im Innern nahm dieser Mittelbau über dem Vestibül und zu erreichen über ein repräsentatives Treppenhaus, den über zwei Geschosse reichenden Festsaal auf. Der vollständig ausgemalte Raum wurde nach Kriegszerstörung rekonstruiert.

### Landhausbauten

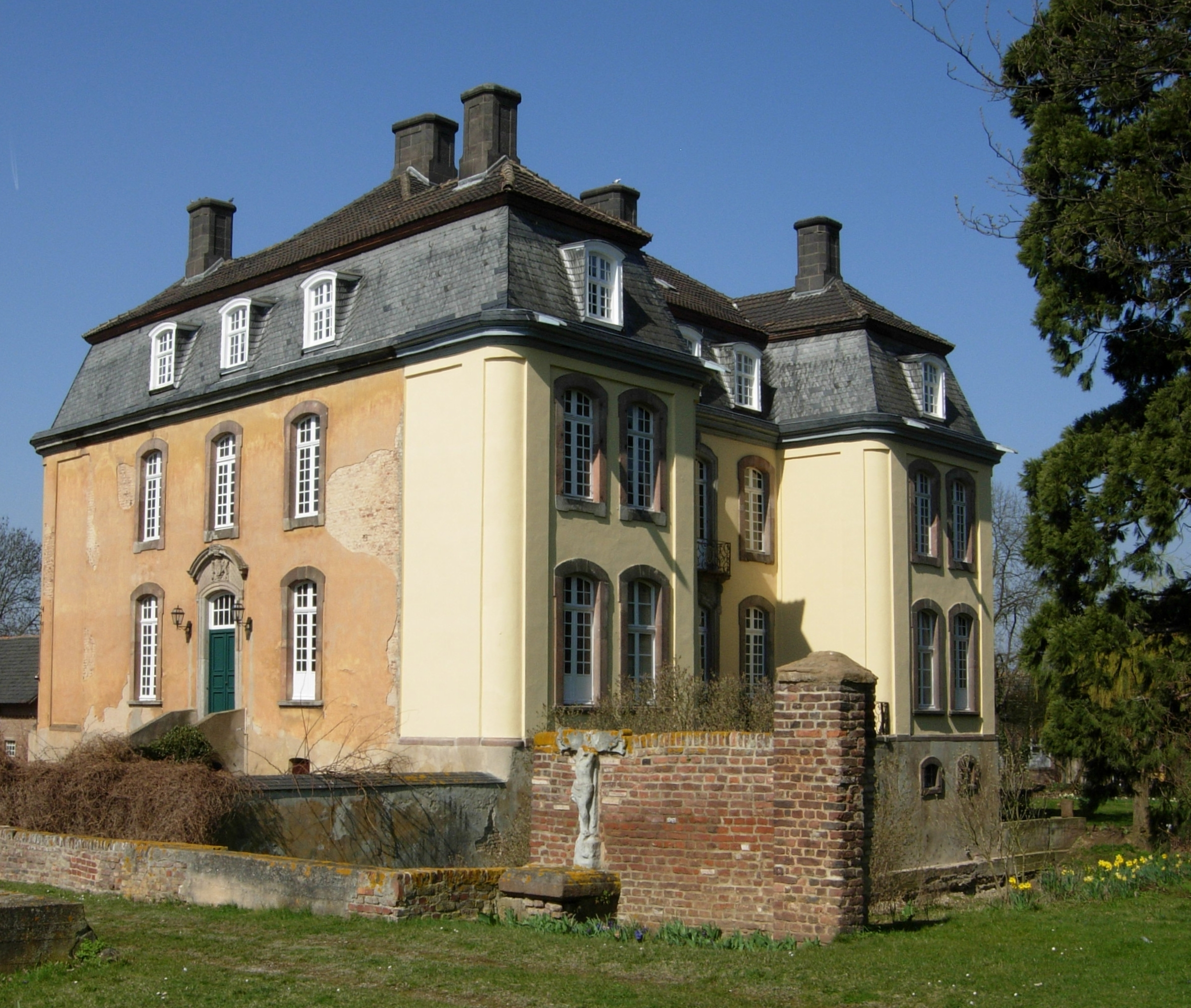
Kleinbüllesheim
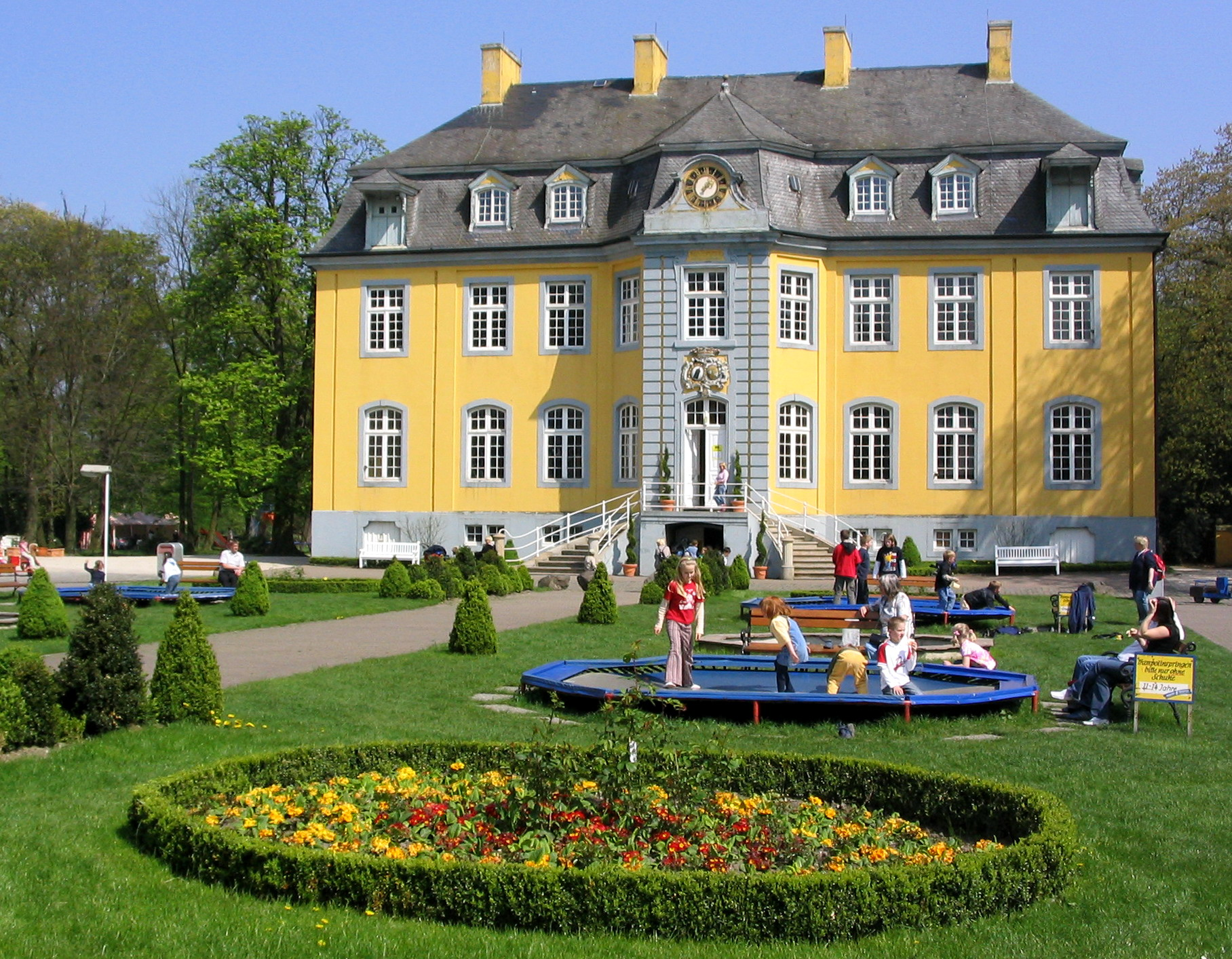
Schloss Beck
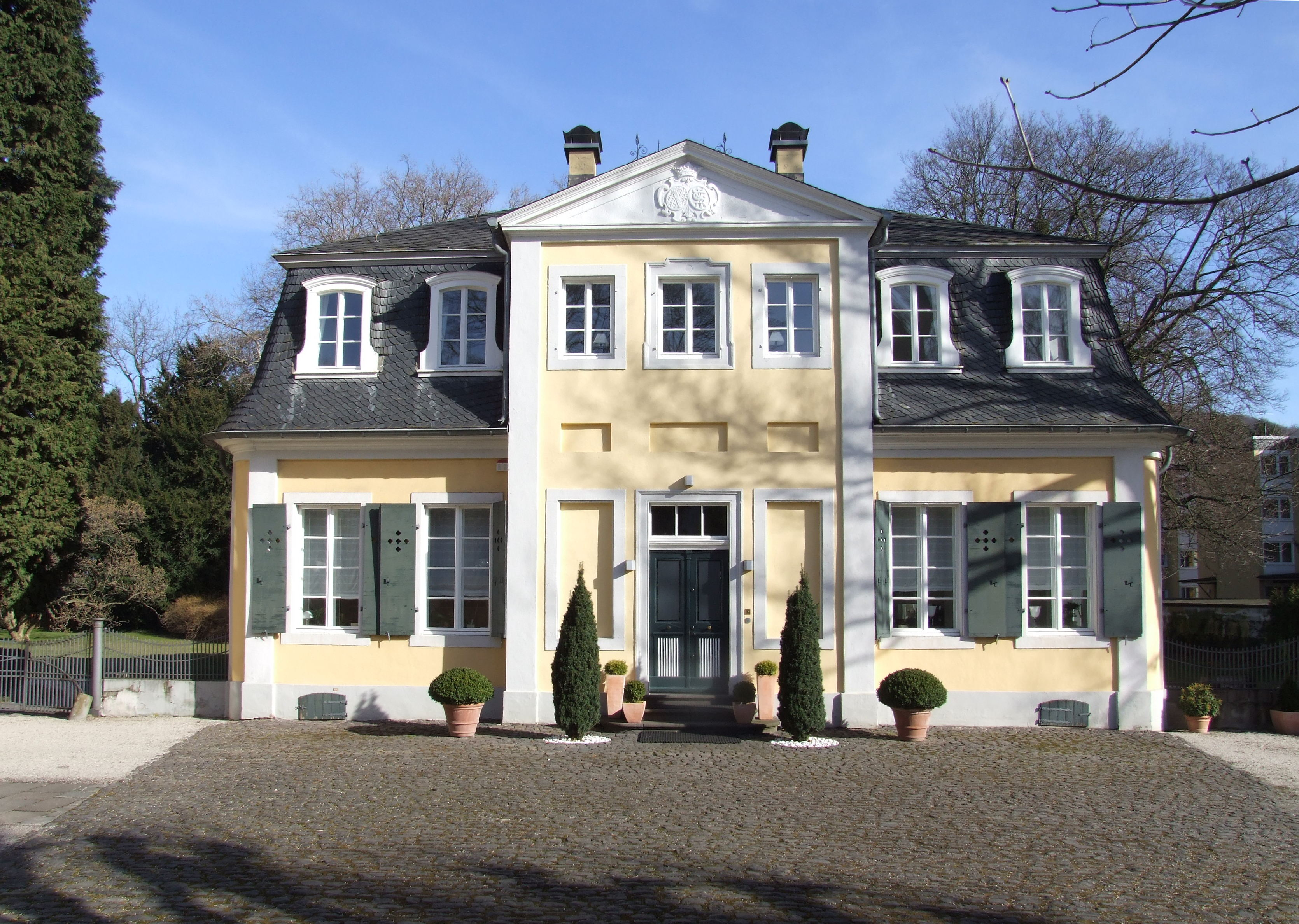
Lippesches Landhaus in Oberkassel (um 1755)
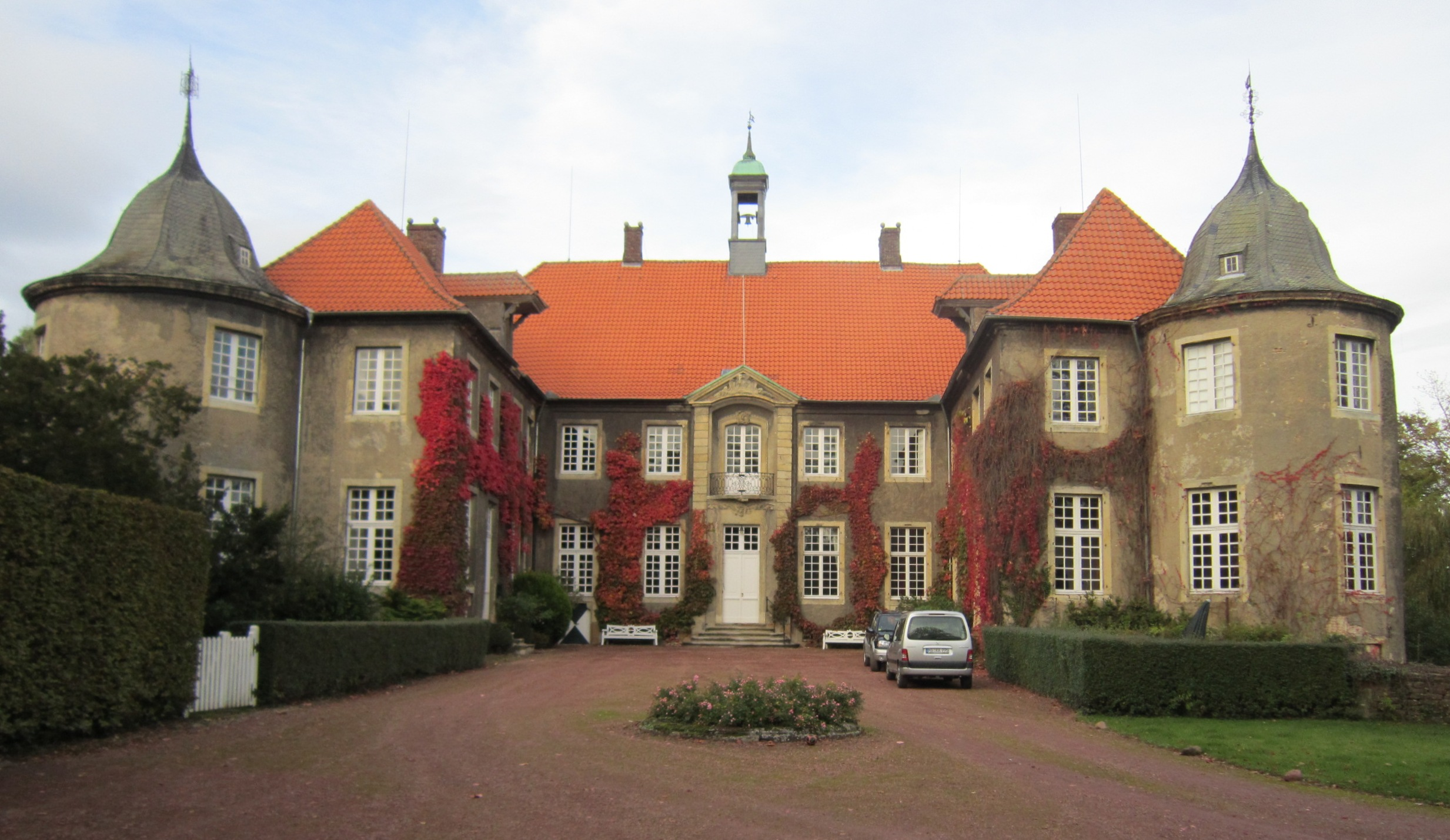
Haus Itlingen

Neben Hochadel und Kirche waren es die landsässigen Adligen, die Schlaun für den Neubau, den Umbau oder die Ausstattung ihrer Landhäuser hinzuzogen. Im Anschluss an die Arbeiten an Schloss Augustusburg erbaute er 1729–1731 kurkölnischen Hofadel Landhäuser, so für den Kammerherrn Lothar Friedrich Adam Freiherr von Bourscheidt, anstelle der Großen Burg in Kleinbüllesheim ein Herrenhaus über H-förmigem Grundriss sowie gleichzeitig für den Erbjägermeister Ferdinand Joseph Freiherr von Weichs das Schloss Rösberg, bei dessen Gestaltung Schlaun den Bautyp des Maison de Plaisance zur Anwendung brachte. Demselben Bautypus folgt Schloss Beck in Kirchhellen, erbaut 1766 bis 1771 für Friedrich Florenz Raban von der Wenge, das, wie die meisten der Landhäuser Schlauns, in Baukubatur und Grundrissanordnung – etwa der wirtschaftlichen Nutzung des Kellergeschosses – eine Synthese mit dem Bautypus des Herrenhauses einging. Lediglich Haus Schücking in Sassenberg, das sich der erzbischöfliche Kanzler Engelbert Schücking 1754 errichten ließ und das Schlaun selbst als Tusculanum bezeichnete sowie das zwischen 1750 und 1760 für Johann Gerhard von Meinertzhagen erbaute spätere Fürstlich Lippesche Landhaus in Oberkassel entsprechen als eingeschossige Bauten dem Bautypus des barocken Lusthauses. Für den münsterschen Vizekanzler Friedrich Christian von und zur Mühlen, der 1749 Haus Alvinghof bei Bösensell erworben hatte, errichtete Schlaun ein Landhaus, dessen ursprüngliche Planung in reduzierter Form als ein walmdachgedeckter einfacher Baukörper verwirklicht wurde. Für denselben Bauherrn hatte Schlaun zuvor den Umbau von Haus Ruhr vorgenommen. In einigen Fällen, wie bei Haus Itlingen, beschränkten sich die Arbeiten auf die Modernisierung einer bestehenden Schlossanlage durch Einbau einer Portalanlage und die Neuordnung der Raumfolgen. Daneben entstanden auf Landhäusern nach Schlauns Entwürfen die im Barock beliebten Orangerien, so in Nordkirchen, beim Wasserschloss Tatenhausen, Schloss Eggermühlen und Schloss Velen.

### Schlauns Stadt- und Landhaus

Stadthaus Schlaun
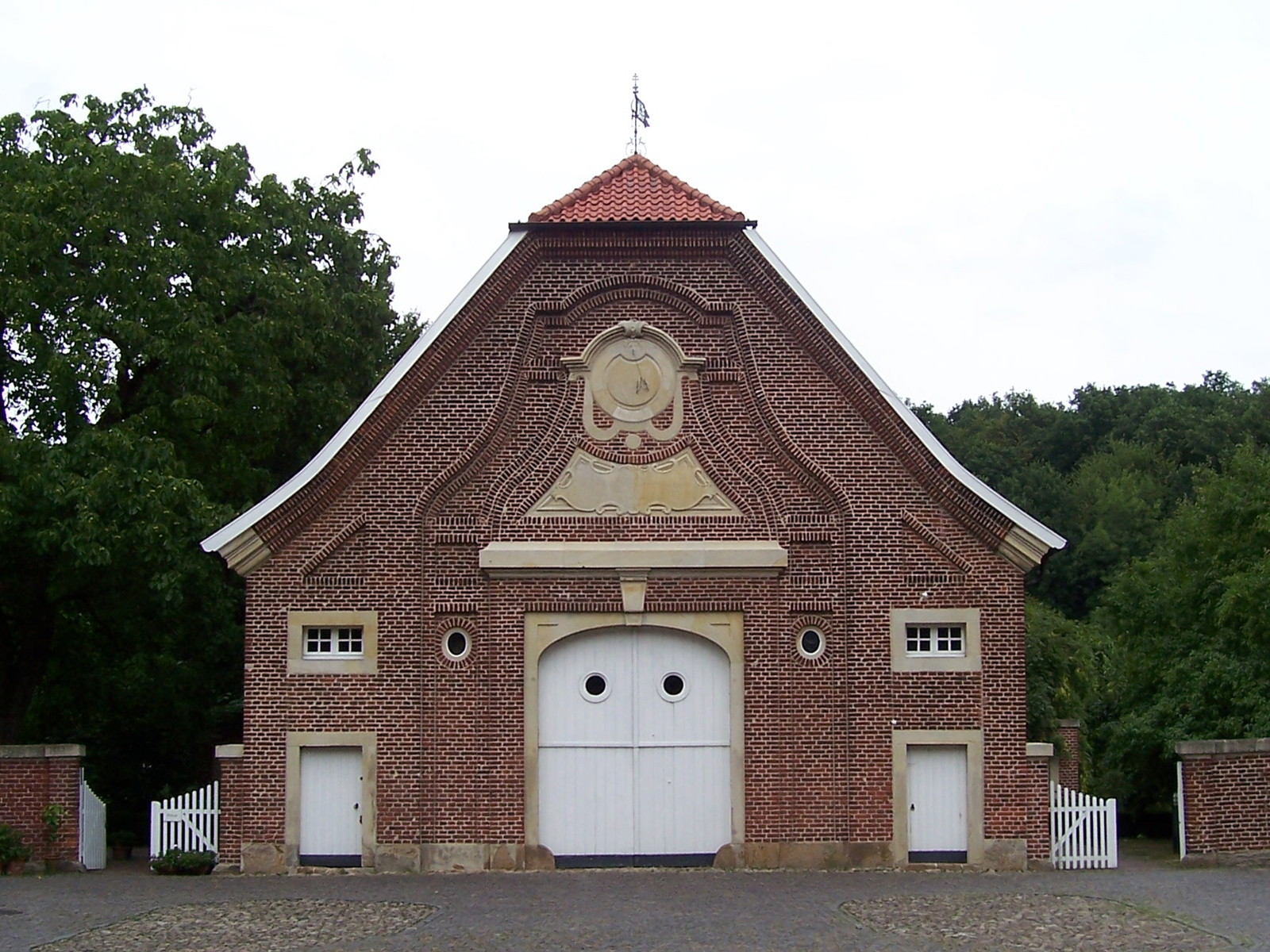
Haus Rüschhaus, Hoffassade
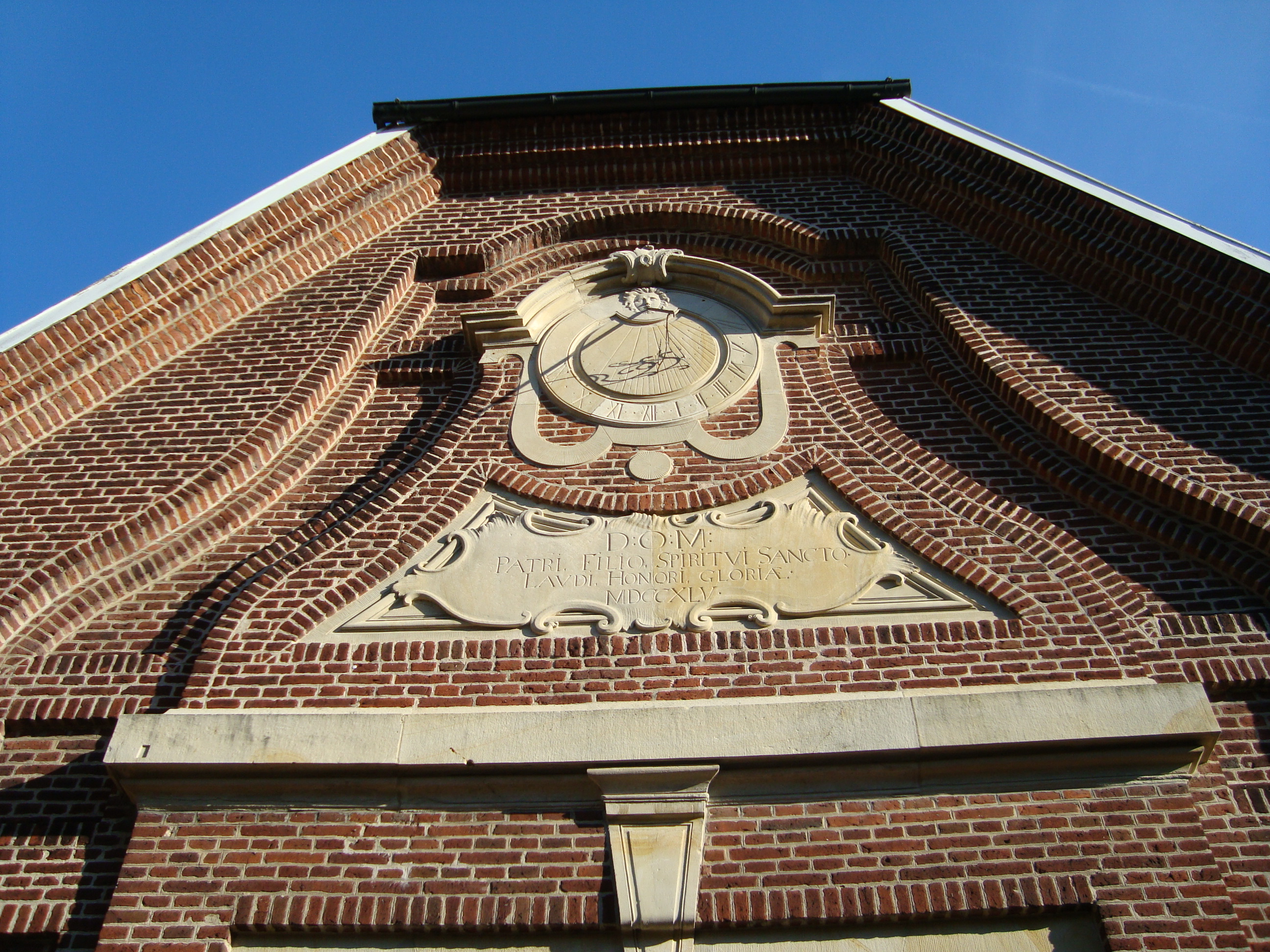
Haus Rüschhaus, Inschrift
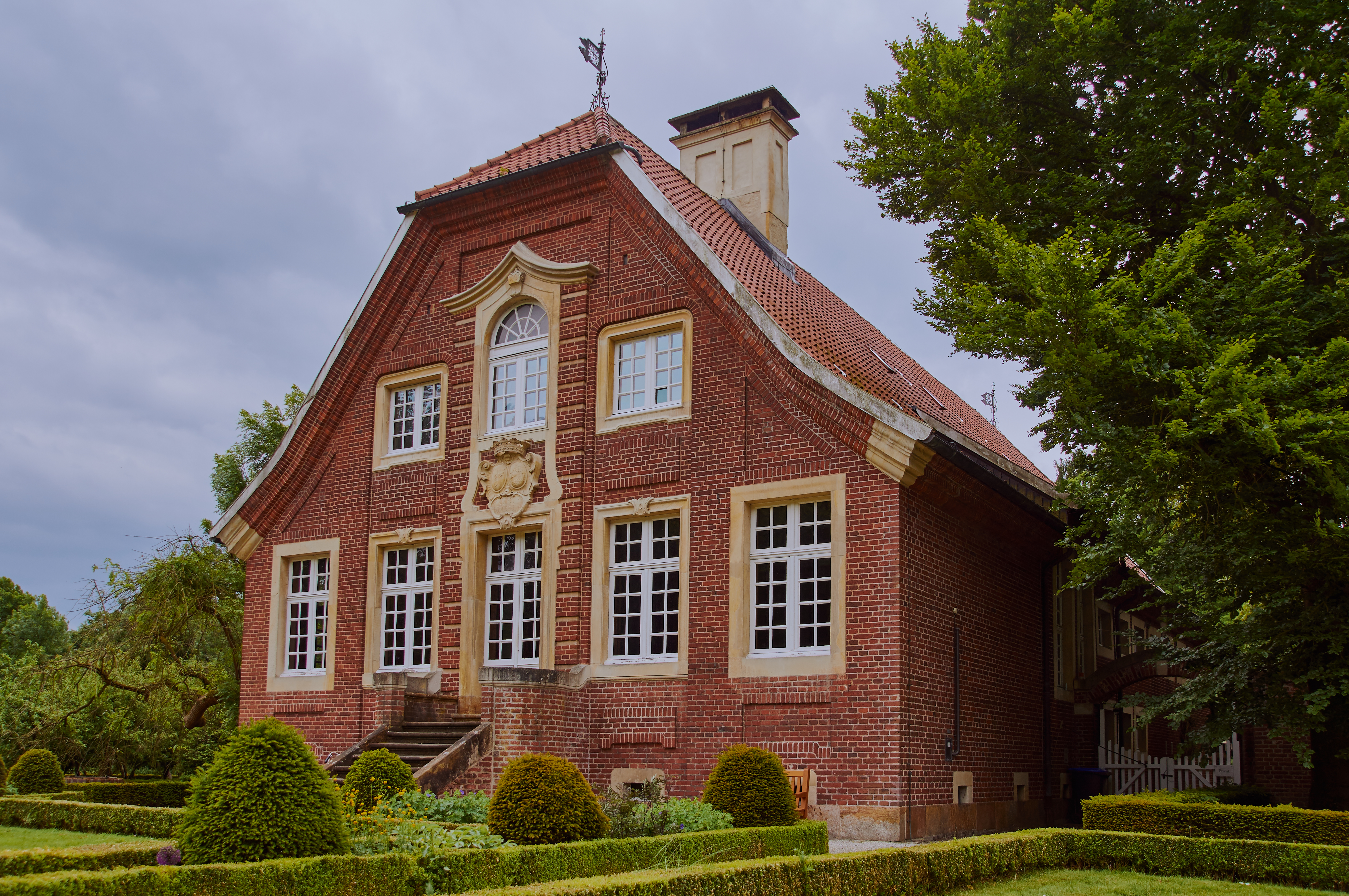
Haus Rüschhaus, Gartenfassade
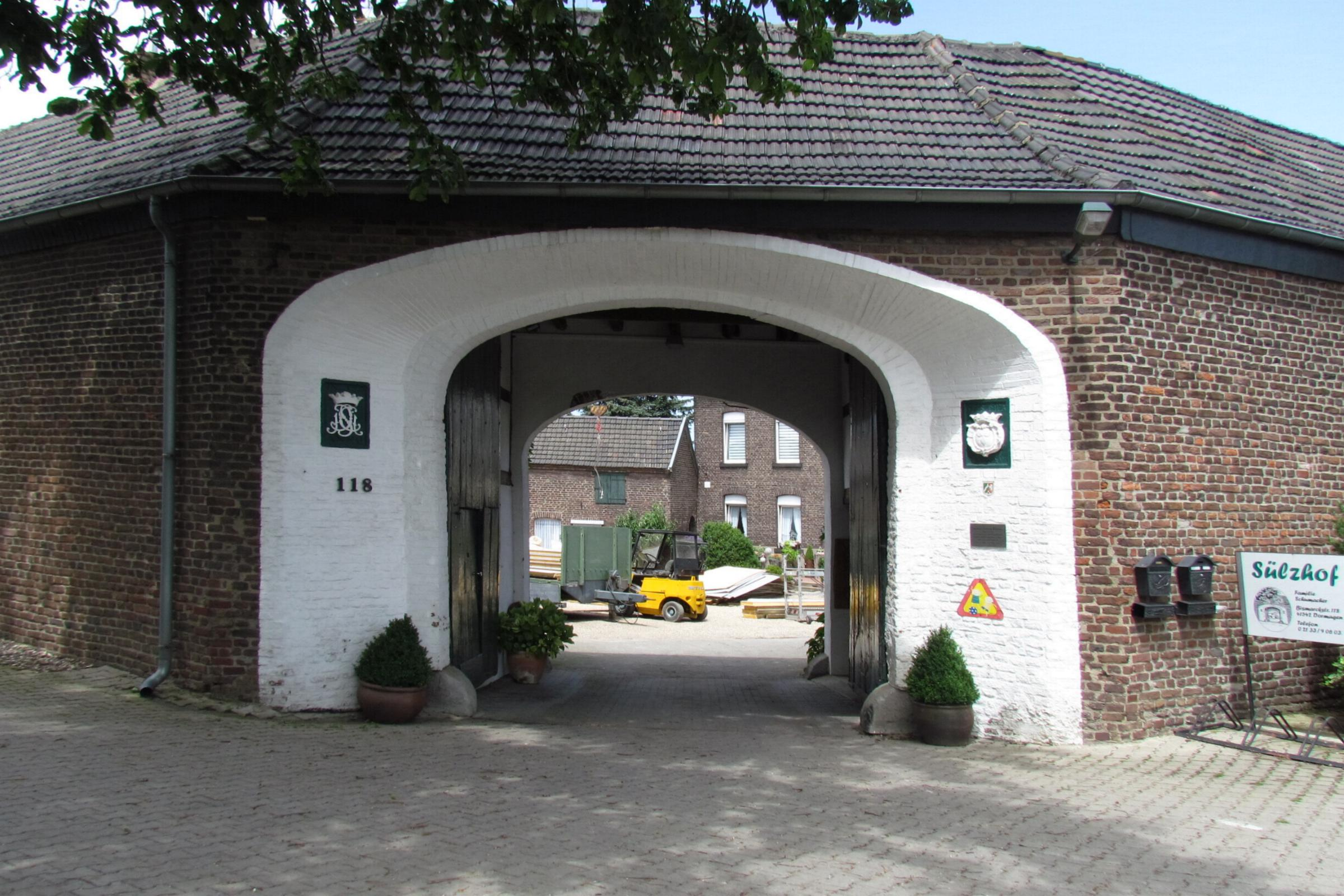
Nievenheim, Sülzhof

Schlaun, der inzwischen zum begehrtesten Architekten des Adels in Nordwestdeutschland avanciert war, trat schließlich mit zwei eigenen Bauprojekten, die seinem sozialen Status Rechnung tragen sollten, an die Öffentlichkeit. Ab 1753 erbaute er sich in Münster sein eigenes repräsentatives Stadthaus. Dessen auffälligstes Kennzeichen war ein in Backstein ausgeführter dreiachsiger Mittelrisalit mit rundbogig geschlossener Nische, für die, genauso wie den polygonal vorspringenden Mittelteil der Gartenfront mit dem ovalen Salon, die französische Wohnhausarchitektur der Zeit Vorbilder bot.
Während Schlauns Münsteraner Stadthaus 1945 zerstört und seine Ruine 1953 abgebrochen wurde, hat sich sein Landsitz, Haus Rüschhaus, unverändert erhalten. 1744 hatte er von der Gräfin Plettenberg-Lenhausen das mittelalterliche Haus Rüschhaus erworben, das er in der Folgezeit neuerrichtete. Angelegt als ein niederdeutsches Hallenhaus, aber ausgestattet mit einem vorgelagerten Hofbereich, gilt die Anlage „als Synthese von Formenelementen der Villa Barbaro …, des Herrenhauses mit cour d’honneur und der Form des münsterländischen Bauern- oder Bauhauses mit einer feinen Fassadengliederung … und kann damit als eigenwilliger münsterländischer Nachfolger von Palladios Villa gelten.“ Hofseitig enthält das Haupthaus den Wirtschaftsbereich mit den Stallungen und der anschließenden Gesindeküche, gartenseitig gelegen ist das Appartement des Bauherrn, bestehend aus repräsentativem Schlafzimmer und dem Gartensaal, der zugleich den verschließbaren Wandaltar der Hauskapelle aufnahm. Im Hof Sülzhof in Delrath hingegen, den Schlaun bereits 1732 von der Familie seiner Frau Maria Katharina Bourel erworben hatte, erfolgte 1766 der Neubau des Wirtschaftstrakts als eine schlichte stumpfwinklige Anlage mit wappengeschmücktem Nischenportal.

### Nutzbauten

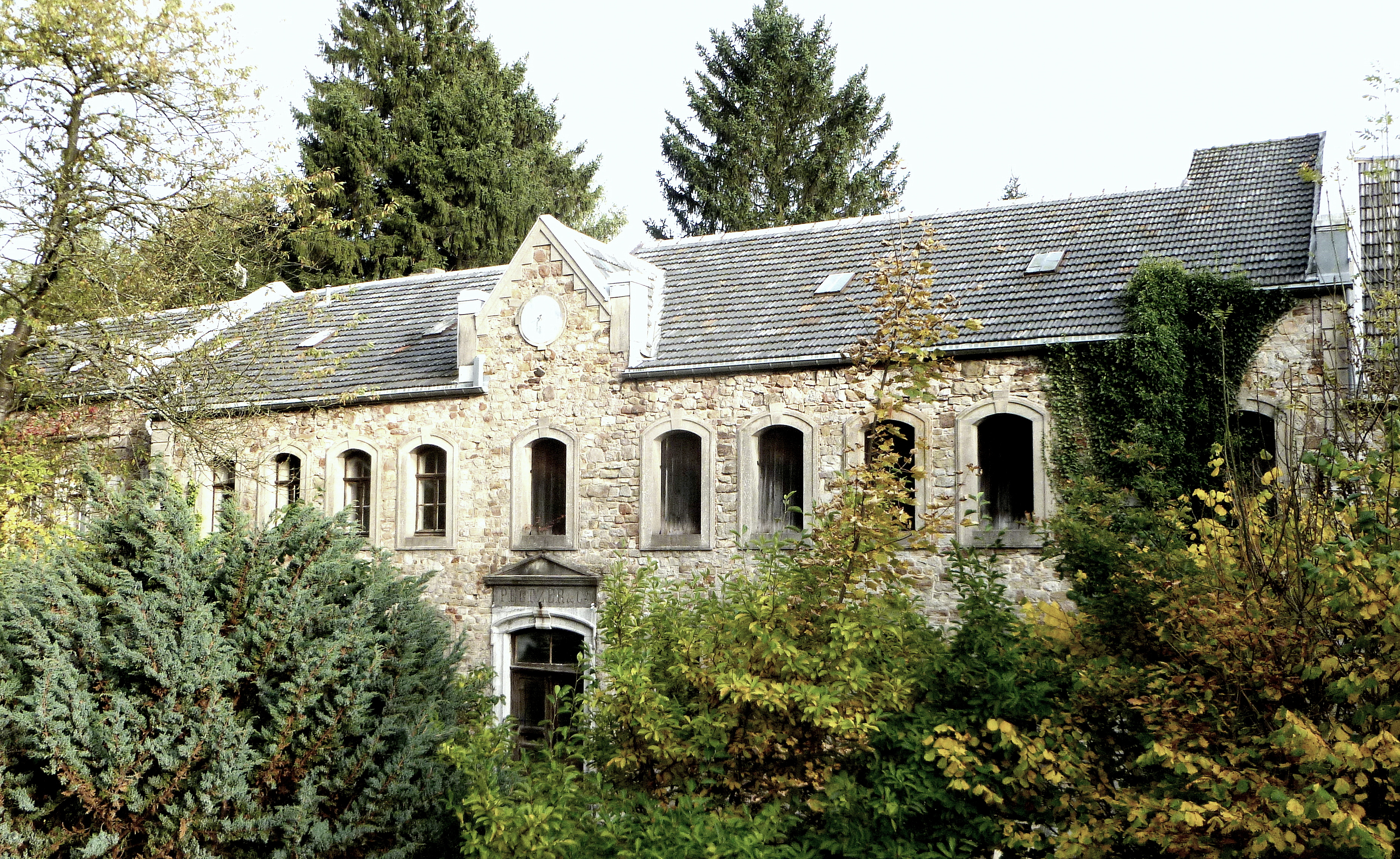
Färberei Rehrmann in Eupen

Zum Verantwortungsbereich Schlauns gehörte auch die Errichtung wenig repräsentativer Nutzbauten, so 1731 Packhaus und Kranbau am Max-Clemens-Kanal in Münster. 1732 bis 1734 errichtete er das (1912 abgebrochene) Zuchthaus, eine im stumpfen Winkel angelegte Zweiflügelanlage mit Stiegenhaus und Kapelle in der architektonisch artikulierten und übergiebelten Konkavecke des Gelenks. Bereits zuvor hatte er 1724 in Bad Lippspringe ein (nicht erhaltenes) Gefängnis in einfachen Formen erbaut.
Für seinen Schwiegervater Martin Rehrmann errichtete er 1745 eine Färberei (Haus Oestraße 48) in Eupen.

### Residenzschloss

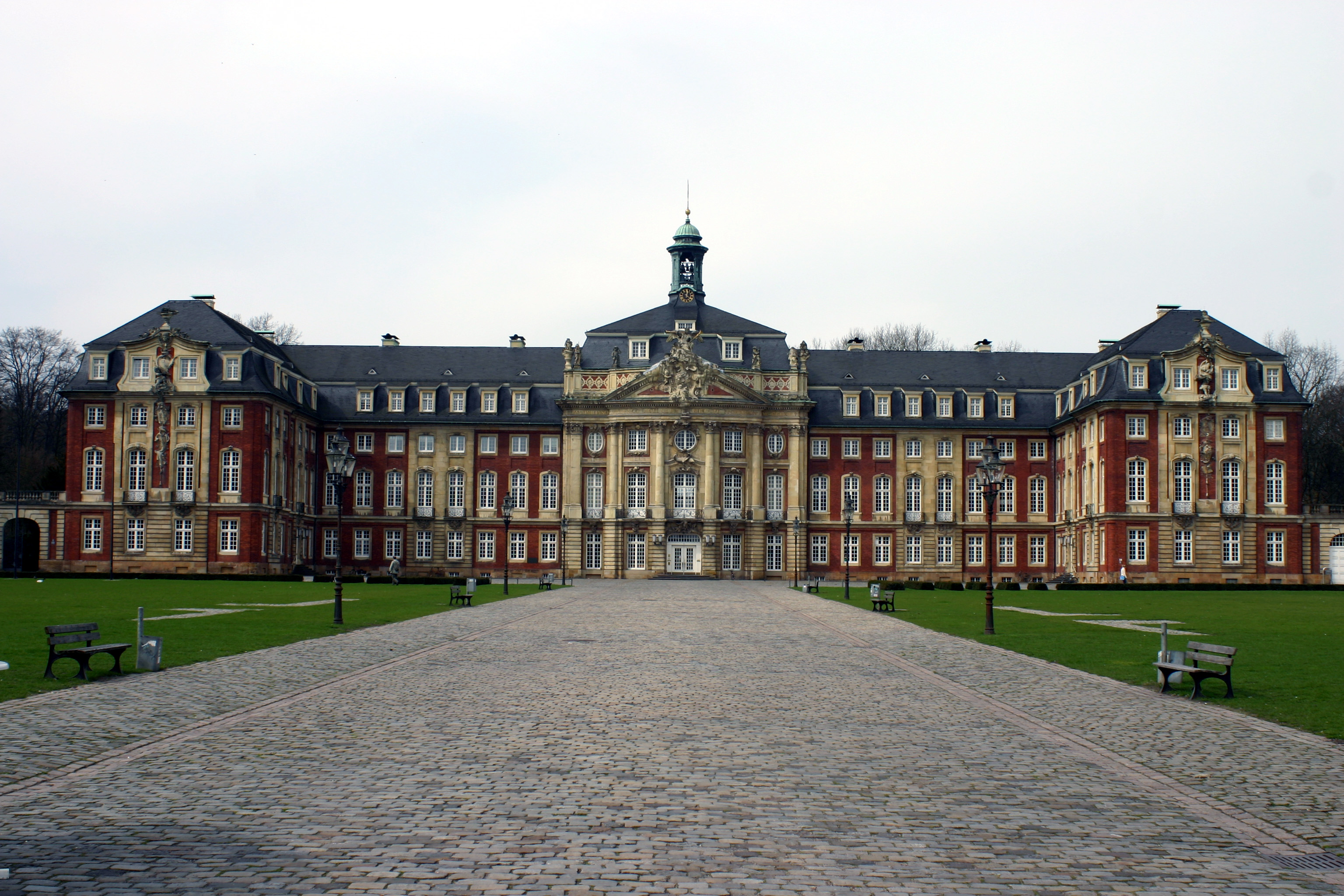
Münster, Schloss
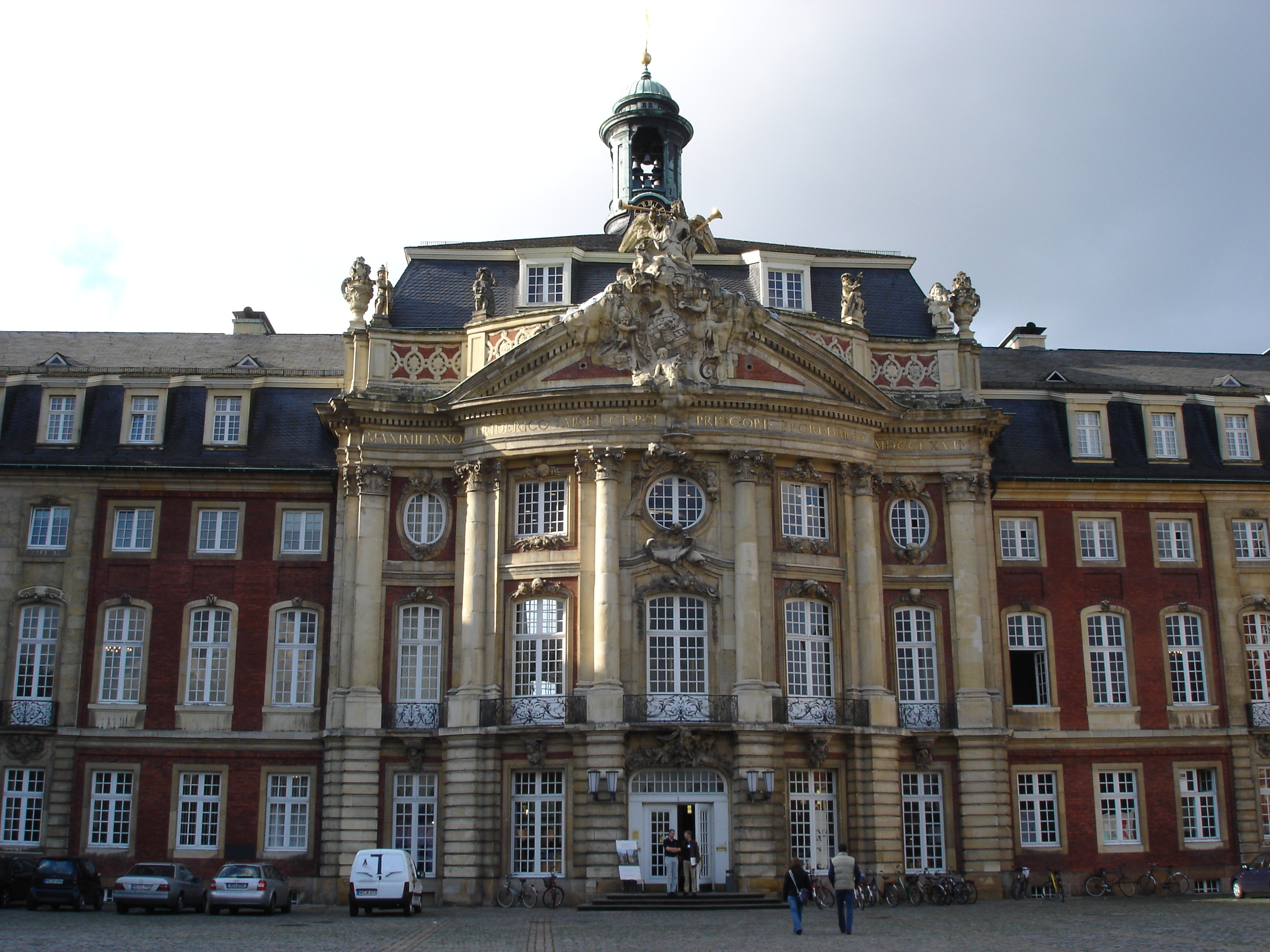
Münster, Schloss, Mittelrisalit
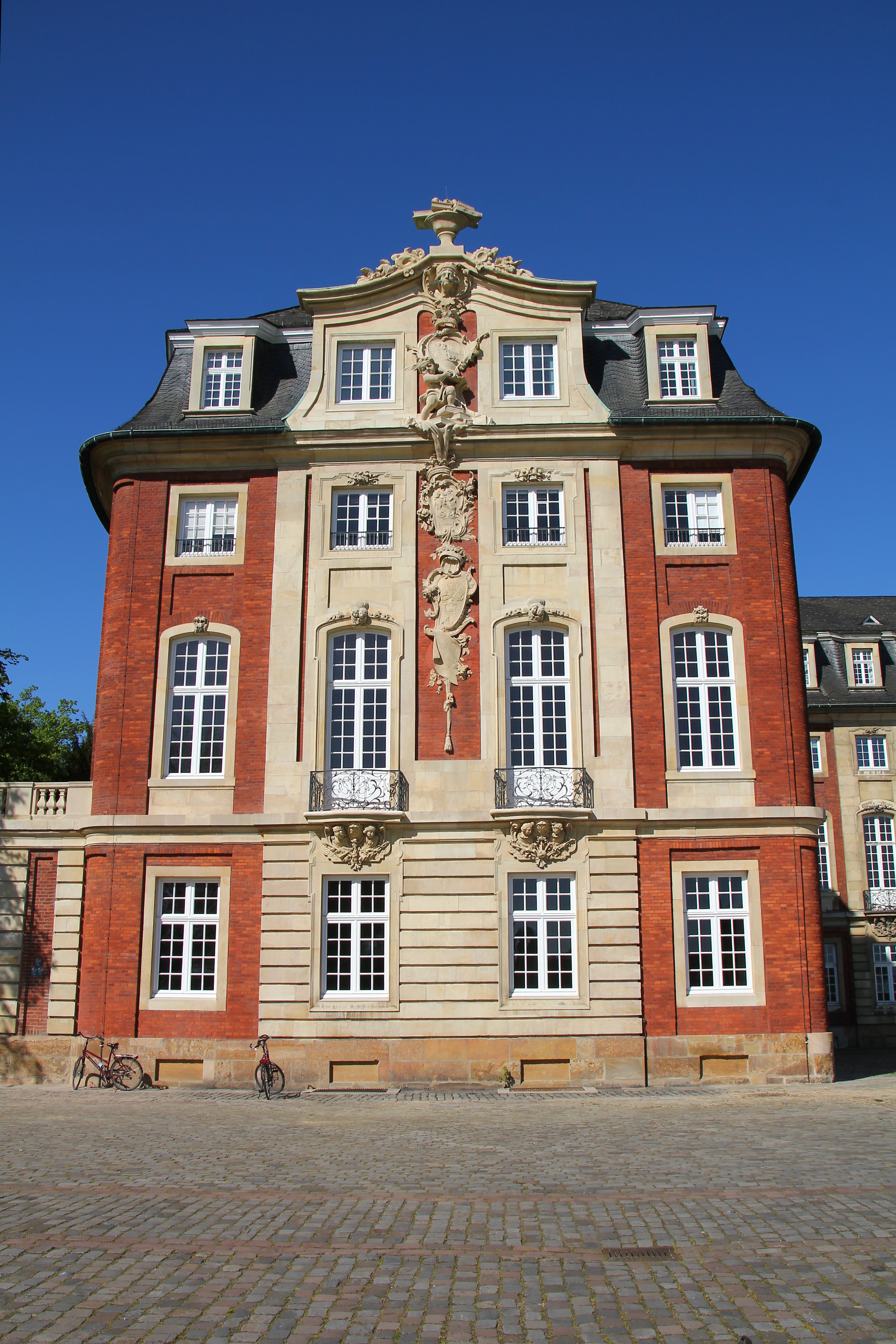
Münster, Schloss
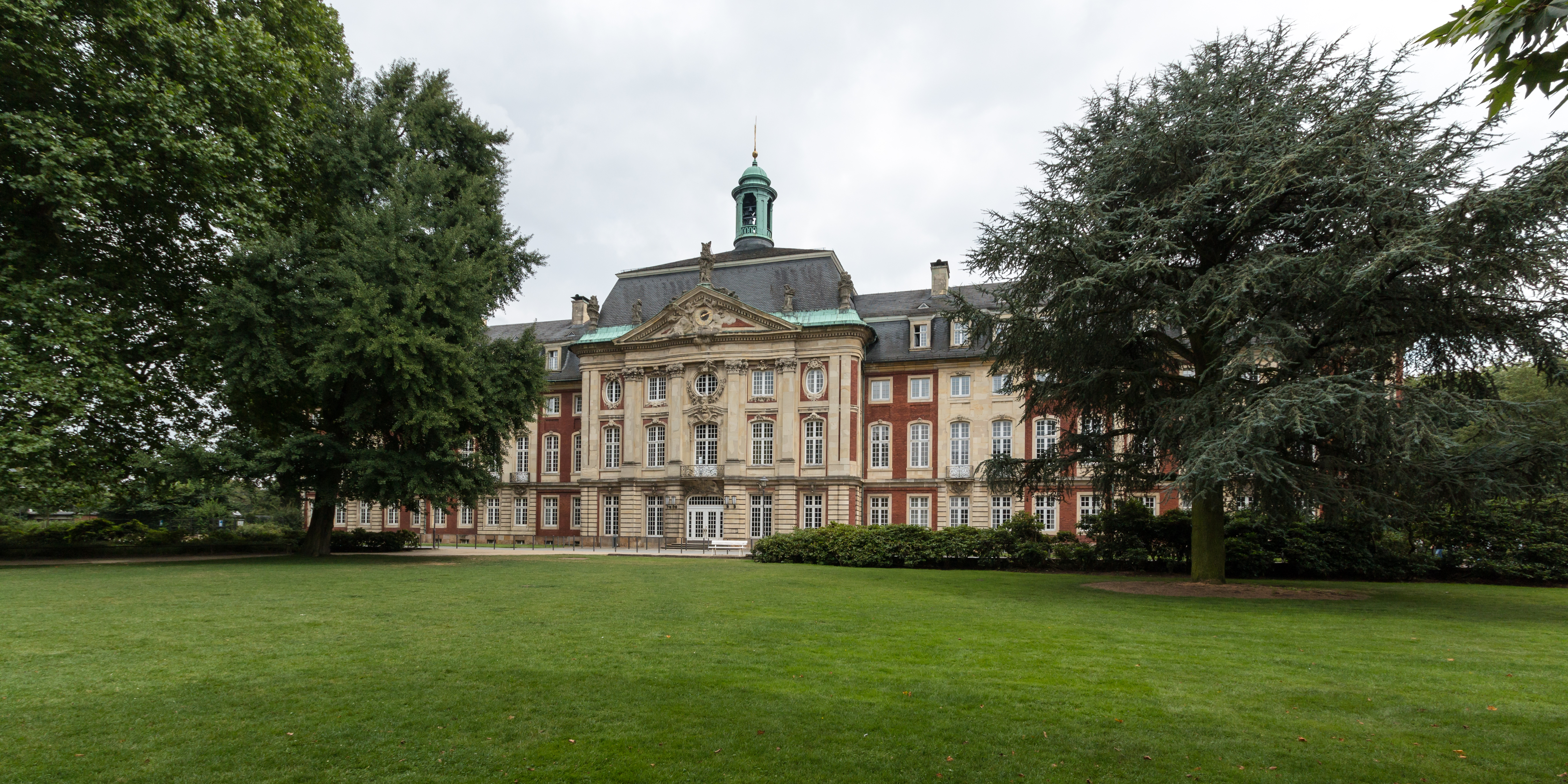
Münster, Schloss, Gartenfassade

Als letzte Residenzanlage des deutschen Spätbarocks errichtete Schlaun in den Jahren von 1767 bis 1787 anstelle der nach Eroberung der Stadt 1661 durch Fürstbischof Bernhard von Galen angelegten Zitadelle das Fürstbischöfliche Schloss in Münster. Schon Pictorius war 1719 mit einer Schlossplanung für Clemens August beauftragt worden, die, wie in Nordkirchen, eine mehrgliedrige Anlage vorgesehen hatte. Eine erste Schlossplanung Schlauns von 1732 sah einen inneren Schlossbezirk mit rechteckigem Haupttrakt und über viertelkreisförmig geführten Kolonnaden verbundenen Seitenbauten vor, während der vorgelagerte äußere Schlosshof von Kasernen- und Hospitalsbauten flankiert war. „Der Plan, wäre er verwirklicht worden, hätte Münster eine der weiträumigsten und großzügigsten Residenzen Deutschlands geschenkt.“ Erst nach dem Tod von Clemens August ging dessen Nachfolger Maximilian Friedrich von Königsegg-Rothenfels das Projekt erneut an, mit dessen Bau 1767 begonnen wurde. Bis zu seinem Tod 1773 konnte Schlaun den Außenbau und einen Teil der Innenausstattung vollenden.
Wie bei seinen früheren Bauten verwendete Schlaun für die breitgelagerte Dreiflügelanlage Backstein mit Werksteinelementen, während der Mittelrisalit in kräftiger spätbarocker Gliederung mit Halbsäulen gestaltet ist. Der nach dem Siebenjährigen Krieg errichtete Schlossbau erschien bereits zu seiner Erbauungszeit anachronistisch. Wilhelm Ferdinand Lipper (1733–1800), der im Jahre 1774 mit der Fortführung der Bauarbeiten und der Vervollständigung der Innenausstattung beauftragt wurde, wechselte daher beim Bau von Eingangshalle, Treppenhaus und Festsaal in die klassizistische Formensprache.

### Festdekorationen und Feuerwerke

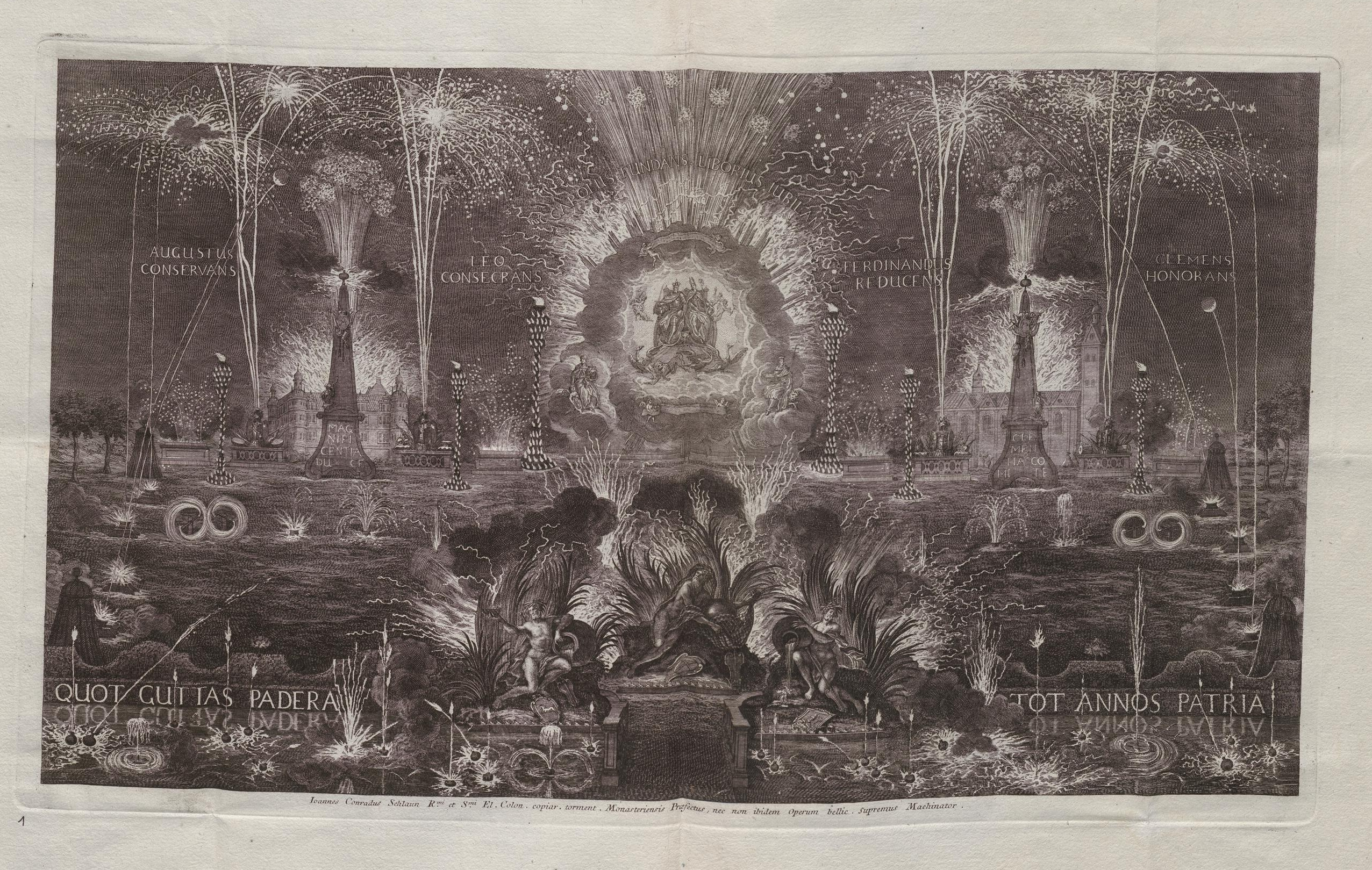
Feuerwerk zum Libioriusfest 1736

Zu den Dienstobliegenheiten Schlauns als kurfürstlicher Artilleriekommandant gehörte das Arrangieren von Festdekorationen und Feuerwerken. Bei der Inthronisation von Clemens August als Fürstbischof von Paderborn organisierte er am 24. April 1720 ein Feuerwerk, das in fünf aufeinanderfolgenden Akten eine Hommage an die Person des Kurfürsten darstellt. Ein weiteres großes Feuerwerk, wiederum in fünf Akten angelegt, organisierte Schlaun 1736 aus Anlass der Abschlussfeierlichkeiten zur 900. Jahresfeier der Übertragung der Reliquien des Hl. Liborius nach Paderborn. Das panegyrische Thema ist diesmal: Papst Leo III. konsekriert den Paderborner Dom (Leo consecrans), Herzog Ferdinand von Bayern führt die Reliquien zurück nach Paderborn (Ferdinandus reducens) und Clemens August bewahrt und ehrt die Reliquien (Augustus conservans; Clemens honorans). Anlässlich der Säkularfeier der Telgter Wallfahrt 1754 entwarf Schlaun einen Triumphbogen. Seine Gestaltung als Grotte, bekrönt von einem Obelisken, wiederholt den Aufbau von Berninis Vierströmebrunnen in Rom.

### Gestaltungsprinzipien

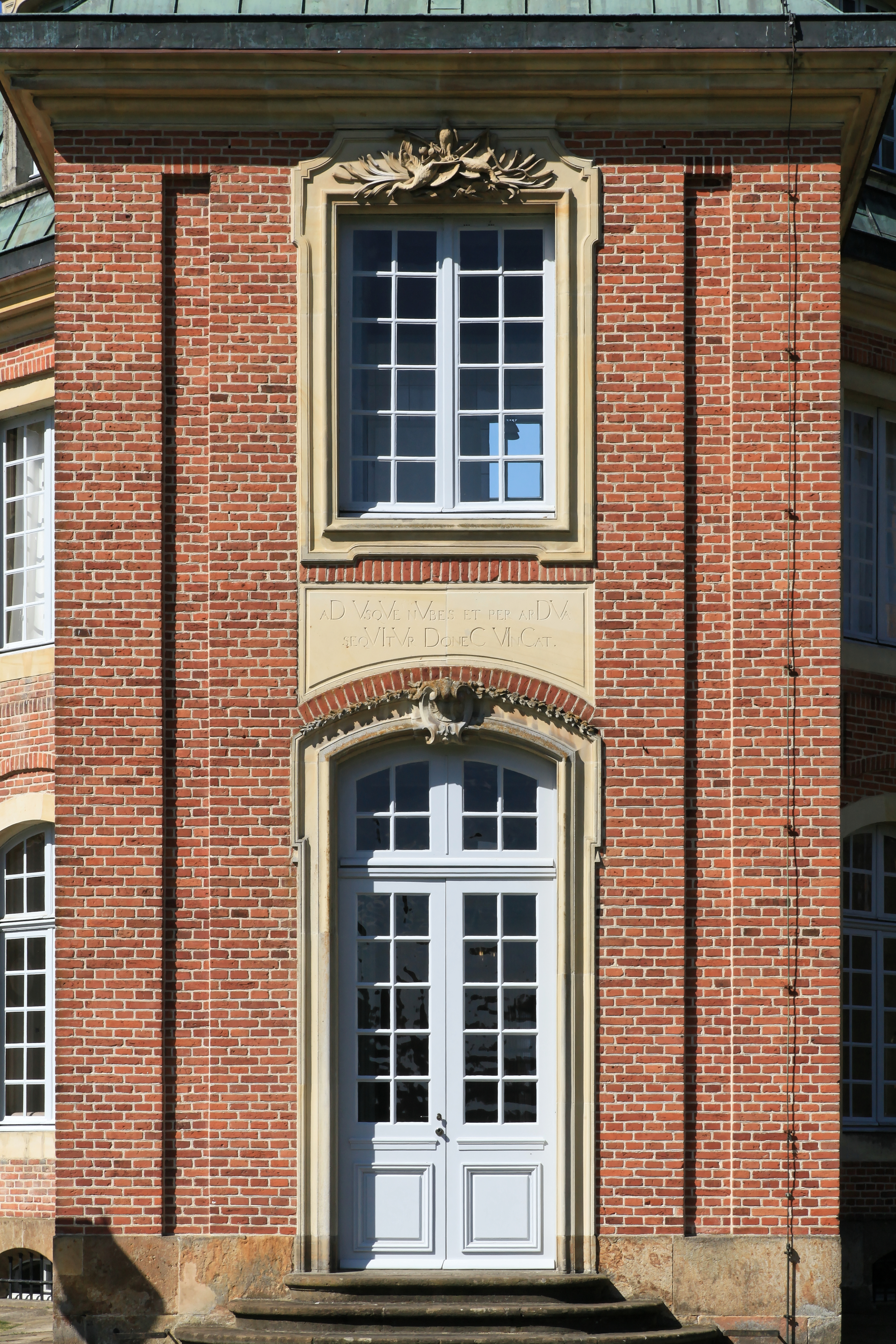
Jagdschloss Clemenswerth, Wandgliederung

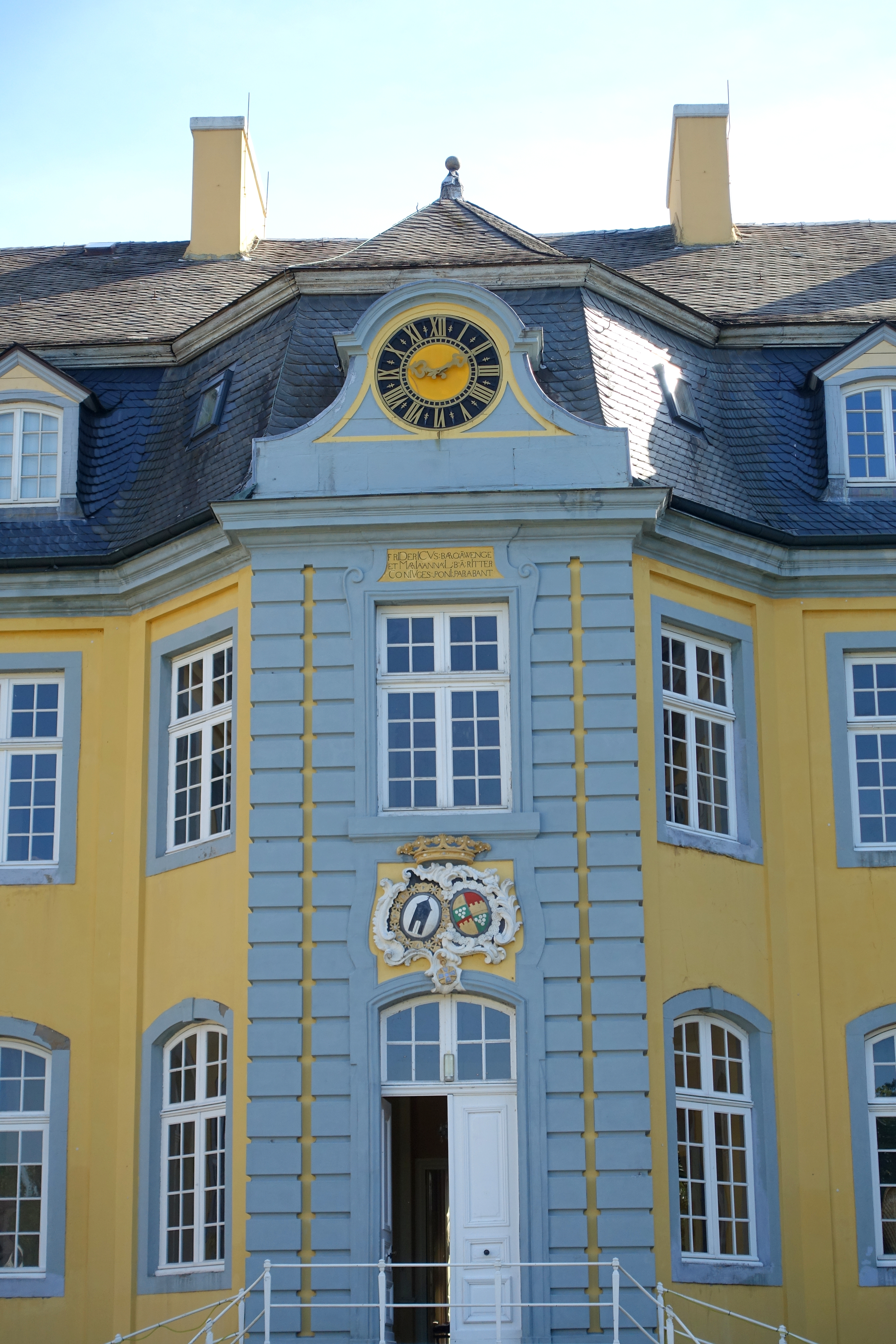
Haus Beck, Mittelrisalit

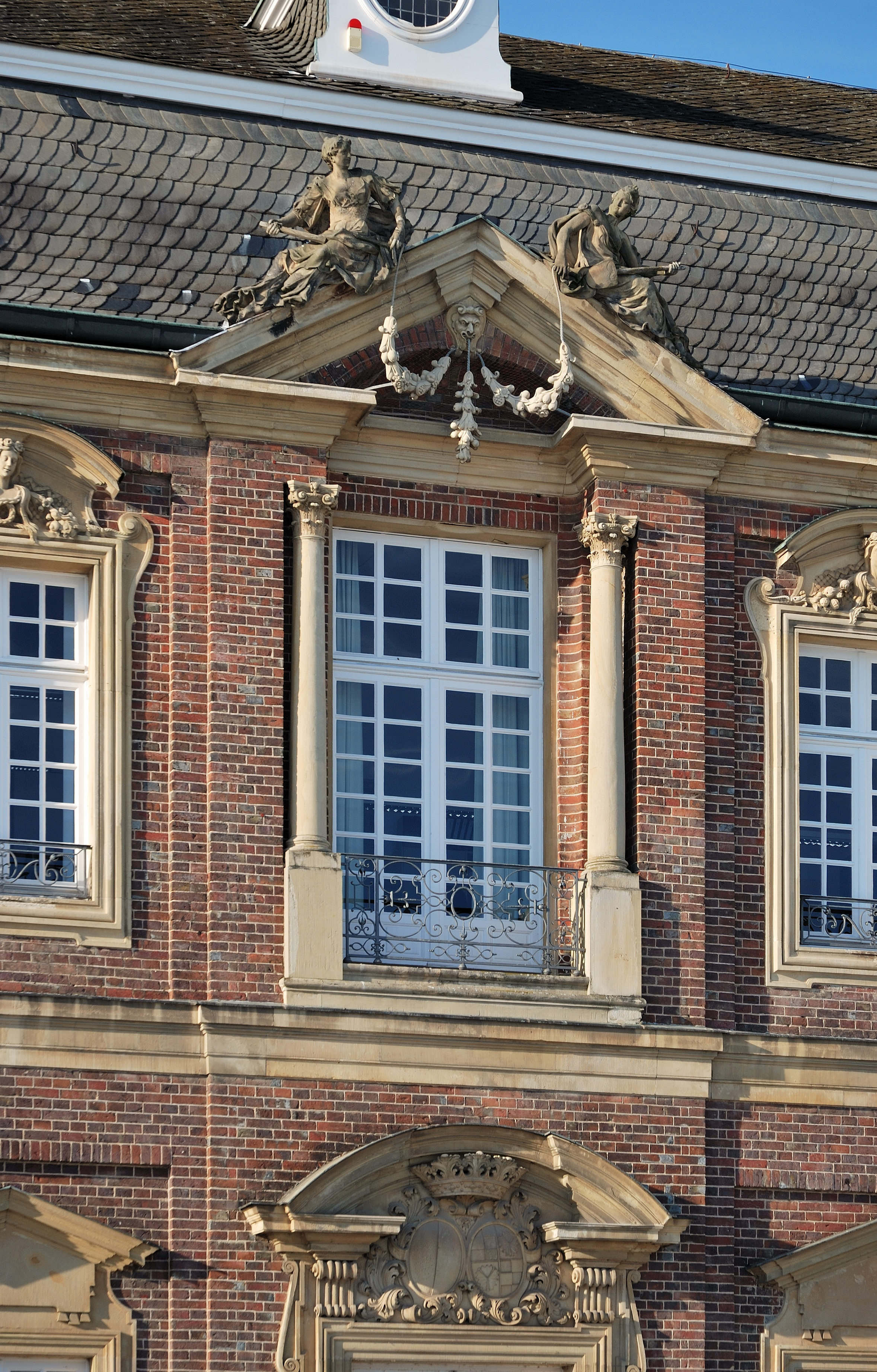
Nordkirchen, Orangerie, Fenstermotiv

Schlaun verwendete bei seinen Bauten eine primär aus der Materialität entwickelte, sehr zurückhaltende Gestaltung, wobei er in der Verwendung von Backstein in Kombination mit Baumberger Sandstein auf den Bauten seines Lehrherren Pictorius, etwa Schloss Nordkirchen, aufbauen konnte. Die im Barock übliche Instrumentierung von Bauwerken mit klassischen Säulenordnungen ist bei ihm den landesherrlichen Residenzschlössern wie Schloss Augustusburg und dem Münsteraner Schlossbau, dem Erbdrostenhof und der Clemenskirche vorbehalten. Bei allen anderen seiner Bauten, so in Clemenswerth, beschränkte er sich auf ein flaches Wandrelief, bei dem streifenartig angebrachte Lisenen und Horizontalbänder Wandfelder ausgrenzen, oder einzelne Wandfelder tafelartig vorgerückt sind. Gerade bei der paarweisen Anordnung der Wandstreifen ergab sich die Assoziation von Säulenpaaren, untereinander verbunden durch gleichfalls vereinfachte Gebälkabschnitte. Die Wandgliederung erschien damit als Abbreviatur einer Säulenordnung, als „ordre absent“.
Diese Erzeugung des flachen Wandreliefs konnte, je nach Status des Auftraggebers, durch halbsteintiefes Vorrücken innerhalb des durchgängig im Kreuzverband verlegten Backsteinverbands oder durch Einsetzen eines Wandfeldes im Sinne eines Tafelmotivs in Werkstein geschehen, um damit eine Rhythmisierung des Wandablaufs zu erzielen. Dass dieses Verfahren dabei nicht an das verwendete Baumaterial gebunden war, zeigt sein Erstlingsbau, die Brakeler Kapuzinerkirche, bei der dieses bereits in einer reinen Werksteinfassade zur Anwendung kam. Auch die viertelkreisförmige Ausrundung der Gebäudekanten und ihre Ausgestaltung mittels eines Blendrahmens folgt demselben Prinzip einer flächenmäßigen Kontinuität.
Eine andere Form der Hervorhebung, namentlich der Mittelachse, bestand in der Rustizierung, indem mehrere Backsteinlagen blockhaft vorgerückt und durch eine sichtbare Fuge abgesetzt wurden, um so den Eindruck von Quadermauerwerk zu erzeugen, von ihm angewandt an Schloss Ahaus sowie seinem eigenen Wohnhaus. Lediglich an Haus Beck oder am Münsteraner Schloss ist diese Rustizierung in Werkstein ausgeführt. Eine kräftigere, d. h. mehrschichtige Artikulation verwendete Schlaun lediglich an seinem eigenen Landhaus, dem Rüschhaus, wo in der Hoffassade die Toreinfahrt mit der darüber angebrachten Inschrifttafel und der bekrönenden Sonnenuhr mit größerer Plastizität zu einem barocken Schaustück ausgebildet sind, gleichsam, um die inhärenten Möglichkeiten der Gestaltung sichtbar zu machen. Eine besonders wirksame Artikulation eines zentralen Motivs bestand, wie in der Orangerie von Schloss Nordkirchen oder im Münsteraner Erbdrostenhof angewandt, in der tiefschichtigen Rückstufung eines Fensters oder Portals innerhalb des Mauerwerks und das Einsetzen eines Säulenpaares in die ausgeklinkten Nischenkanten. Alle anderen Bauten aber folgen der einfachen, unprätentiösen Gestaltungsweise, die ihre Bedeutung aus der Rhythmisierung der verwendeten Formen gewinnt.
Die Vorbilder für diese Gestaltungsweise Schlauns finden sich an den in Backstein errichteten Nebenfassaden älterer römischer Barockbauten, so an San Giovanni dei Fiorentini oder der Jesuitenkirche Il Gesù. Dasselbe Prinzip bestimmt auch die Innenraumgestaltung der Bauten Schlauns, indem der Raummantel ein gleiches flaches Wandrelief mit oft paarweise angeordneten Lisenen oder Pilastern bei ausgerundeten Raumkanten aufweist. Anräume wie Kapellen sind dabei als flache Raumzellen ausgebildet. Wölbung dient primär der Raumvereinheitlichung, nicht der Komplexität wie bei den (ihm bekannten) Kirchenbauten Borrominis oder Neumanns mit ihren architektonischen Durchdringungsformen. Das Überziehen der Wandflächen mit feinlinigem Stuck in Rocailleformen unterstreicht diese flächenhafte Wirkung, für die wiederum die Pariser Palaisbauten der Zeit Vorbildwirkung hatten.
Das Ergebnis dieser Vorgehensweise ist eine latente Tendenz zur Einfachheit, die wie eine Vorwegnahme von Prinzipien des nachfolgenden Klassizismus wirkt, ohne dabei zugleich auf ein antikes Formenvokabular zurückzugreifen. Der Widerspruch zwischen Stilverspätung und scheinbarer Modernität, zwischen lokalen Traditionen und Internationalität kennzeichnet vielmehr einen wesentlichen Aspekt im architektonischen Werk Johann Conrad Schlauns.

## Rezeption
Für mehr als ein halbes Jahrhundert hatte Schlaun das Bauwesen in Westfalen bestimmt und dabei einen unverwechselbaren Stil geprägt, der vor allem durch die Kombination der verwendeten Baumaterialien als regionaltypisch gelten konnte. Die Architektur der nachfolgenden zwei Jahrhunderte zeigen daher im regionalen Umkreis Münsters immer wieder formale Rückgriffe auf die Bauten Schlauns.

### Nordwestdeutscher Barock

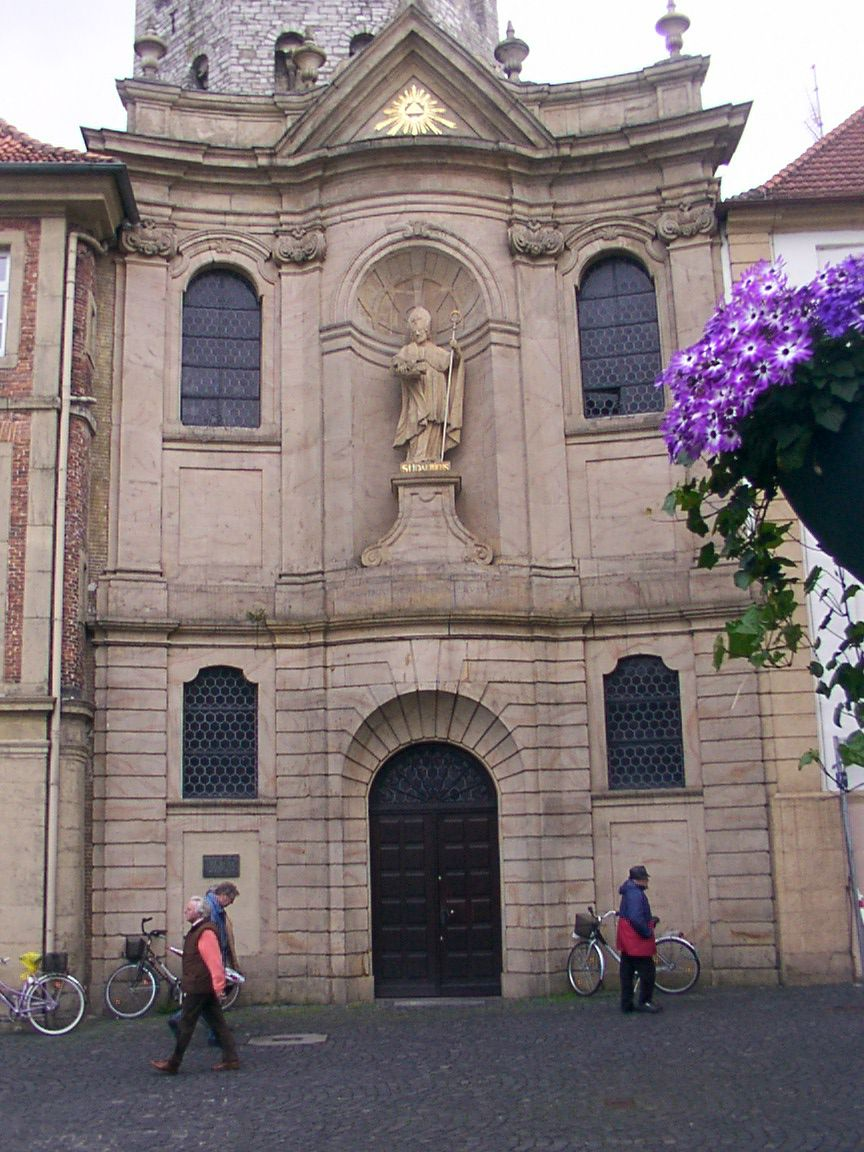
Gaukirche Paderborn
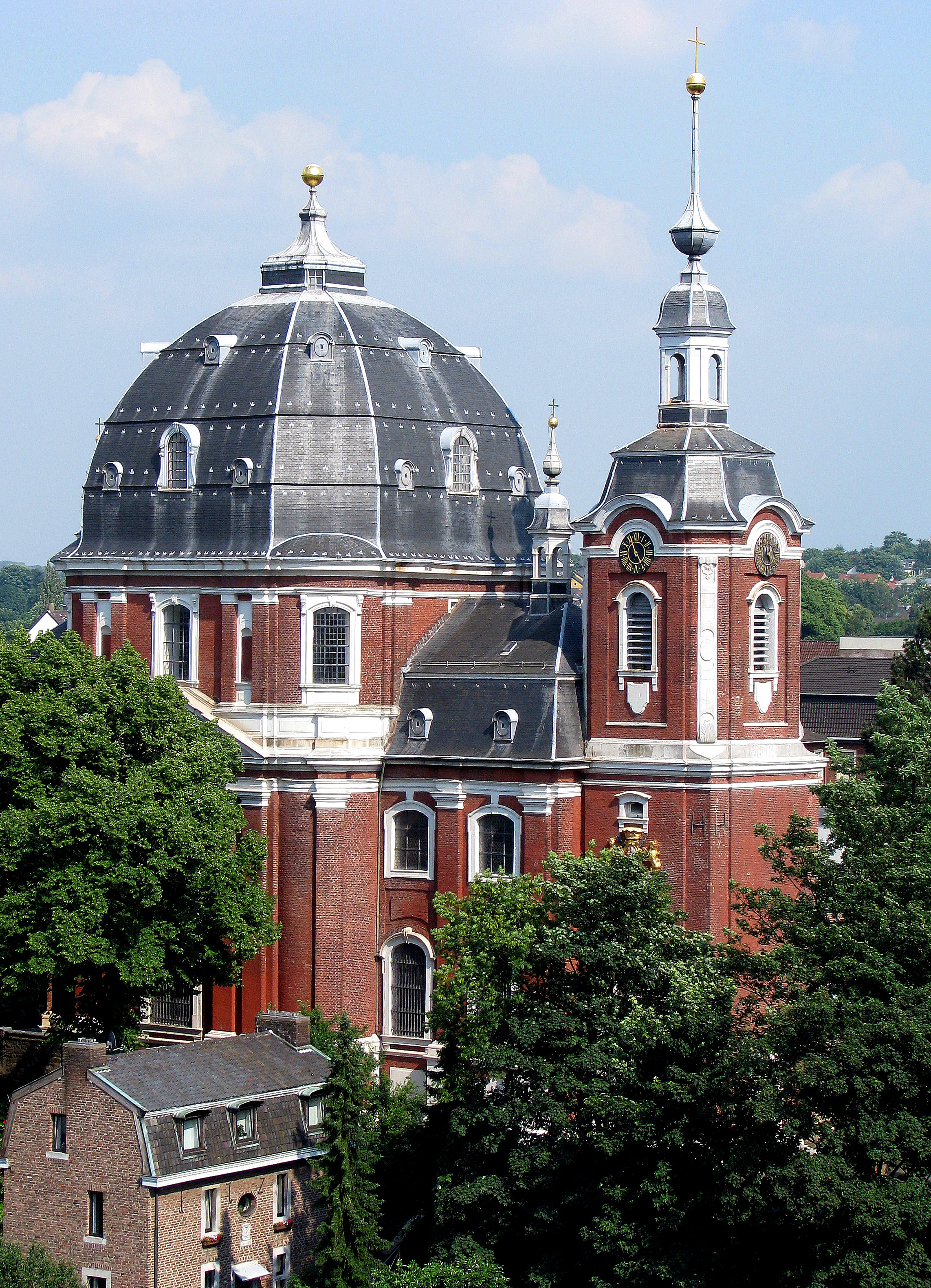
Abteikirche Burtscheid
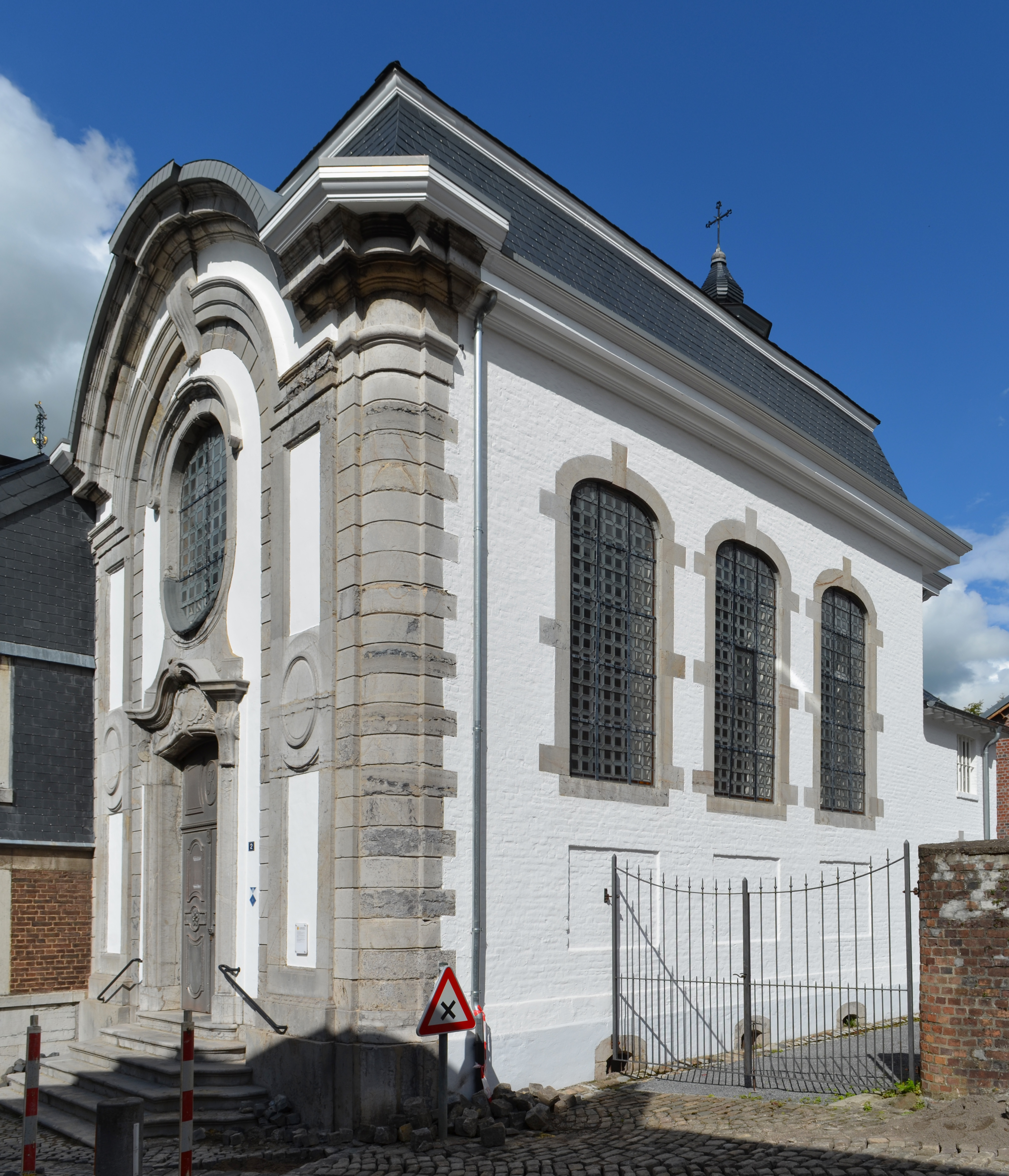
Johanneskapelle Eupen
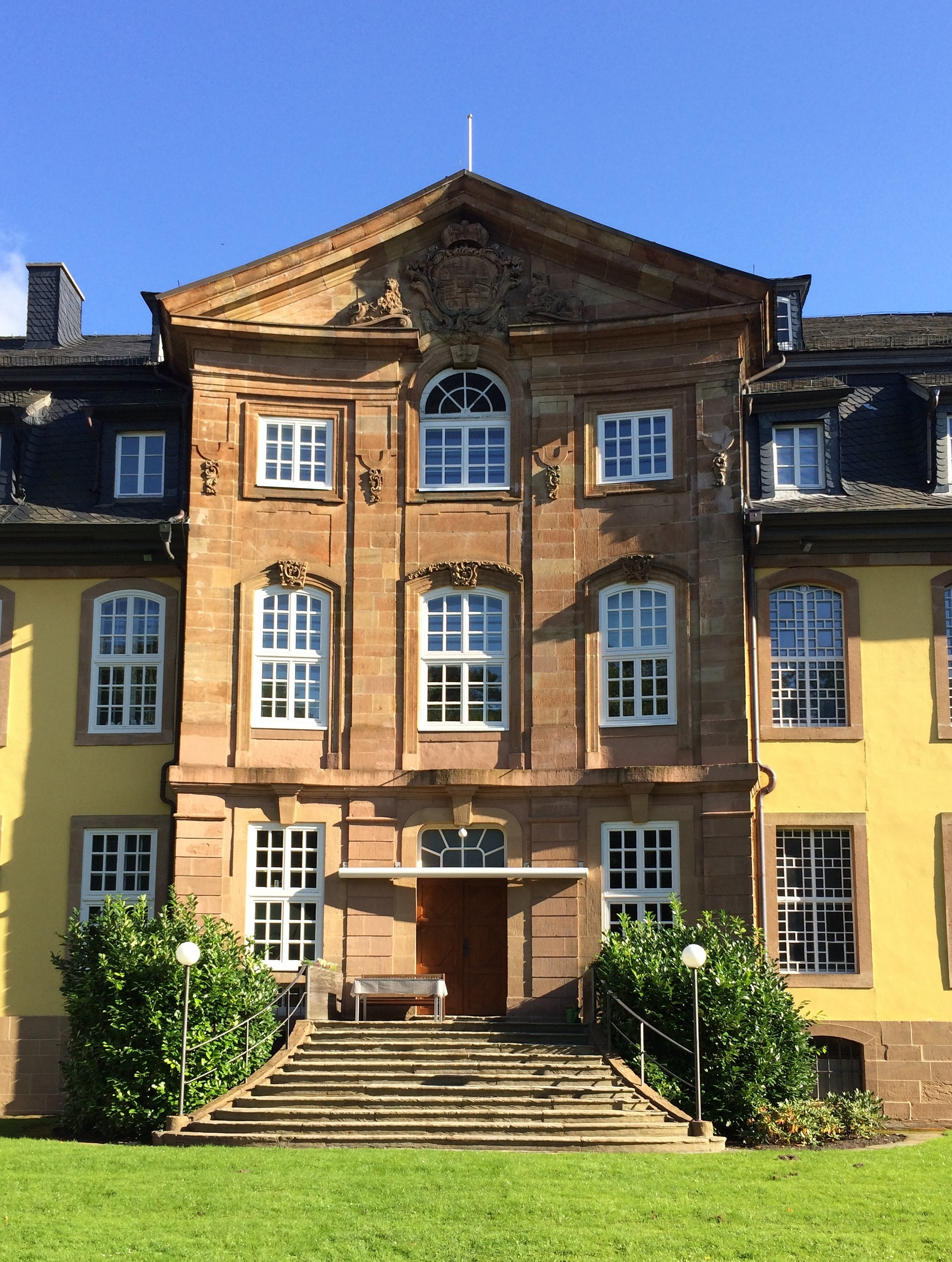
Schloss Liebenburg, Mittelrisalit
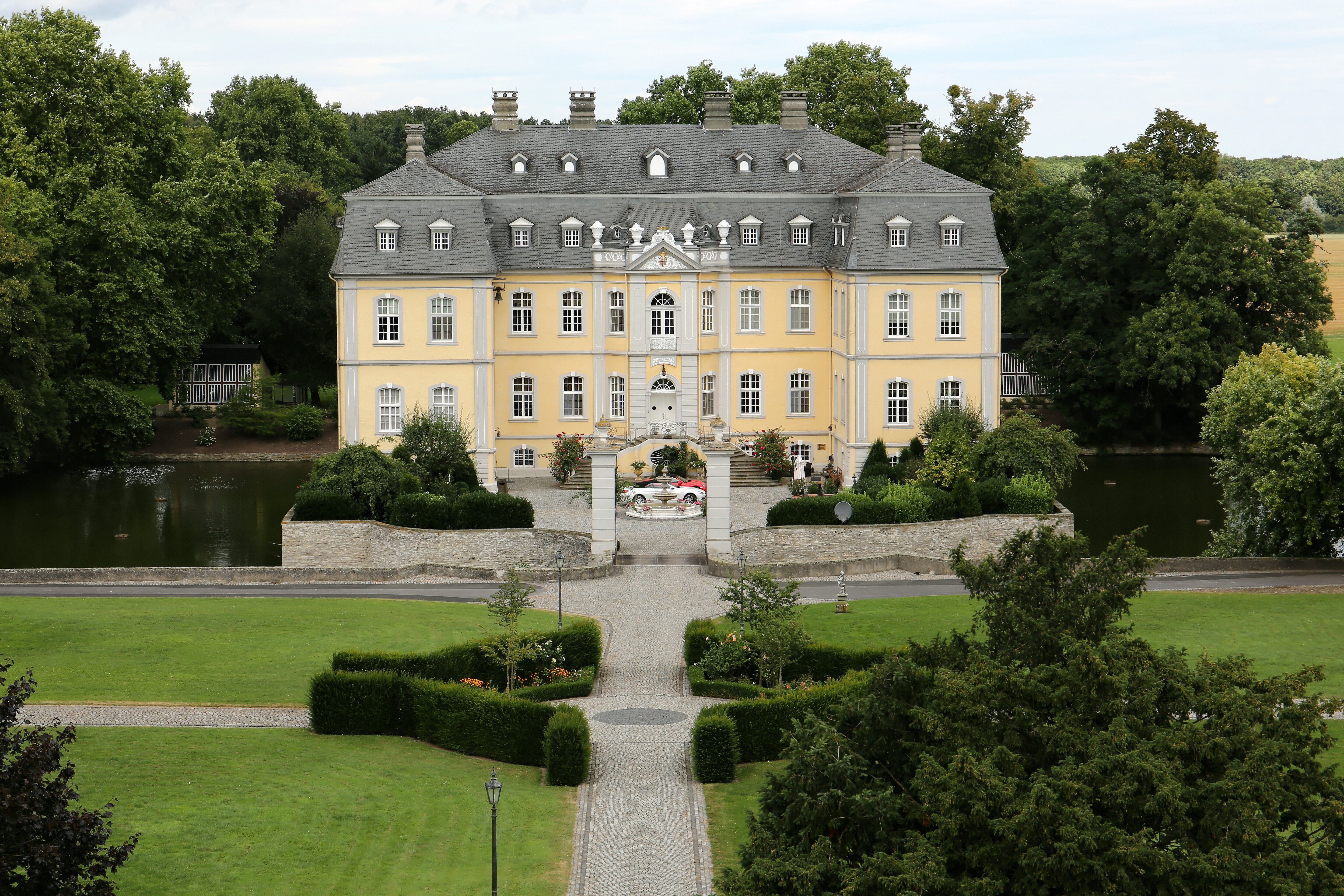
Schloss Schwarzenraben

Die in den Bauprojekten Schlauns entwickelte besondere Form der Fassadengestaltung und Baukörperformation fand bereits bei seinen jüngeren Zeitgenossen im nordwestdeutschen Raum Nachfolge. Deutlich zeigt sich dieses bei Franz Christoph Nagel, der in der Fassade der Paderborner Gaukirche (1746–49) betont borromineske Gestaltungselemente aufgriff. Der Mitarbeiter Schlauns bei dessen Wittemer Projekten, der in Aachen tätige Johann Joseph Couven, bezog sich in seinen Sakralbauten, so der Abteikirche von Burtscheid (1730–1754) und der Johanneskapelle in Eupen (1747/1748), wie auch in seinen Profanbauten wiederholt auf Vorbilder Schlauns. Bei dem im Hochstift Hildesheim am Harz gelegenen Schloss Liebenburg, erbaut 1754–1760 für Kurfürst Clemens August, gibt sich namentlich der konkav geschwungene Mittelrisalit als Zitatform des Brühler Schlosses zu erkennen, so dass meist zumindest eine Beteiligung Schlauns an der Planung angenommen wird, auch wenn die durch beide Geschosse reichende Schlosskirche Mariä Verkündigung als Emporenkirche keine Parallele im Werk Schlauns findet. Desgleichen weist Schloss Schwarzenraben, errichtet 1765 bis 1768 durch Johann Matthias Kitz aus Arolsen, in seiner Fassadengestaltung deutliche Bezüge zu den Landhausbauten Schlauns auf.

### Klassizismus

Romberger Hof in Münster von Wilhelm Ferdinand Lipper
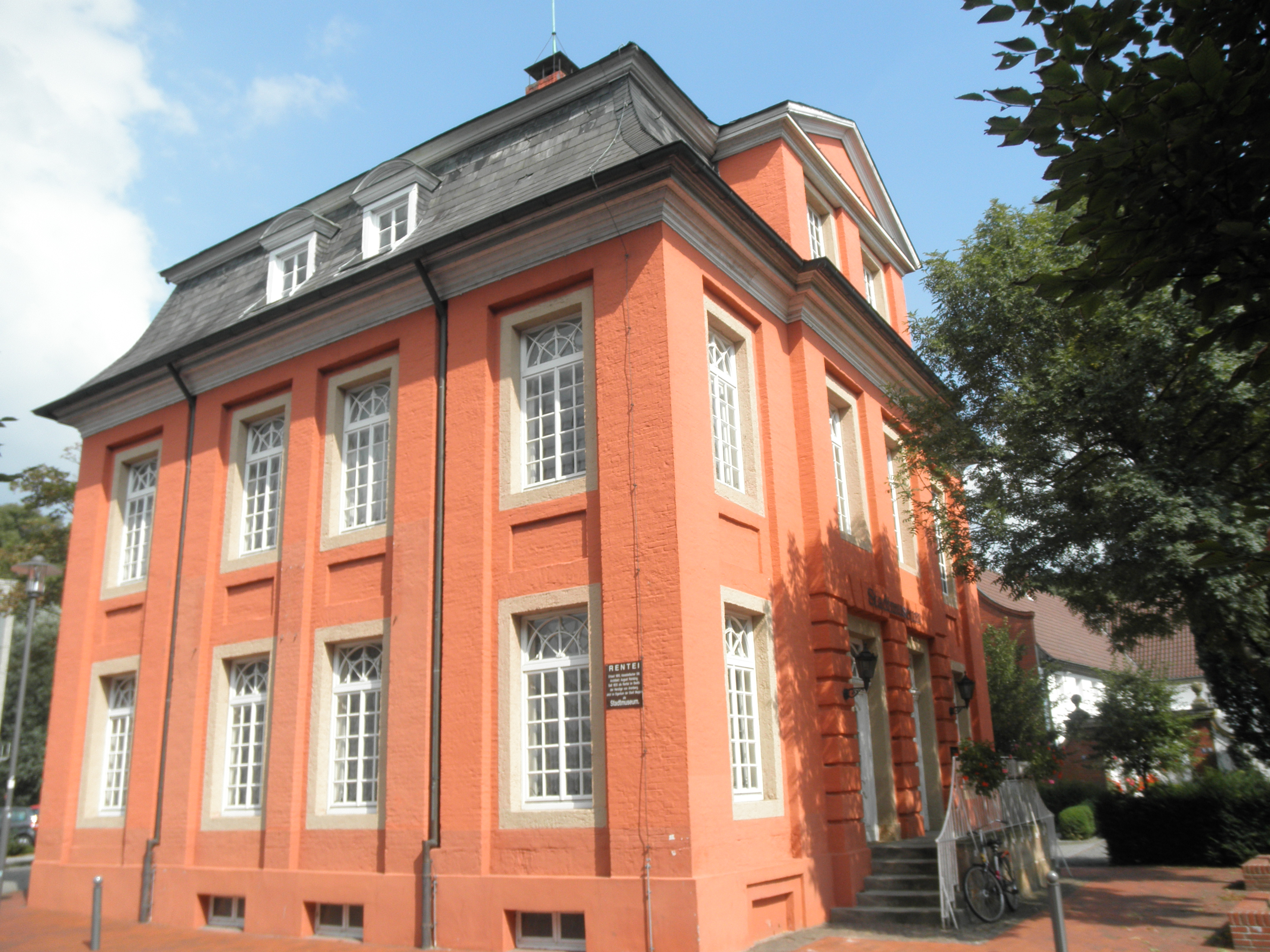
Arenbergische Rentei in Meppen von August Reinking
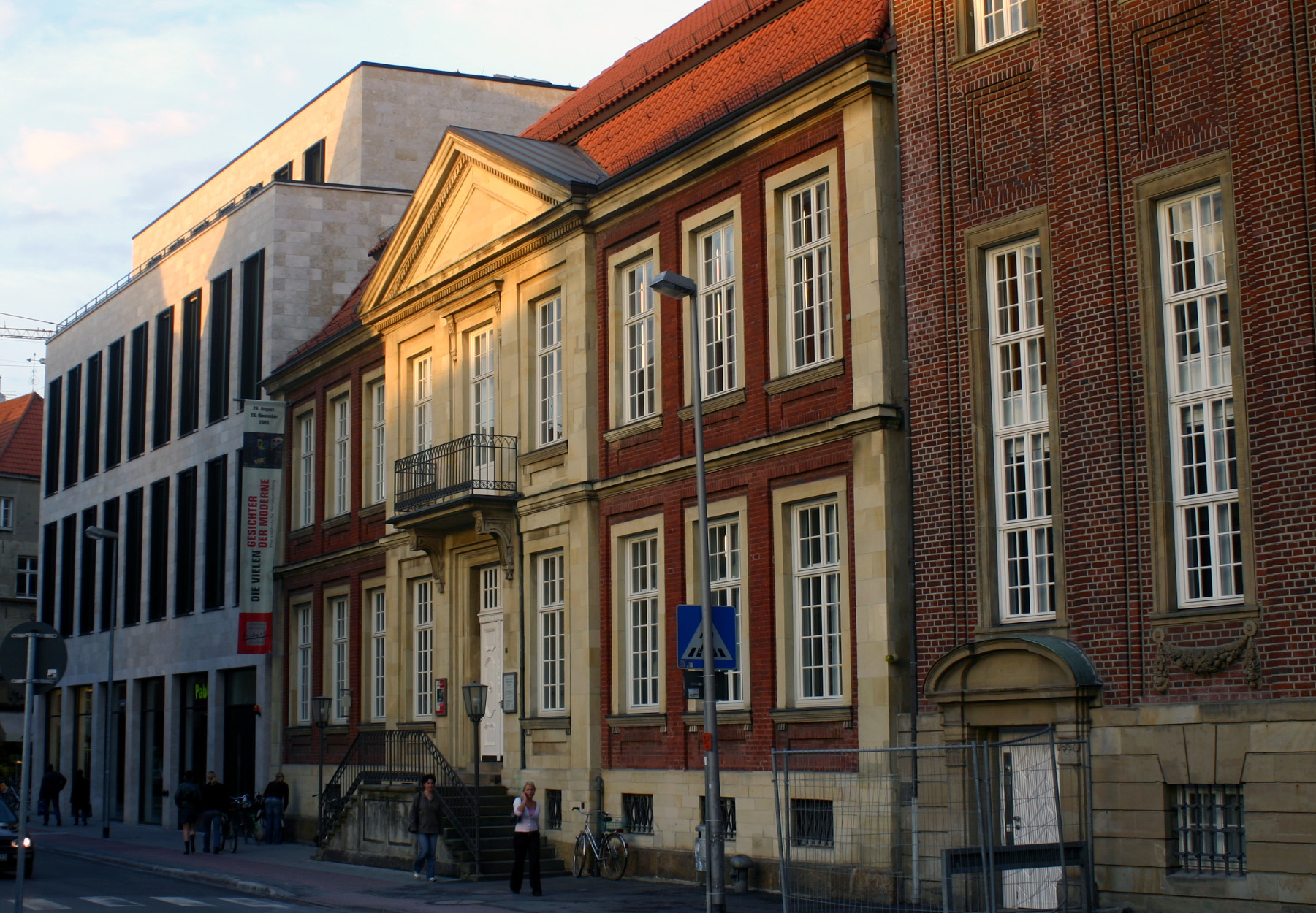
Münster, Druffelscher Hof von Clemens August von Vagedes
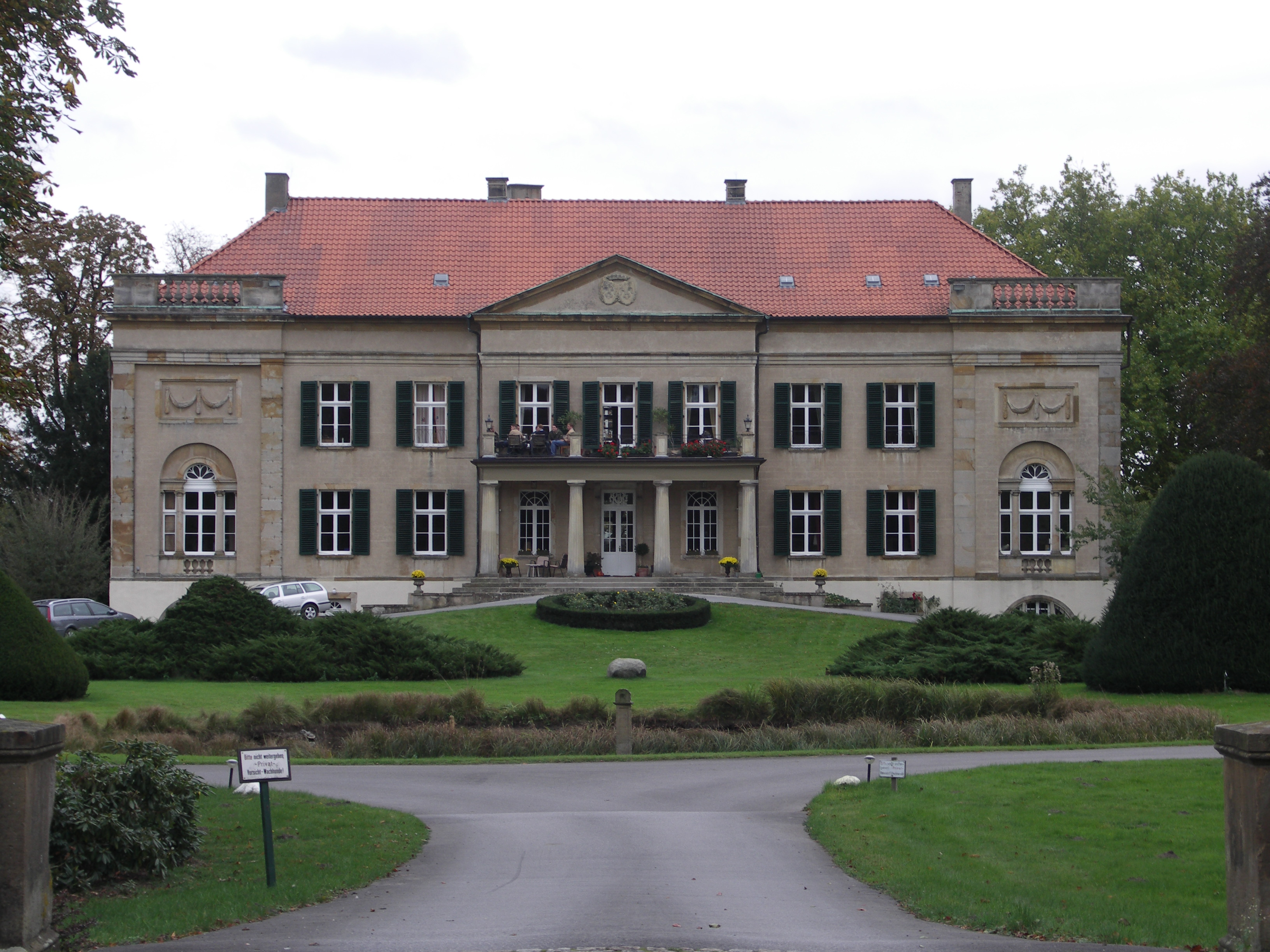
Schloss Harkotten-Korf von Adolph von Vagedes

Trotz aller stilistischen Distanz des nachfolgenden Klassizismus zum überwundenen Spätbarock bezogen sich auch die Architekten der nächsten Generation immer wieder auf Gestaltungselemente Schlauns, wobei das von ihm bevorzugte feine Wandrelief einen wichtigen Anknüpfungspunkt darstellte. So zeigt in Münster die Ruine der gartenseitigen Fassade des Romberger Hofs seines Nachfolgers Wilhelm Ferdinand Lipper, obgleich als Werksteinbau konzipiert und trotz der Übertragung ins klassische Idiom, das für die Bauten Schlauns charakteristische Rahmensystem, wie er es erstmals an der Oranienburg in Schloss Nordkirchen zur Anwendung gebracht hatte. Ähnliche Übereinstimmungen finden sich bei August Reinking mit der Arenbergischen Rentei in Meppen. Clemens August von Vagedes bezog sich vor allem in seinem Druffelschen Hof in Münster (1787/88) auf die Fassadengestaltung Schlauns, während sein Bruder Adolph von Vagedes 1805 in den Seitenrisaliten von Schloss Harkotten-Korf zusammen mit dem Palladiomotiv das Schlaunsche Rahmenmotiv aufgriff.

### Historismus

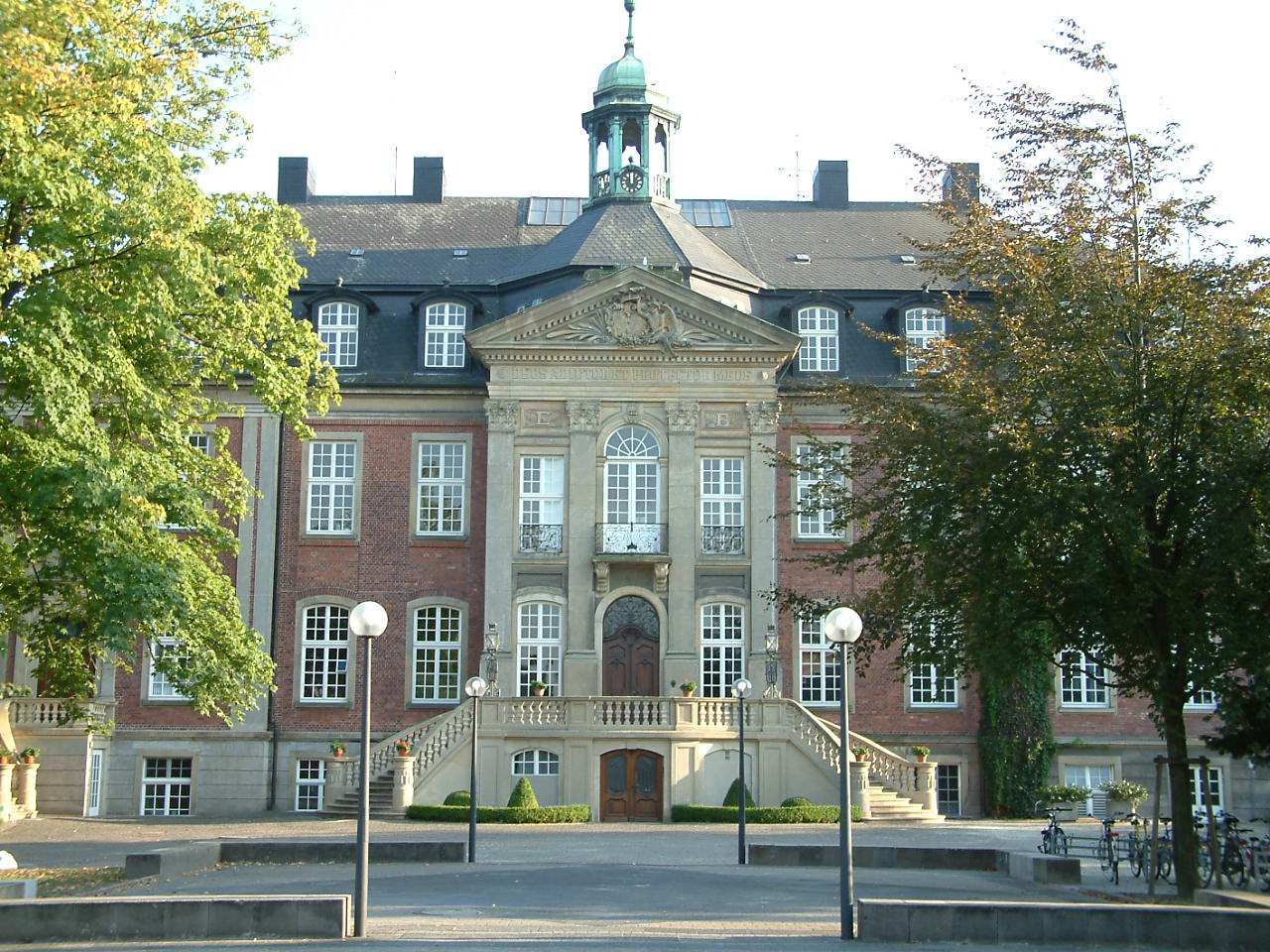
Schloss Loburg (1900)
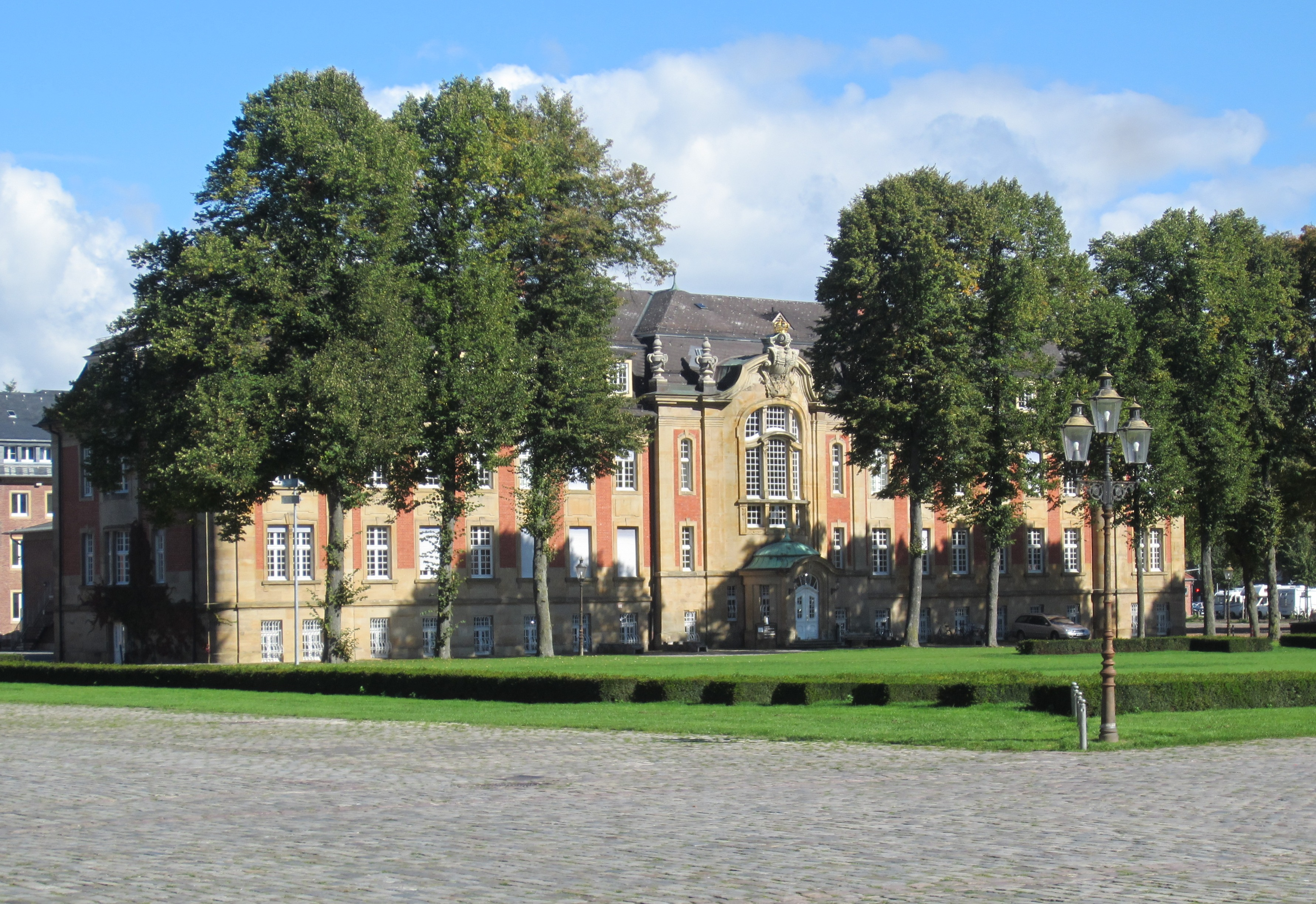
Münster, Schlossplatz, ehem. Oberpräsidium der Provinz Westfalen (1903)
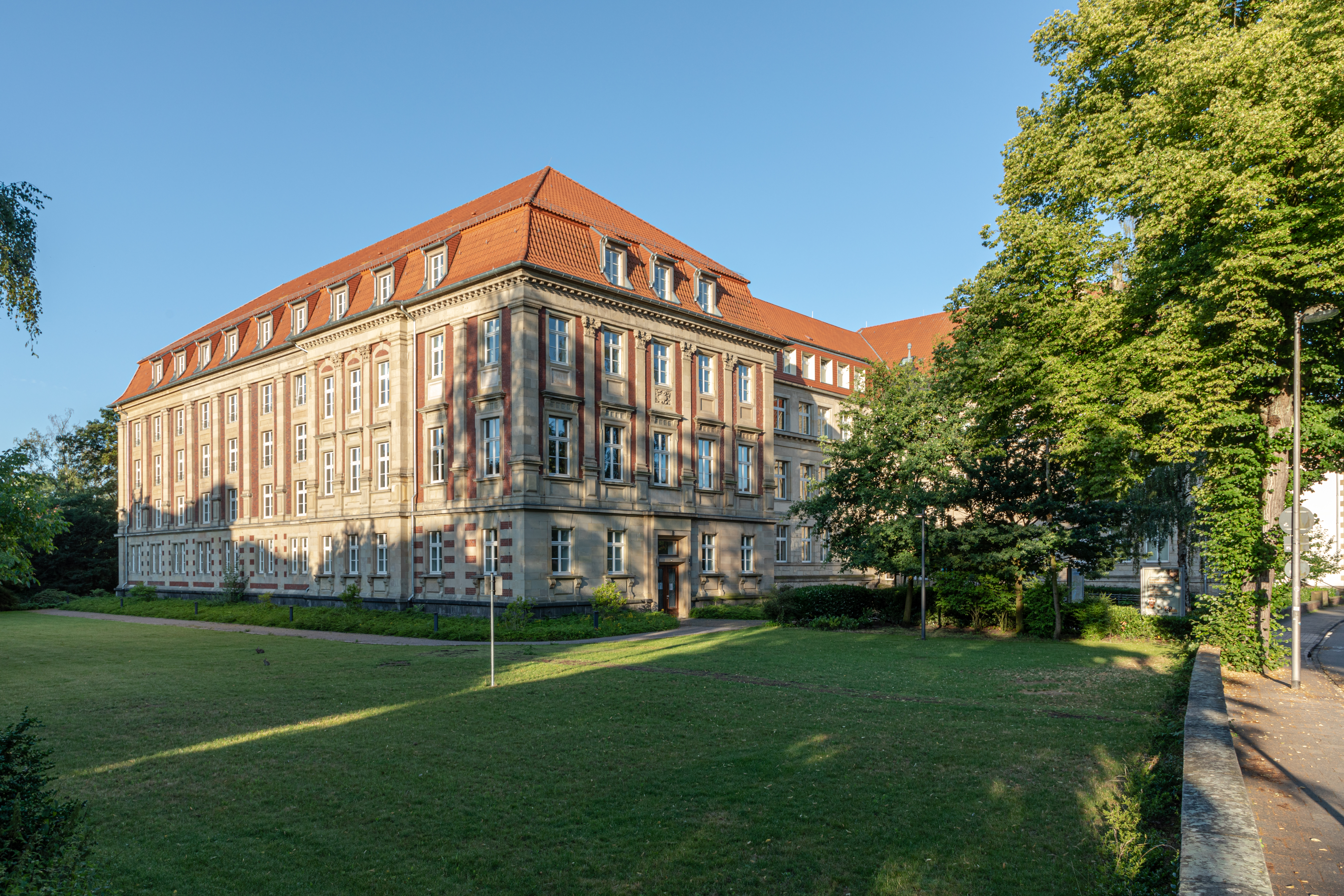
Münster, Landesversicherungsanstalt (1910)
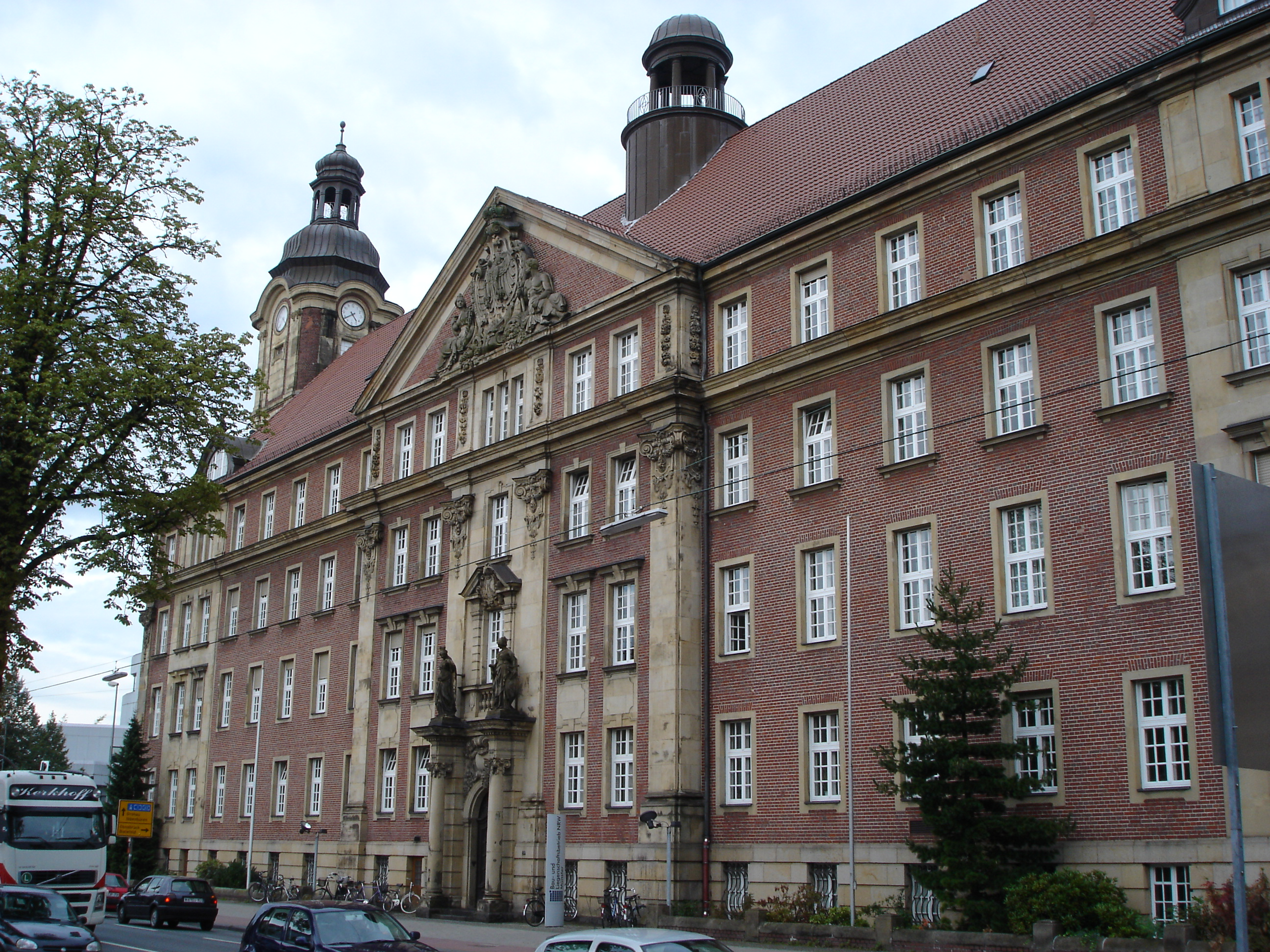
Münster, Oberfinanzdirektion am Hohenzollernring (1914)
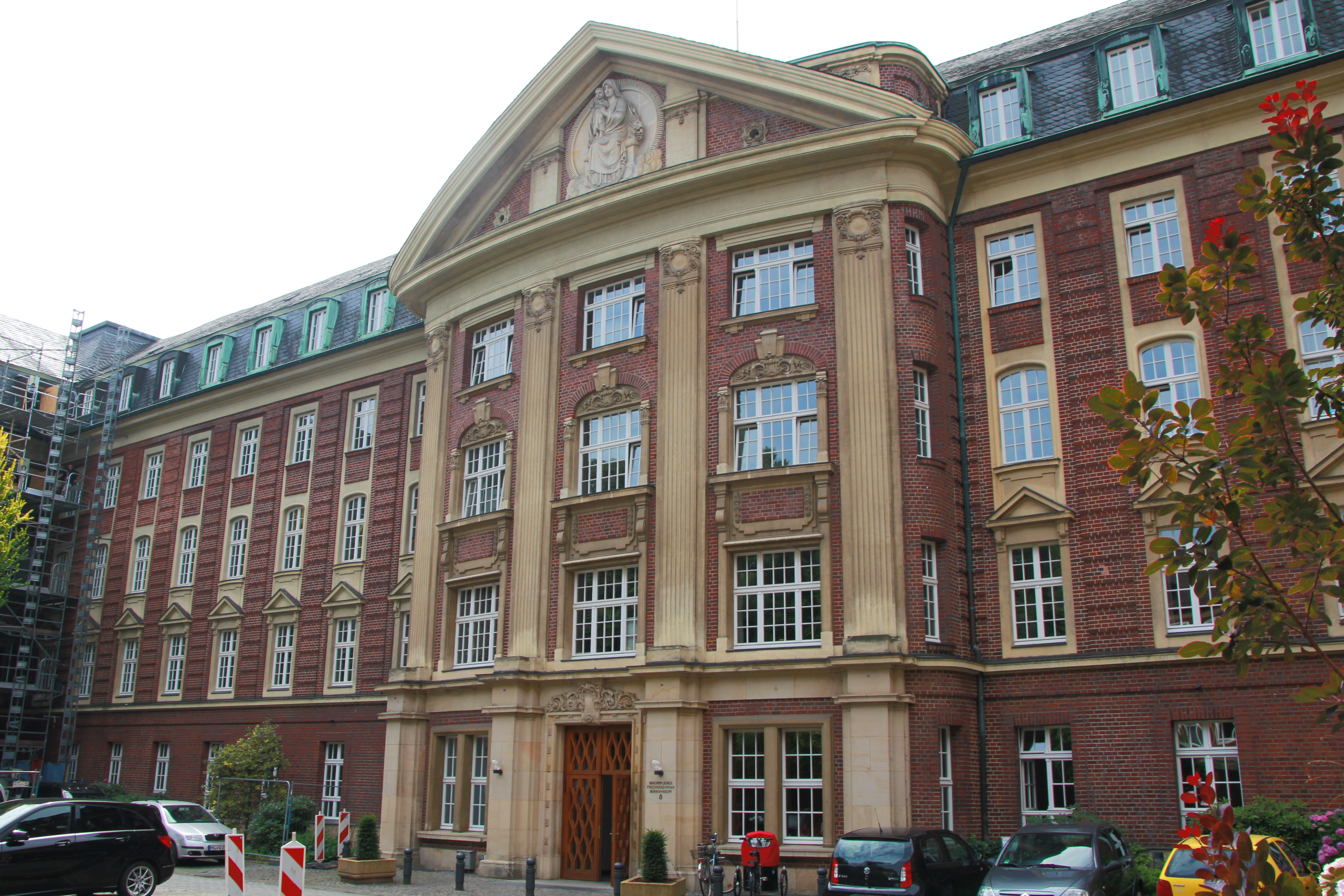
Collegium Borromaeum (1913)
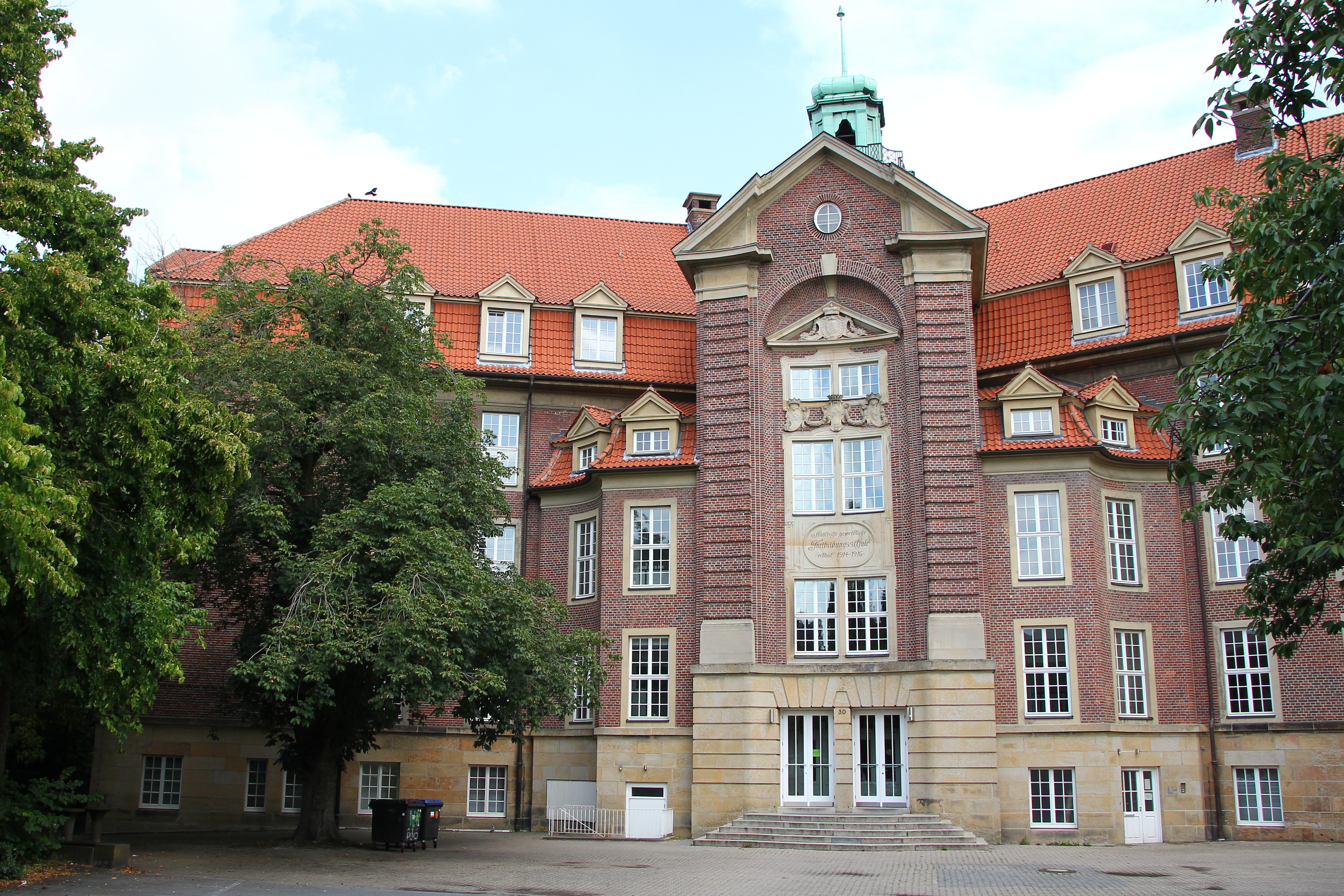
Städtische Fortbildungsschule (1916)

Das Aufkommen des Neobarock und das Einsetzen der Forschung zum Werk Schlauns um 1900 ließ dann noch einmal eine Rezeptionshaltung aufkommen, die sich in verschiedenen Bauprojekten Münsters äußerte. Als das von Schlaun 1766 errichtete Schloss Loburg 1899 einem Brand zum Opfer fiel, orientierte sich der in den nachfolgenden Jahren durch den hannoverschen Architekten Hermann Schaedtler errichtete Neubau trotz gesteigerter Größenverhältnisse in seinen Einzelformen bewusst an den zerstörten Barockbau. Anstelle des 1904 abgebrochenen Marstallgebäudes am Münsteraner Schlossplatz entstand 1903 das Oberpräsidium der Provinz Westfalen. 1908 wurde von Hubert Holtmann die neue Hauptverwaltung der Landesversicherungsanstalt am Bispinghof errichtet. Vor allem die Oberfinanzdirektion Münster am Hohenzollernring von Baurat Moormann, 1914 vollendet, wie auch das 1913 bis 1915 erbaute Collegium Borromaeum waren als schlossähnliche Backsteingebäude ganz im Sinne schlaunscher Gestaltungsprinzipien errichtet. Gleichfalls 1914 entstand anstelle des zuvor abgebrochenen Zuchthauses von Schlaun auf gleichem Grundriss ein Neubau als Städtische Fortbildungsschule, heute Adolph-Kolping-Berufskolleg Münster, die sich in Materialwahl und Einzelelementen eng an Schlaun anlehnt.

### Heimatschutz

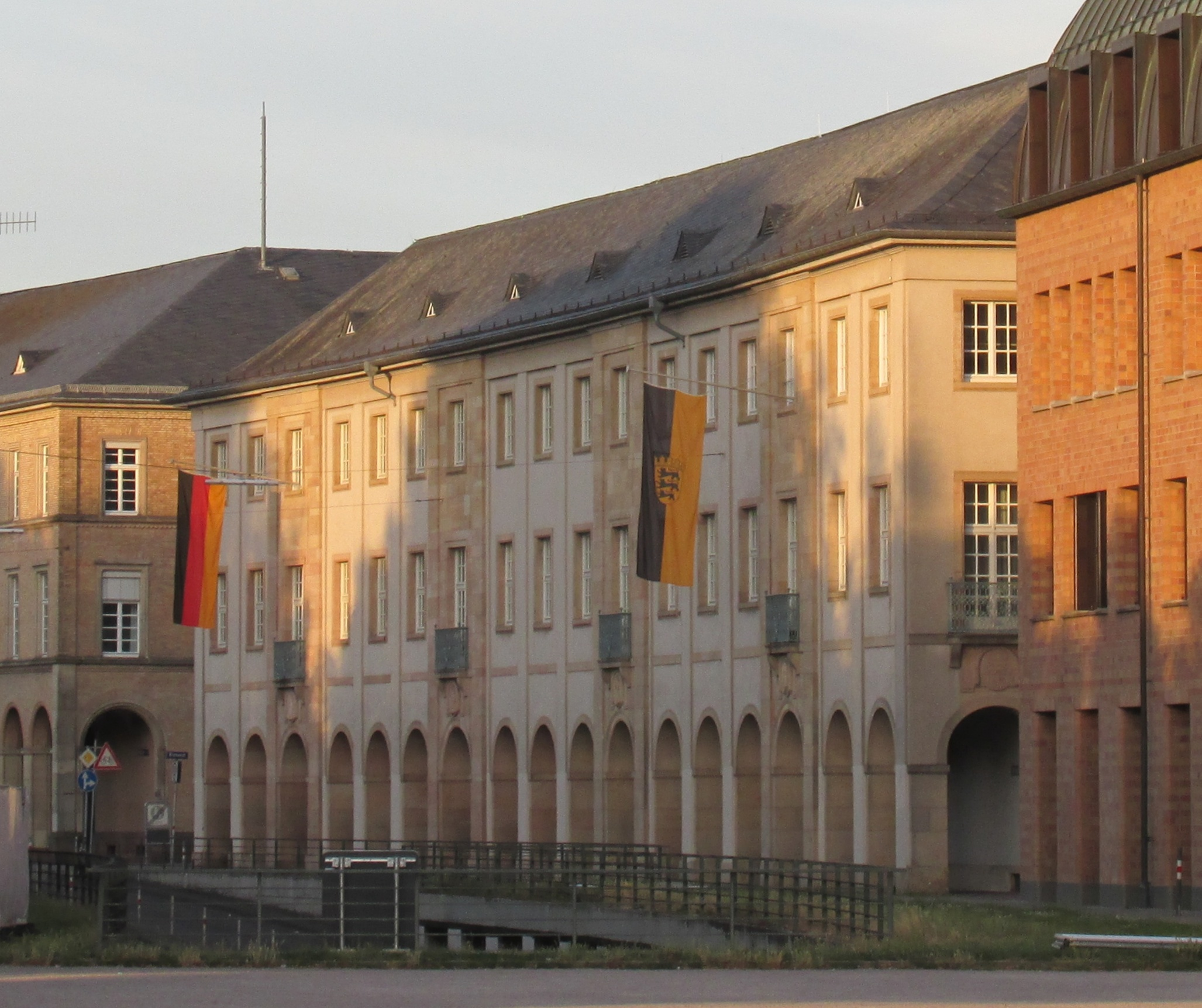
Karlsruhe, Finanzverwaltung
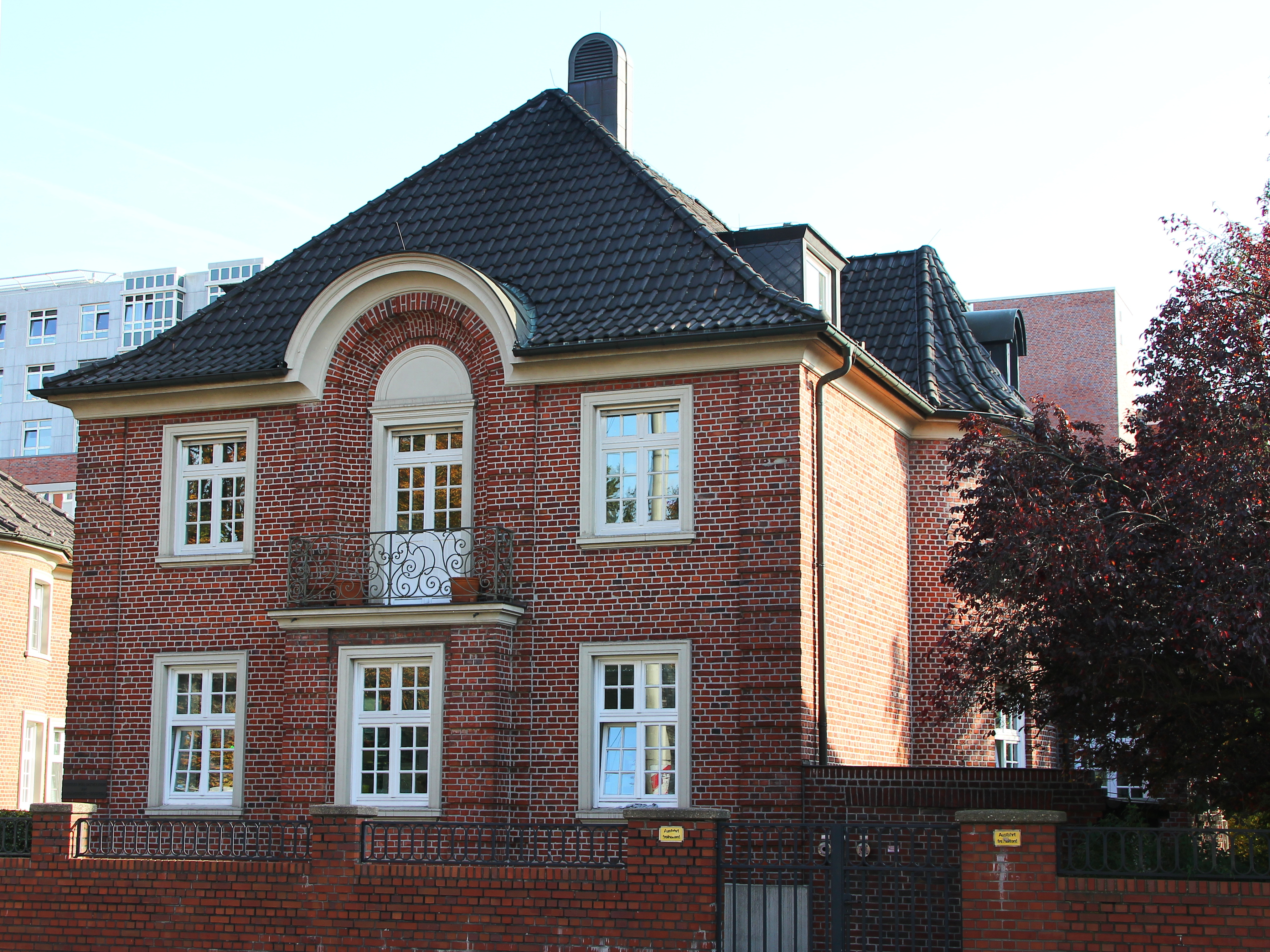
Münster, Hohenzollernring 64
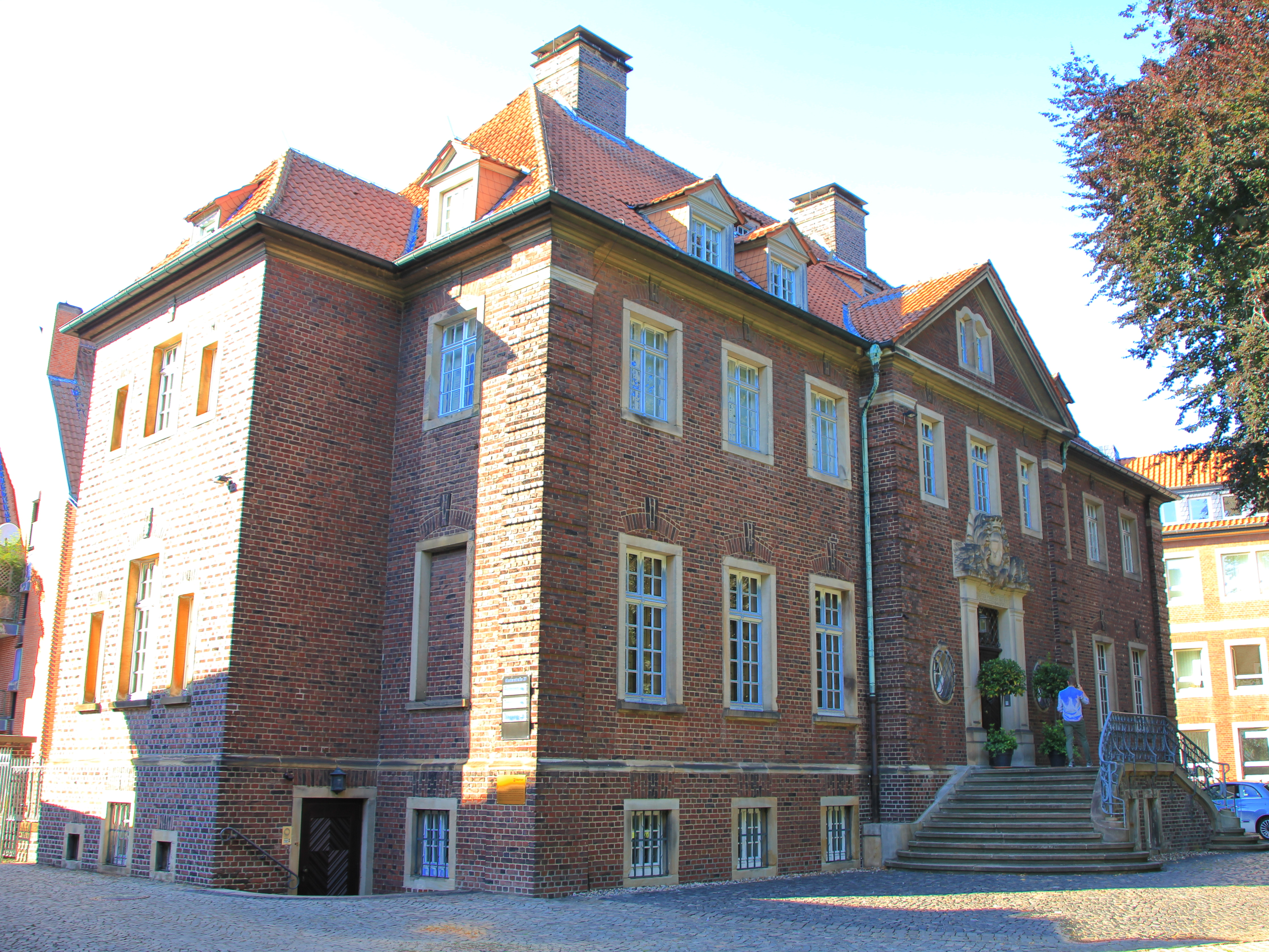
Münster Twickelscher Hof
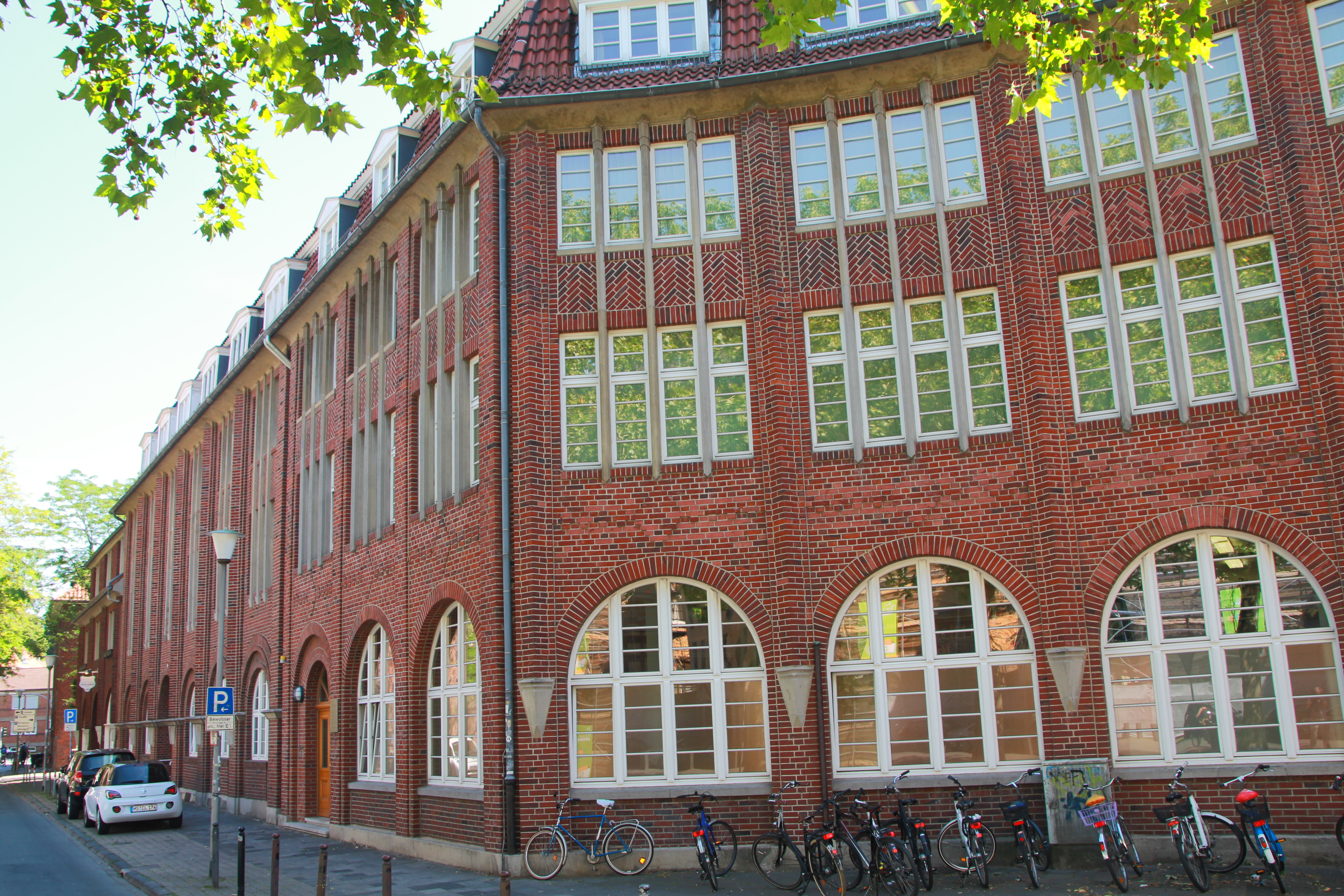
Münster, Rosenhof

Aufgrund ihrer Vorliebe für klare Baukubaturen und eine reduzierte Formensprache erfuhren vor allem die Profanbauten Schlauns gegen Ende des Historismus um 1910 eine Nachfolge in der sogenannten Heimatschutzarchitektur. Der aus dem westfälischen Lippstadt gebürtige Friedrich Ostendorf bezog sich daher in seinen Schriften (Sechs Bücher vom Bauen (1914–20); Haus und Garten (1914)) wiederholt auf beispielhafte Wohnhausbauten des 18. Jahrhunderts im westfälischen Raum im unmittelbaren Umkreis Schlauns, wobei die Übersichtlichkeit und Rationalität der Grundrisslösungen Anerkennung fand. Sein Gebäude der staatlichen Finanzverwaltung von 1910 am Karlsruher Schlossplatz rezipiert, obgleich als Putzbau errichtet, das Schlaunsche System der Wandreliefierung mittels vertikaler Wandstreifen im rhythmischen Wechsel mit eingesetzten Tafelmotiven in Werkstein. Vor allem die materialbetonte Gestaltungsweise mit Backstein und sparsam eingesetzten Sandsteinelementen bot hier einen Ansatzpunkt in der Gestaltung der neuzeitlichen Wohnhausarchitektur, von der sich in Münster zahlreiche Beispiele der Zwischenkriegs- und Nachkriegszeit finden. Die Anbindung reicht dabei im Einzelfall bis zur zitathaften Wiederholung des Eingangsnischenmotivs des (verlorenen) Wohnhauses Schlauns in einem Wohnhausneubau von 1924 am Hohenzollernring. Der 1927/28 errichtete Twickelsche Hof schließt sich in der Baukubatur den Adelshöfen Schlauns an, während der ein Jahr ältere Rosenhof von Alfred Hensen bei andersartiger Detaillierung die konkave Ausbildung der Fassade des Erbdrostenhofs aufgreift.

### Zerstörung und Wiederaufbau
Bei Luftangriffen auf Münster im Zweiten Weltkrieg waren mit dem Großteil der Innenstadt alle noch erhaltenen Bauten Schlauns im Stadtgebiet betroffen gewesen. Der anschließende Wiederaufbau zeigte dabei einen sehr unterschiedlichen Umgang mit den Bauten Schlauns, für deren architekturgeschichtliche Bedeutung in den vorausgegangenen Jahrzehnten ein neues Verständnis entstanden war. Angesichts der unmittelbar zu behebenden eklatanten Wohnungsnot galten die Wohnhausbauten als verzichtbar. Die meisten der Adelshöfe wurden daher niedergelegt und selbst die verbleibenden Reste von Schlauns Wohnhaus wurden 1953 gesprengt. Das prominenteste Bauwerk Schlauns, das im Innern vollständig zerstörte Residenzschloss, war zunächst seitens der britischen Besatzung aus militärischen Erwägungen zum Abbruch vorgesehen worden, aber schon 1946 wurde seitens des Provinzialkonservators Wilhelm Rave der Wiederaufbau als Hauptgebäude der Landesuniversität eingeleitet und, unter Verzicht auf den historischen Innenausbau, bis 1954 umgesetzt.

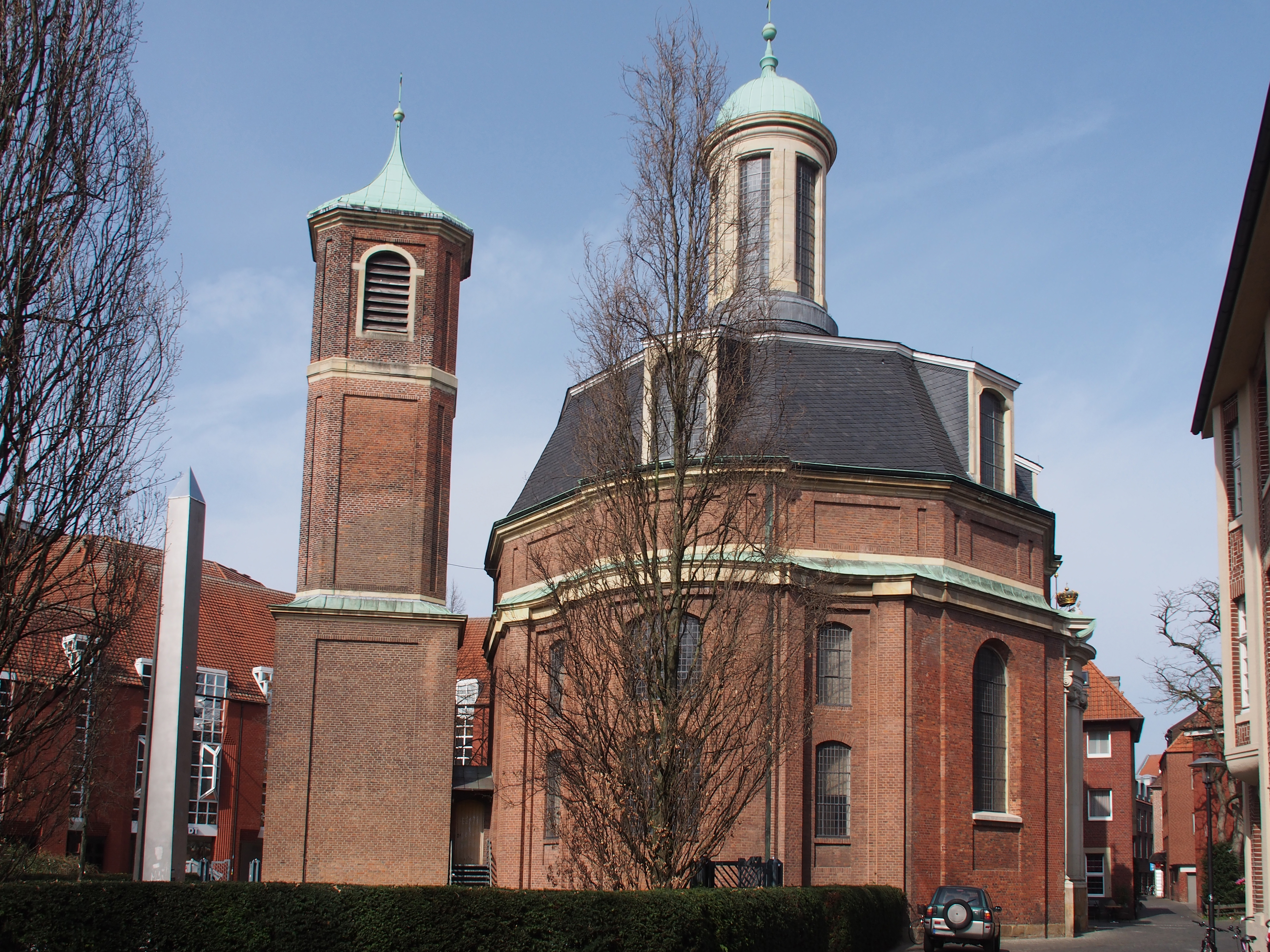
Clemenskirche, Rückansicht mit neugestalteten Nebenseiten und 'Campanile'

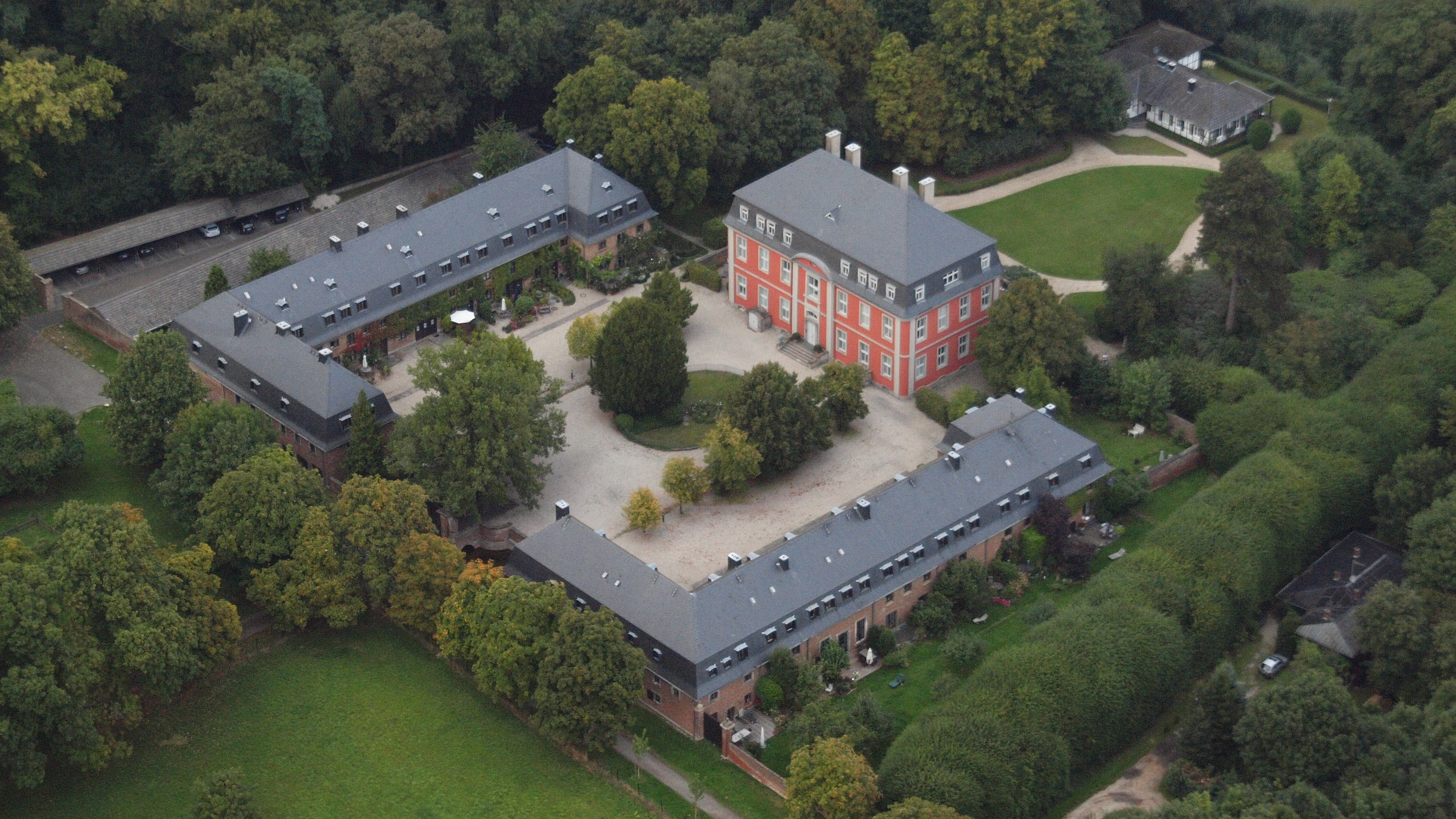
Schloss Rösberg

Schwieriger gestaltete sich der Umgang mit den übrigen Bauten Schlauns. So wurde die Clemenskirche im Äußern 1956 bis 1959 wiederaufgebaut, aber unter Verzicht auf die zugehörigen Hospitalsbauten, wodurch das Bauwerk seine markante städtebauliche Einbindung verlor und isoliert auf einem leeren Platz zu stehen kam. Dafür mussten die nun sichtbar gewordenen, zuvor von den Hospitalbauten verdeckten Nebenseiten und der Unterbau des nun freistehenden 'Campanile' im Schlaunschen Sinne neu entworfen werden. Nach anfänglichen Plänen einer abstrakt-modernen Neugestaltung des Innenraums wurde dieser 1961 bis 1974 einschließlich des Kuppelfreskos rekonstruiert und damit der verlorene Raumeindruck wiedergewonnen. Ähnlich stellte sich auch die Problematik hinsichtlich des Erbdrostenhofes dar. 1948 bis 1951 wurden Sicherungsarbeiten an der Ruine vorgenommen, anschließend aber die rückwärtigen Wirtschaftsbauten zugunsten eines Straßendurchbruchs niedergelegt. Bis 1961 war dann der Außenbau wiederhergestellt, 1965–68 erfolgte die Ausmalung des Festsaals. Auch die ehemalige Lotharinger Kirche wurde 1961 bis 1973 im Außenbau rekonstruiert, wieder ohne die früheren Konventsbauten, so dass auch diesem Denkmal eine isolierte Stellung im Stadtbild zukam.
Einen Wiederaufbau – fünfzig Jahre nach seiner Zerstörung 1941 – erfuhr 1989–1991 Schloss Rösberg. Der Brand der Anlage hatte nur die Umfassungsmauern stehen gelassen, die um ein später aufgesetztes drittes Geschoss reduziert wurden. Durch Ausbau der Brandruine zu einer modernen Wohnanlage wurde die Baukörperform mit dem Mansarddach wiederhergestellt.

## Ehrungen

### Denkmäler und Gedenktafeln

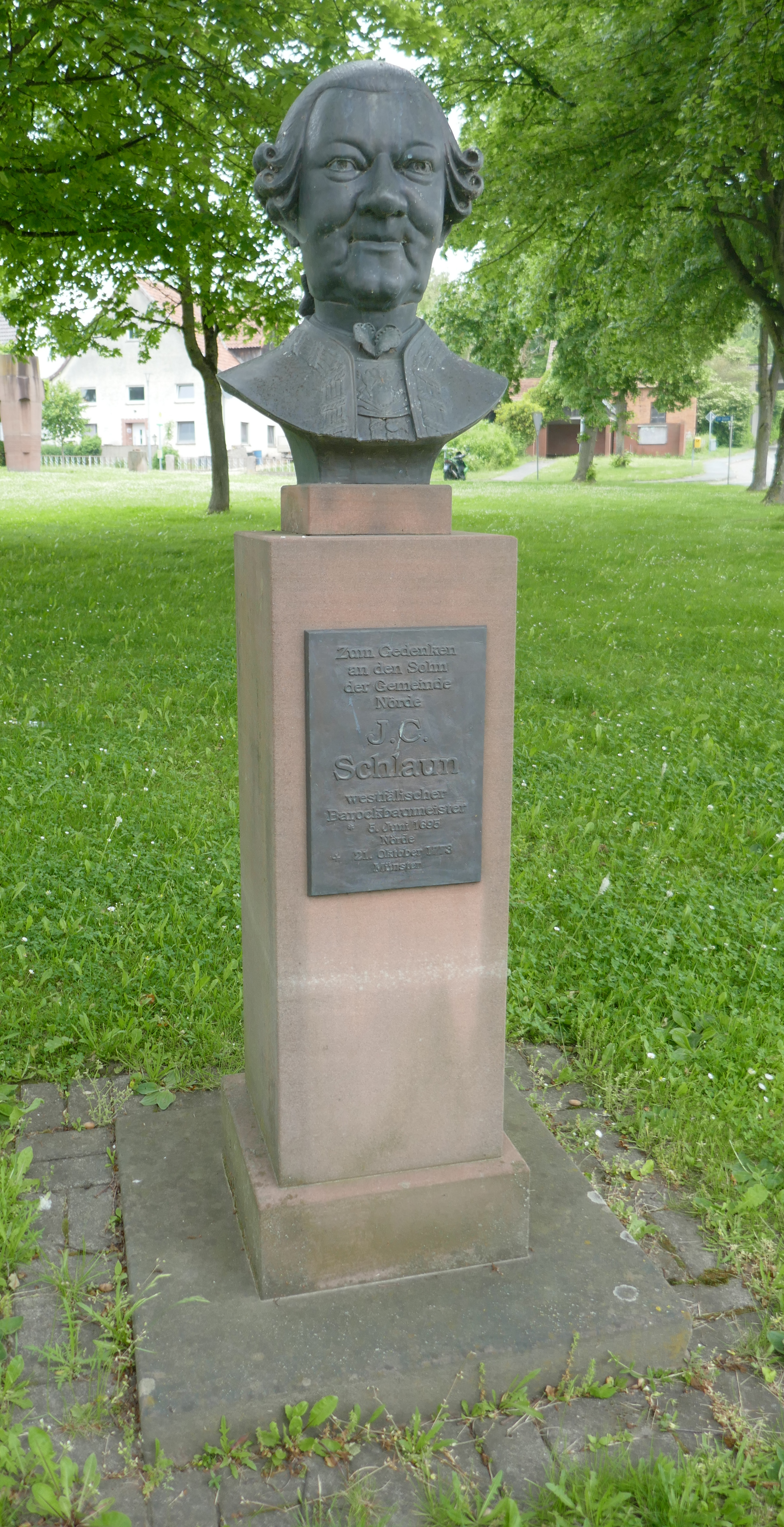
Denkmal für Johann Conrad Schlaun in Nörde
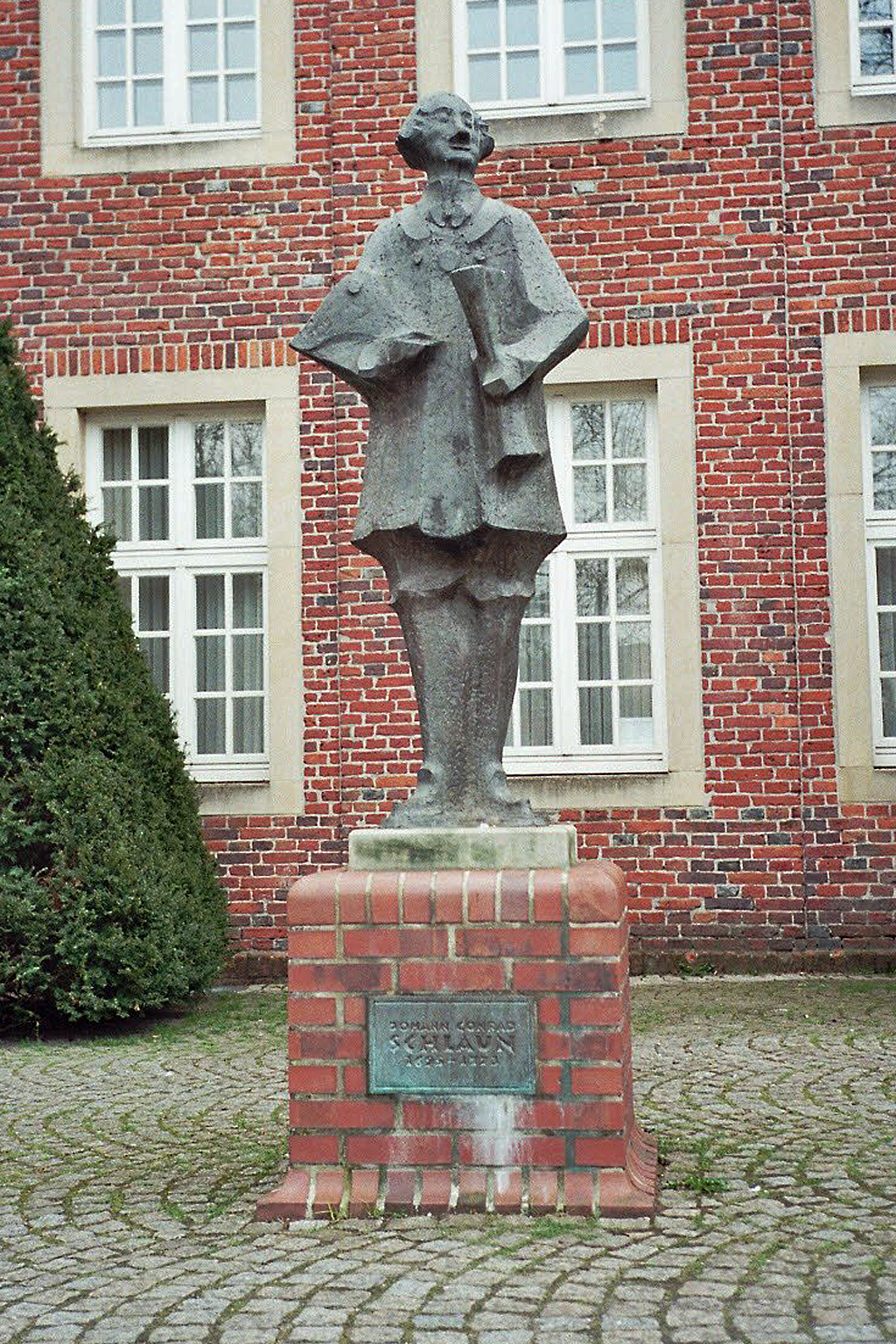
Denkmal für Johann Conrad Schlaun in Nottuln
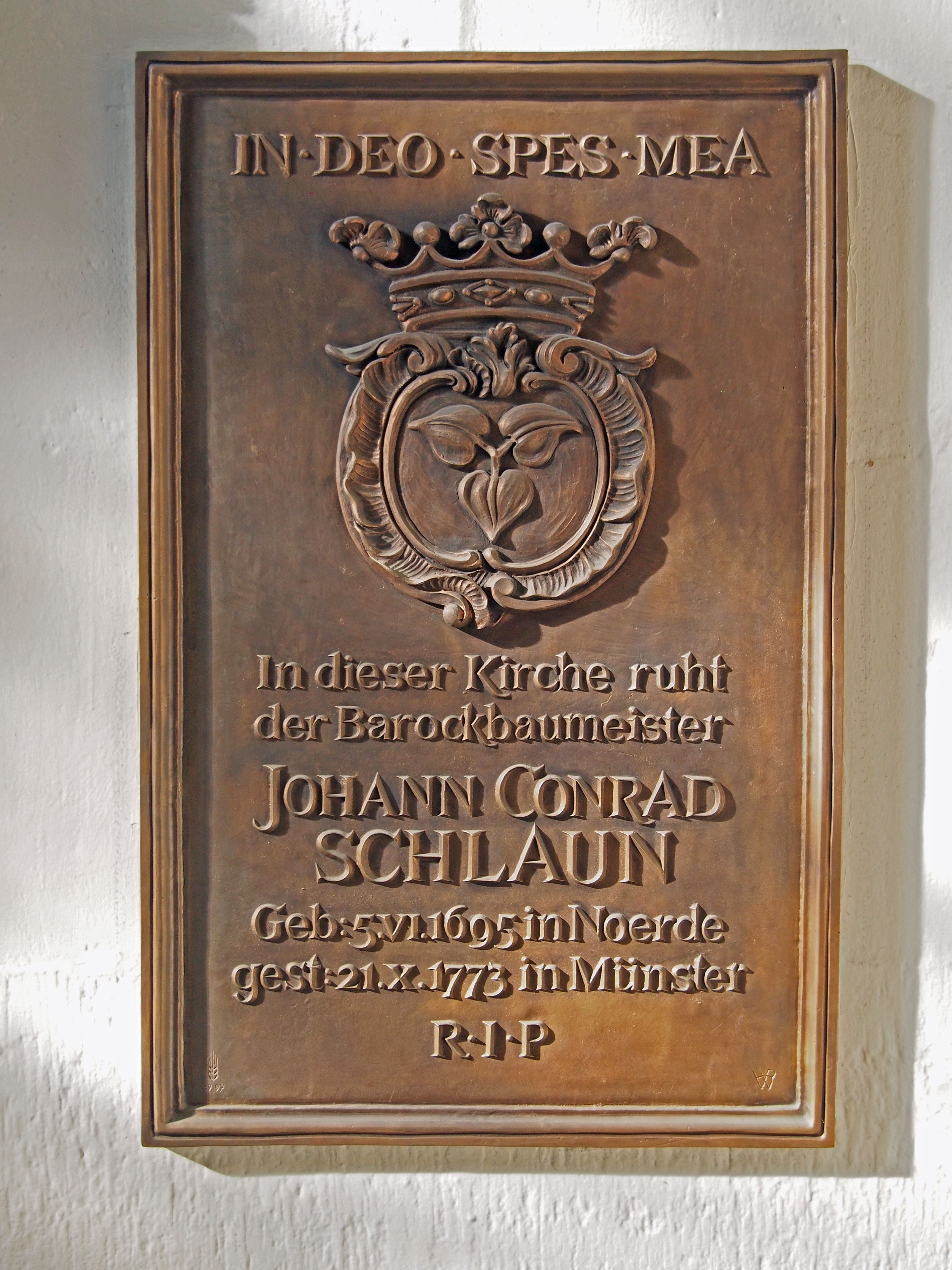
Gedenktafel für Johann Conrad Schlaun in der Pfarrkirche Liebfrauen-Überwasser in Münster
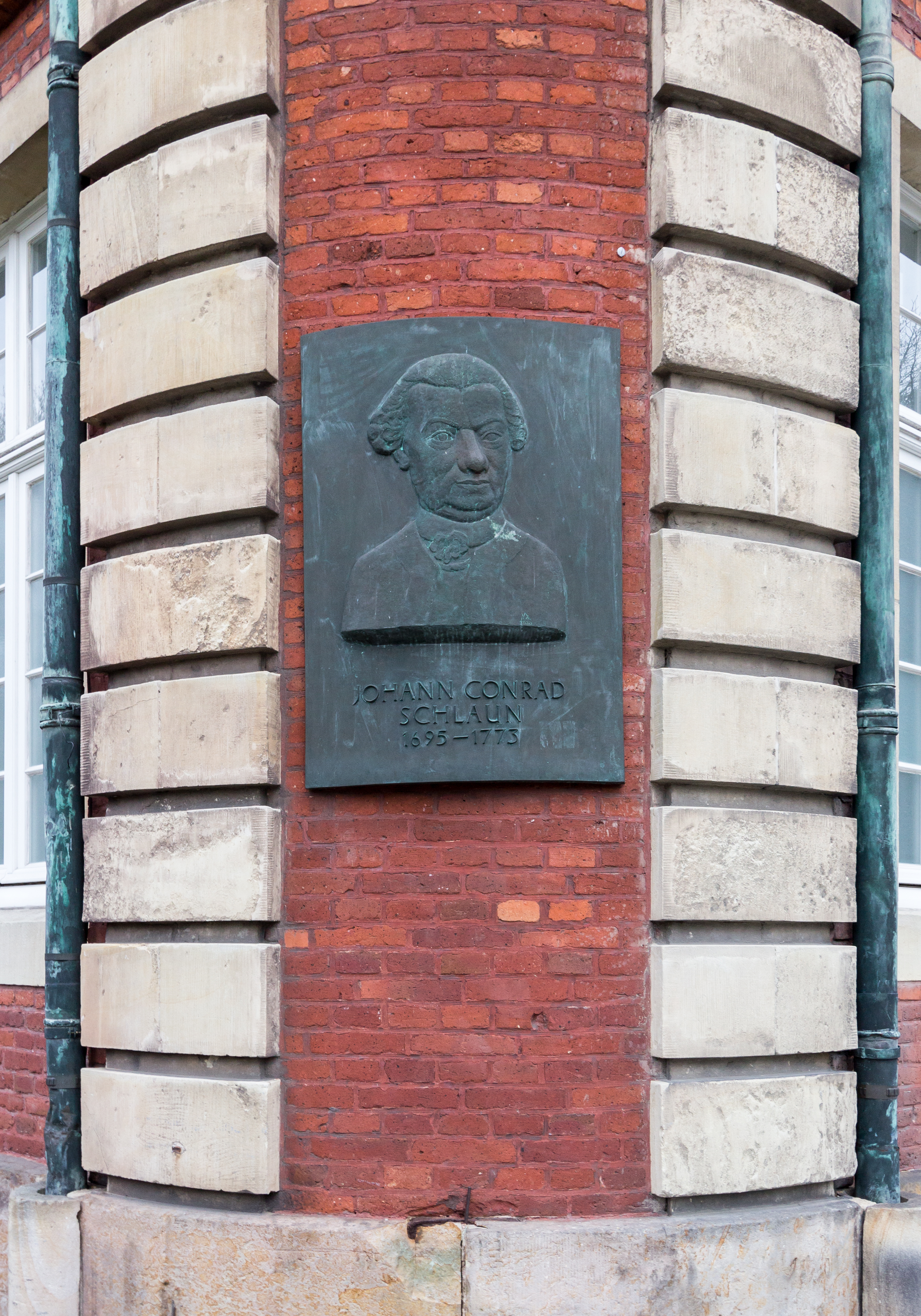
Gedenktafel am Schloss Münster
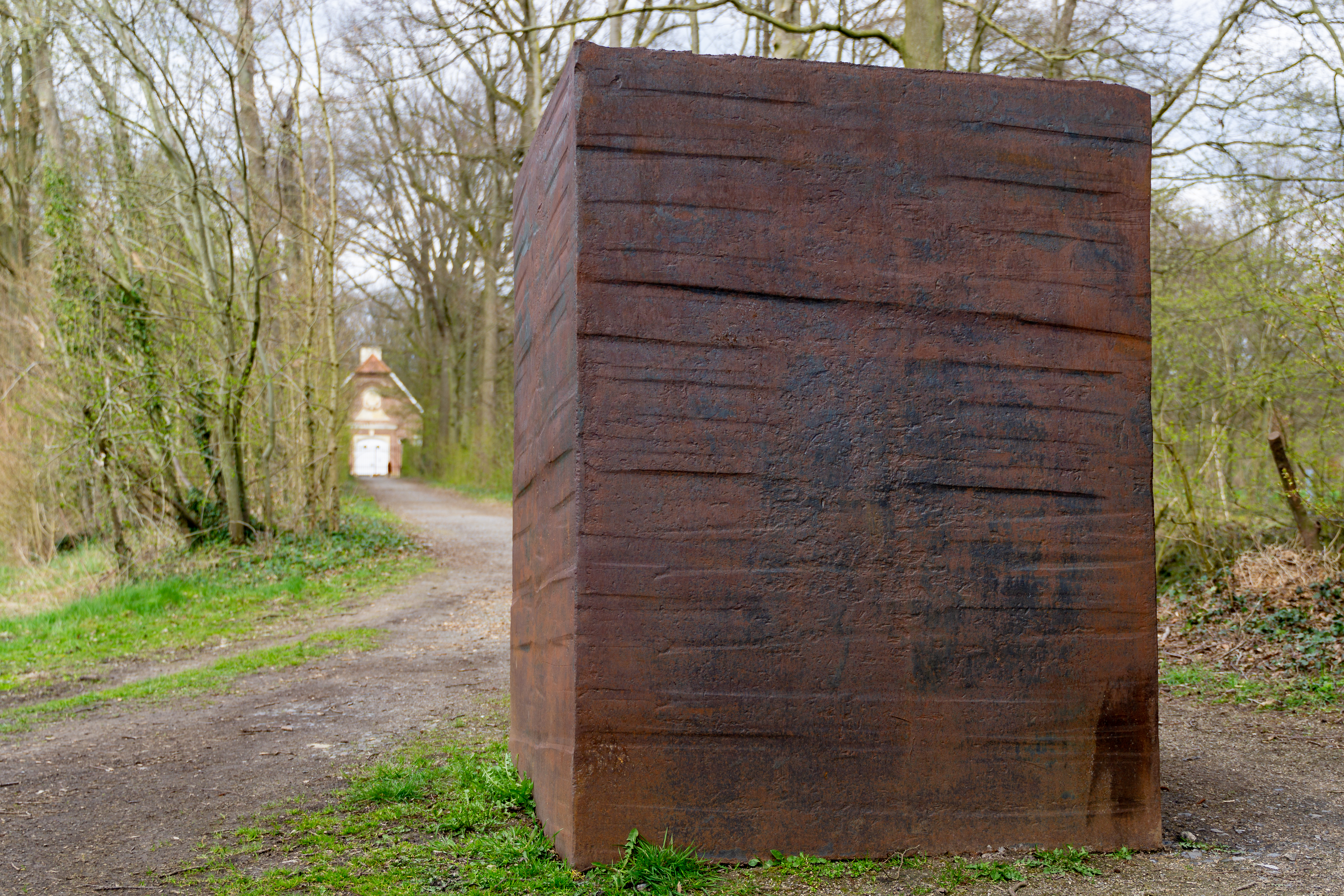
Richard Serra: Dialog mit Johann Conrad Schlaun (1997)

### Briefmarken

Sonderbriefmarke zum 300. Geburtstag mit der Clemenskirche in Münster

### Schlaun-Forum
Das Schlaun-Forum e. V. der RWTH Aachen lobt seit dem Wintersemester 2011/2012 jährlich Schlaun-Wettbewerbe als Ideenwettbewerbe für Studierende und Berufseinsteiger aus den Bereichen Architektur, Bauingenieurswesen sowie Städtebau und Landschaftsplanung in Nordrhein-Westfalen aus.

### Schulen

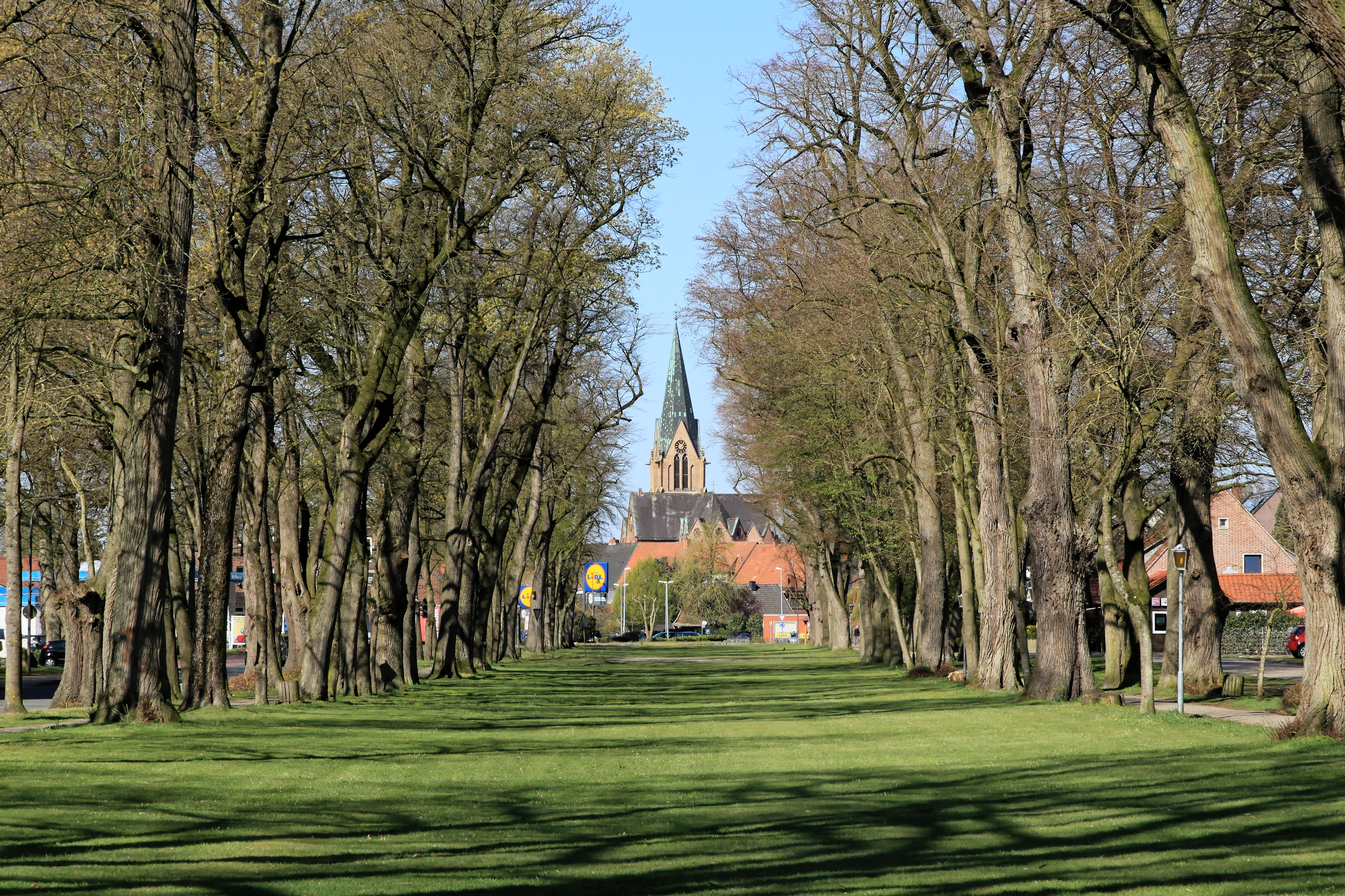
Schlaun-Allee in Sögel

- Johann-Conrad-Schlaun-Gymnasium in Münster
- Johann-Conrad-Schlaun-Gesamtschule in Nordkirchen
- Johann-Conrad-Schlaun-Berufskolleg in Warburg.

### Straßenbezeichnungen
- Schlaun-Allee in Sögel
- Schlaunstraße in Brühl
- Schlaunstraße in Delbrück
- Conrad-Schlaun-Straße in Dormagen
- Schlaunstraße in Haren
- Johann-Conrad-Schlaun-Straße in Bad Iburg
- Schlaunstraße in Lünen
- Schlaunstraße in Münster
- Schlaun-Straße in Nottuln
- Schlaunstraße in Nürnberg
- Johann-Conrad-Schlaun-Straße in Warburg
- Schlaunstraße in Warendorf

### Astronomie
- Der am 16. Oktober 1977 entdeckte Asteroid (6352) Schlaun wurde nach ihm benannt.